# Vukašin Brajić
Vukašin Brajić (n. Sanski Most, Bosnia y Herzegovina, 9 de febrero de 1984) es un cantante bosnio.
Pasó un año en Sopot una ciudad de Serbia en 1994 por la guerra y al año siguiente se mudó a Čačak Serbia, donde vive desde entonces. Alcanzó la popularidad tras su participación como cantante en el concurso Operación Triunfo, en su versión balcánica, donde quedó en segundo lugar.
Vukašin representó a Bosnia y Herzegovina en el Festival de la Canción de Eurovisión 2010 en Oslo, Noruega, con la canción "Thunder and lightning".

## Primeros años
Vukašin Brajić nació en Sanski Most, Bosnia y Herzegovina el 9 de febrero de 1984, es el mayor de tres hijos de Simo y Dusanka. Su hermano se llama Nenad y su hermana Nevena.
Vukasin se interesó en la música a temprana edad, en el tercer curso, le preguntó a sus padres si le permitían inscribirse en una escuela de música, lo que era imposible en ese momento por la Guerra de Bosnia.
En 1994, debido a la Guerra, su familia se mudó de Bosnia y Herzegovina a Serbia, a Malí Požarevac en Sopot, donde pasó un año antes de trasladarse a Čačak, donde la familia Brajić vive hoy.

Vukasin terminó la primaria y la secundaria en Čačak. Sus inicios musicales están conectados a Čačak. A pesar de que sus padres no podían pagar su educación musical, Vukasin estudió por sí mismo, aprendiendo de los libros y en Internet. Esa es la forma en que adquirió sus habilidades con el piano y la guitarra.
Obtuvo su primera guitarra de su tío antes de cumplir quince años y luego le dijo a su familia: "Algún día, esta guitarra alimentará a todos ustedes".
Cantó en un coro, bailó en el estudio de danza "Luna" y fue miembro de un club de drama. Así es como ganó experiencia en espectáculos públicos y concursos. Cuando tenía diecinueve años, se mudó de Čačak a Negotin donde se matriculó en la Academia de Educación de Profesor, que le proporcionó lo que le gustaba (movimiento de escena, la música y el canto.
Vukasin disfrutaba trabajando con los niños y siempre ha dicho que sus alumnos eran su público, mientras que el aula era su escenario. Hoy solo tiene que terminar algunos documentos para conseguir su título, que aplazó debido a la evolución de su carrera musical. En Negotin, vivía con un amigo que le enseñó mucho y le ayudó a perfeccionar sus habilidades de guitarra.

## Affect (banda)

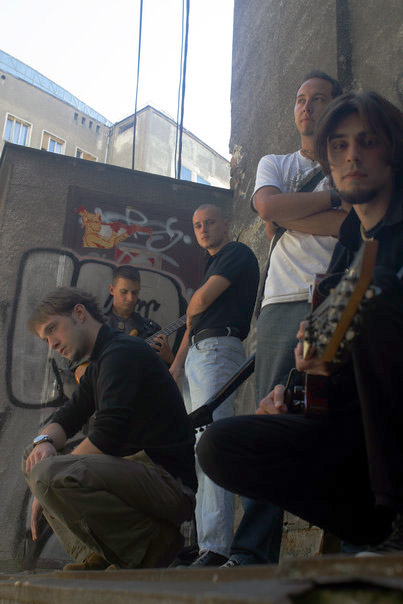
Affect

Cuando estaba en su tercer año de universidad, se mudó de Negotin a Belgrado. En 2003, en Negotin, se reunió Darko Nikodijević y Nemanja Andjelkovic que grabaron algunas canciones con un metal melódico-rock y decidieron formar una banda de música, que se llamó "Affect".
Dado que no tenían la guía vocal y al darse cuenta de que Vukasin era un buen cantante que amaba la música y tocaba la guitarra, le pidieron que se uniera al grupo. En el verano de 2004, Vukasin grabó cuatro canciones con ellos (le gustó las canciones y rápidamente se identificó con las mismas).
En los comienzos de 2005, Affect estaba totalmente formado, después de que la bajista Nikola Dimitijević y la batería Željko Despic se unieran a la banda. Debido a las malas condiciones, se trabajó en diez canciones hasta el final de 2006. En el verano de 2006, se pusieron en contacto Ognjen Uzelac, el director de "PGP RTS" (compañía discográfica), quien ofreció una promoción para Affect (CD) con dos canciones para él.
En el otoño de 2006, en el estudio 5 de PGP RTS, grabaron dos canciones: "Ništa ostaje ne više" (original de este canción es en inglés "Read from my eyes" que en español significa "Leer desde mis ojos") y una cobertura instrumental de la canción tradicional serbia "Ajde Jano", que se versionó en Heavy metal.
En abril de 2007, lanzaron un sencillo promocional en 150 ejemplares. Se presentó en vivo en los clubes de Belgrado, donde se tocó el rock and roll, y con la ayuda de "Beograd 202" (radio), trascendieron en las afueras de Belgrado. Por muchas razones Affect se puso en "stand by" a finales de 2007, una de ellas es que Vukasin quería seguir la carrera profesional de la música. Sin embargo, Darko Nikodijević y Nemanja Andjelkovic seguirán cantando con Vukasin en futuros proyectos, formando parte de sus grupos.

## Lucky Luke
Después del episodio Affect, Vukasin continuó actuando con Marko Marić en un dúo acústico "Lucky Luke" (ex "Ausonia Duo"). Los dos trabajaron juntos hasta que entró Vukasin en Operación Triunfo. Además han tenido varias presentaciones en televisión, en salidas matinales y en las crónicas diarias.

## Operación Triunfo
La historia de Vukasin en Operación Triunfo comenzó cuando su compañero de cuarto de Negotin llamó y le dijo que el proceso de solicitud había comenzado, su padrino Marko rellenó el formulario de solicitud.
Vukasin, que estaba en Negotin en ese momento, dedicándose a la universidad, inmediatamente comenzó con los preparativos. Volvió a Belgrado y se gastó todo el dinero que ganaba con los conciertos, en clases de canto con el profesor Tanja Andrejic, con quien trabajó durante tres meses.
Logrando pasar en las audiciones, que hizo de promoción de los pocos conciertos a través de Serbia durante el verano con otros concursantes de ese país.

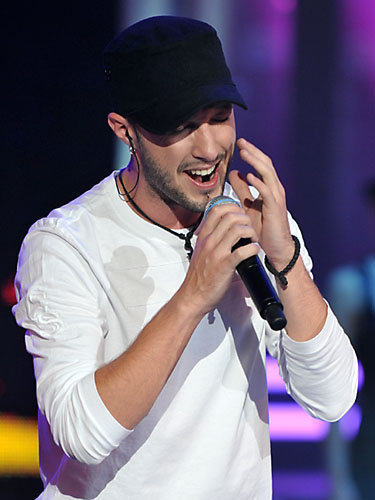
Vukasin Brajic - OT

El evento comenzó el 29 de septiembre de 2008. En la primera Gala Vukasin cantó dos canciones junto a Ivana Nikodijević: "noc Kada padne" por Riblja Corba y "Enter Sandman" de Metallica. Obtuvo su primera nominación en la segunda Gala, pero no recibió la explicación de por qué fue nominado.
Posteriormente, fue salvado por la academia. En las octava Gala obtuvo su primera nominación tras la cual fue abandonado a merced de la audiencia y de sus votos. En una reñida batalla "con Đorđe Gogov, que era favorito del público más de una vez, Vukasin consiguió ir a la siguiente ronda.
Esa misma noche, interpretó "More Than Words" de Extreme, que sigue siendo uno de sus mejores actuaciones, con la muestra de sus habilidades en la guitarra acústica. Más tarde (esa noche) interpretó "Are You Gonna Go My Way" de Lenny Kravitz junto con Đorđe Gogov.
La serie de nominaciones siguió en la siguiente Gala, y de nuevo fue dependiente de la votación del público. En la 10a Gala fue nominado nuevamente, esta vez con Nikola Saric. La audiencia lo eligió a él más que Nikola Saric que también era el favorito del público.
Vukasin ganó un apodo de "asesino de los favoritos". Terminó la competición en segunda posición por detrás del ganador Adnan Babajić. La Estadística oficial afirma haber recibido alrededor de 330.000 votos.
Vukasin se destacó con muchas cosas durante el show y consiguió el apoyo de la audiencia de todas las edades y de todas las partes de la antigua República Federal Socialista de Yugoslavia. Se dijo que él era el hombre que reunió a las personas de todas las ex - repúblicas.
Se le recuerda por su excelente voz y representaciones teatrales, que por la evaluación del jurado, le trajo el "grado más alto promedio de todos los estudiantes". También se le recuerda por su declaración: "La gente que escribe en los foros son los peores. ¡Y yo soy uno de ellos!" que hizo de él un favorito en el foro de la comunidad.

### Realización y Resultados
| Gala#     | Gala#     | Gala#     | Gala#     | Gala#     | Gala#     | Gala#     | Gala#     | Gala#     | Gala#     | Gala#     | Gala#     | Gala#     | Gala#     | Gala#     | Gala#     | Gala#     | Gala#     | Gala#     | Gala#     | Gala#     | Gala#     | Gala#     | Gala#     | Gala#     | Gala#     | Gala#     | Gala#     | Gala#     | Gala#     | Gala#     | Gala#     | Gala#     | Gala#     | Gala#     | Gala#     | Gala#     | Gala#     | Gala#     | Gala#     | Gala#     | Gala#     | Gala#     | Gala#     | Gala#     | Gala#     | Gala#     | Gala#     | Gala#     | Gala#     | Gala#     | Gala#     | Gala#     | Gala#     | Gala#     | Gala#     | Gala#     | Gala#     | Gala#     | Gala#     | Gala#     | Gala#     | Gala#     | Gala#     | Gala#     | Gala#     | Gala#     | Gala#     | Gala#     | Gala#     | Gala#     | Gala#     | Gala#     | Gala#     | Gala#     | Gala#     | Gala#     | Gala#     | Gala#     | Gala#     | Gala#     | Gala#     | Gala#     | Gala#     | Gala#     | Gala#     | Gala#     | Gala#     | Gala#     | Gala#     | Canción                                                              | Canción                                                              | Canción                                                              | Canción                                                              | Canción                                                              | Canción                                                              | Canción                                                              | Canción                                                              | Canción                                                              | Canción                                                              | Canción                                                              | Canción                                                              | Canción                                                              | Canción                                                              | Canción                                                              | Canción                                                              | Canción                                                              | Canción                                                              | Canción                                                              | Canción                                                              | Canción                                                              | Canción                                                              | Canción                                                              | Canción                                                              | Canción                                                              | Canción                                                              | Canción                                                              | Canción                                                              | Canción                                                              | Canción                                                              | Canción                                                              | Canción                                                              | Canción                                                              | Canción                                                              | Canción                                                              | Canción                                                              | Canción                                                              | Canción                                                              | Canción                                                              | Canción                                                              | Canción                                                              | Canción                                                              | Canción                                                              | Canción                                                              | Canción                                                              | Canción                                                              | Canción                                                              | Canción                                                              | Canción                                                              | Canción                                                              | Canción                                                              | Canción                                                              | Canción                                                              | Canción                                                              | Canción                                                              | Canción                                                              | Canción                                                              | Canción                                                              | Canción                                                              | Canción                                                              | Canción                                                              | Canción                                                              | Canción                                                              | Canción                                                              | Canción                                                              | Canción                                                              | Canción                                                              | Canción                                                              | Canción                                                              | Canción                                                              | Canción                                                              | Canción                                                              | Canción                                                              | Canción                                                              | Canción                                                              | Canción                                                              | Canción                                                              | Canción                                                              | Canción                                                              | Canción                                                              | Canción                                                              | Canción                                                              | Canción                                                              | Canción                                                              | Canción                                                              | Canción                                                              | Canción                                                              | Canción                                                              | Canción                                                              | Canción                                                              | Canción                                                              | Canción                                                              | Canción                                                              | Canción                                                              | Canción                                                              | Canción                                                              | Canción                                                              | Canción                                                              | Canción                                                              | Canción                                                              | Realización                                                                | Realización                                                                | Realización                                                                | Realización                                                                | Realización                                                                | Realización                                                                | Realización                                                                | Realización                                                                | Realización                                                                | Realización                                                                | Realización                                                                | Realización                                                                | Realización                                                                | Realización                                                                | Realización                                                                | Realización                                                                | Realización                                                                | Realización                                                                | Realización                                                                | Realización                                                                | Realización                                                                | Realización                                                                | Realización                                                                | Realización                                                                | Realización                                                                | Realización                                                                | Realización                                                                | Realización                                                                | Realización                                                                | Realización                                                                | Realización                                                                | Realización                                                                | Realización                                                                | Realización                                                                | Realización                                                                | Realización                                                                | Realización                                                                | Realización                                                                | Realización                                                                | Realización                                                                | Realización                                                                | Realización                                                                | Realización                                                                | Realización                                                                | Realización                                                                | Realización                                                                | Realización                                                                | Realización                                                                | Realización                                                                | Realización                                                                | Realización                                                                | Realización                                                                | Realización                                                                | Realización                                                                | Realización                                                                | Realización                                                                | Realización                                                                | Realización                                                                | Realización                                                                | Realización                                                                | Realización                                                                | Realización                                                                | Realización                                                                | Realización                                                                | Realización                                                                | Realización                                                                | Realización                                                                | Realización                                                                | Realización                                                                | Realización                                                                | Realización                                                                | Realización                                                                | Realización                                                                | Realización                                                                | Realización                                                                | Realización                                                                | Realización                                                                | Realización                                                                | Realización                                                                | Realización                                                                | Realización                                                                | Realización                                                                | Realización                                                                | Realización                                                                | Realización                                                                | Realización                                                                | Realización                                                                | Realización                                                                | Realización                                                                | Realización                                                                | Realización                                                                | Realización                                                                | Realización                                                                | Realización                                                                | Realización                                                                | Realización                                                                | Realización                                                                | Realización                                                                | Realización                                                                | Realización                                                                | Realización                                                                | Realización                                                                | Realización                                                                | Realización                                                                | Realización                                                                | Realización                                                                | Realización                                                                | Realización                                                                | Realización                                                                | Realización                                                                | Realización                                                                | Realización                                                                | Realización                                                                | Realización                                                                | Realización                                                                | Realización                                                                | Realización                                                                | Realización                                                                | Realización                                                                | Realización                                                                | Realización                                                                | Realización                                                                | Realización                                                                | Realización                                                                | Realización                                                                | Realización                                                                | Realización                                                                | Realización                                                                | Realización                                                                | Realización                                                                | Artista Original                           | Artista Original                           | Artista Original                           | Artista Original                           | Artista Original                           | Artista Original                           | Artista Original                           | Artista Original                           | Artista Original                           | Artista Original                           | Artista Original                           | Artista Original                           | Artista Original                           | Artista Original                           | Artista Original                           | Artista Original                           | Artista Original                           | Artista Original                           | Artista Original                           | Artista Original                           | Artista Original                           | Artista Original                           | Artista Original                           | Artista Original                           | Artista Original                           | Artista Original                           | Artista Original                           | Artista Original                           | Artista Original                           | Artista Original                           | Artista Original                           | Artista Original                           | Artista Original                           | Artista Original                           | Artista Original                           | Artista Original                           | Artista Original                           | Artista Original                           | Artista Original                           | Artista Original                           | Artista Original                           | Artista Original                           | Artista Original                           | Artista Original                           | Artista Original                           | Artista Original                           | Artista Original                           | Artista Original                           | Artista Original                           | Artista Original                           | Artista Original                           | Artista Original                           | Artista Original                           | Artista Original                           | Artista Original                           | Artista Original                           | Artista Original                           | Artista Original                           | Artista Original                           | Artista Original                           | Artista Original                           | Artista Original                           | Artista Original                           | Artista Original                           | Artista Original                           | Artista Original                           | Artista Original                           | Artista Original                           | Artista Original                           | Artista Original                           | Artista Original                           | Artista Original                           | Artista Original                           | Artista Original                           | Artista Original                           | Artista Original                           | Artista Original                           | Artista Original                           | Artista Original                           | Artista Original                           | Artista Original                           | Artista Original                           | Artista Original                           | Artista Original                           | Artista Original                           | Artista Original                           | Artista Original                           | Artista Original                           | Artista Original                           | Artista Original                           | Artista Original                           | Artista Original                           | Artista Original                           | Artista Original                           | Artista Original                           | Artista Original                           | Artista Original                           | Artista Original                           | Artista Original                           | Artista Original                           | Nominacion/ resultado              | Nominacion/ resultado              | Nominacion/ resultado              | Nominacion/ resultado              | Nominacion/ resultado              | Nominacion/ resultado              | Nominacion/ resultado              | Nominacion/ resultado              | Nominacion/ resultado              | Nominacion/ resultado              | Nominacion/ resultado              | Nominacion/ resultado              | Nominacion/ resultado              | Nominacion/ resultado              | Nominacion/ resultado              | Nominacion/ resultado              | Nominacion/ resultado              | Nominacion/ resultado              | Nominacion/ resultado              | Nominacion/ resultado              | Nominacion/ resultado              | Nominacion/ resultado              | Nominacion/ resultado              | Nominacion/ resultado              | Nominacion/ resultado              | Nominacion/ resultado              | Nominacion/ resultado              | Nominacion/ resultado              | Nominacion/ resultado              | Nominacion/ resultado              | Nominacion/ resultado              | Nominacion/ resultado              | Nominacion/ resultado              | Nominacion/ resultado              | Nominacion/ resultado              | Nominacion/ resultado              | Nominacion/ resultado              | Nominacion/ resultado              | Nominacion/ resultado              | Nominacion/ resultado              | Nominacion/ resultado              | Nominacion/ resultado              | Nominacion/ resultado              | Nominacion/ resultado              | Nominacion/ resultado              | Nominacion/ resultado              | Nominacion/ resultado              | Nominacion/ resultado              | Nominacion/ resultado              | Nominacion/ resultado              | Nominacion/ resultado              | Nominacion/ resultado              | Nominacion/ resultado              | Nominacion/ resultado              | Nominacion/ resultado              | Nominacion/ resultado              | Nominacion/ resultado              | Nominacion/ resultado              | Nominacion/ resultado              | Nominacion/ resultado              | Nominacion/ resultado              | Nominacion/ resultado              | Nominacion/ resultado              | Nominacion/ resultado              | Nominacion/ resultado              | Nominacion/ resultado              | Nominacion/ resultado              | Nominacion/ resultado              | Nominacion/ resultado              | Nominacion/ resultado              | Nominacion/ resultado              | Nominacion/ resultado              | Nominacion/ resultado              | Nominacion/ resultado              | Nominacion/ resultado              | Nominacion/ resultado              | Nominacion/ resultado              | Nominacion/ resultado              | Nominacion/ resultado              | Nominacion/ resultado              | Nominacion/ resultado              | Nominacion/ resultado              | Nominacion/ resultado              | Nominacion/ resultado              | Nominacion/ resultado              | Nominacion/ resultado              | Nominacion/ resultado              | Nominacion/ resultado              | Nominacion/ resultado              | Nominacion/ resultado              | Nominacion/ resultado              | Nominacion/ resultado              | Nominacion/ resultado              | Nominacion/ resultado              | Nominacion/ resultado              | Nominacion/ resultado              | Nominacion/ resultado              | Nominacion/ resultado              | Nominacion/ resultado              | Nominacion/ resultado              |
| 1         | 1         | 1         | 1         | 1         | 1         | 1         | 1         | 1         | 1         | 1         | 1         | 1         | 1         | 1         | 1         | 1         | 1         | 1         | 1         | 1         | 1         | 1         | 1         | 1         | 1         | 1         | 1         | 1         | 1         | 1         | 1         | 1         | 1         | 1         | 1         | 1         | 1         | 1         | 1         | 1         | 1         | 1         | 1         | 1         | 1         | 1         | 1         | 1         | 1         | 1         | 1         | 1         | 1         | 1         | 1         | 1         | 1         | 1         | 1         | 1         | 1         | 1         | 1         | 1         | 1         | 1         | 1         | 1         | 1         | 1         | 1         | 1         | 1         | 1         | 1         | 1         | 1         | 1         | 1         | 1         | 1         | 1         | 1         | 1         | 1         | 1         | 1         | 1         | 1         | Kada padne noć / Enter Sandman                                       | Kada padne noć / Enter Sandman                                       | Kada padne noć / Enter Sandman                                       | Kada padne noć / Enter Sandman                                       | Kada padne noć / Enter Sandman                                       | Kada padne noć / Enter Sandman                                       | Kada padne noć / Enter Sandman                                       | Kada padne noć / Enter Sandman                                       | Kada padne noć / Enter Sandman                                       | Kada padne noć / Enter Sandman                                       | Kada padne noć / Enter Sandman                                       | Kada padne noć / Enter Sandman                                       | Kada padne noć / Enter Sandman                                       | Kada padne noć / Enter Sandman                                       | Kada padne noć / Enter Sandman                                       | Kada padne noć / Enter Sandman                                       | Kada padne noć / Enter Sandman                                       | Kada padne noć / Enter Sandman                                       | Kada padne noć / Enter Sandman                                       | Kada padne noć / Enter Sandman                                       | Kada padne noć / Enter Sandman                                       | Kada padne noć / Enter Sandman                                       | Kada padne noć / Enter Sandman                                       | Kada padne noć / Enter Sandman                                       | Kada padne noć / Enter Sandman                                       | Kada padne noć / Enter Sandman                                       | Kada padne noć / Enter Sandman                                       | Kada padne noć / Enter Sandman                                       | Kada padne noć / Enter Sandman                                       | Kada padne noć / Enter Sandman                                       | Kada padne noć / Enter Sandman                                       | Kada padne noć / Enter Sandman                                       | Kada padne noć / Enter Sandman                                       | Kada padne noć / Enter Sandman                                       | Kada padne noć / Enter Sandman                                       | Kada padne noć / Enter Sandman                                       | Kada padne noć / Enter Sandman                                       | Kada padne noć / Enter Sandman                                       | Kada padne noć / Enter Sandman                                       | Kada padne noć / Enter Sandman                                       | Kada padne noć / Enter Sandman                                       | Kada padne noć / Enter Sandman                                       | Kada padne noć / Enter Sandman                                       | Kada padne noć / Enter Sandman                                       | Kada padne noć / Enter Sandman                                       | Kada padne noć / Enter Sandman                                       | Kada padne noć / Enter Sandman                                       | Kada padne noć / Enter Sandman                                       | Kada padne noć / Enter Sandman                                       | Kada padne noć / Enter Sandman                                       | Kada padne noć / Enter Sandman                                       | Kada padne noć / Enter Sandman                                       | Kada padne noć / Enter Sandman                                       | Kada padne noć / Enter Sandman                                       | Kada padne noć / Enter Sandman                                       | Kada padne noć / Enter Sandman                                       | Kada padne noć / Enter Sandman                                       | Kada padne noć / Enter Sandman                                       | Kada padne noć / Enter Sandman                                       | Kada padne noć / Enter Sandman                                       | Kada padne noć / Enter Sandman                                       | Kada padne noć / Enter Sandman                                       | Kada padne noć / Enter Sandman                                       | Kada padne noć / Enter Sandman                                       | Kada padne noć / Enter Sandman                                       | Kada padne noć / Enter Sandman                                       | Kada padne noć / Enter Sandman                                       | Kada padne noć / Enter Sandman                                       | Kada padne noć / Enter Sandman                                       | Kada padne noć / Enter Sandman                                       | Kada padne noć / Enter Sandman                                       | Kada padne noć / Enter Sandman                                       | Kada padne noć / Enter Sandman                                       | Kada padne noć / Enter Sandman                                       | Kada padne noć / Enter Sandman                                       | Kada padne noć / Enter Sandman                                       | Kada padne noć / Enter Sandman                                       | Kada padne noć / Enter Sandman                                       | Kada padne noć / Enter Sandman                                       | Kada padne noć / Enter Sandman                                       | Kada padne noć / Enter Sandman                                       | Kada padne noć / Enter Sandman                                       | Kada padne noć / Enter Sandman                                       | Kada padne noć / Enter Sandman                                       | Kada padne noć / Enter Sandman                                       | Kada padne noć / Enter Sandman                                       | Kada padne noć / Enter Sandman                                       | Kada padne noć / Enter Sandman                                       | Kada padne noć / Enter Sandman                                       | Kada padne noć / Enter Sandman                                       | Kada padne noć / Enter Sandman                                       | Kada padne noć / Enter Sandman                                       | Kada padne noć / Enter Sandman                                       | Kada padne noć / Enter Sandman                                       | Kada padne noć / Enter Sandman                                       | Kada padne noć / Enter Sandman                                       | Kada padne noć / Enter Sandman                                       | Kada padne noć / Enter Sandman                                       | Kada padne noć / Enter Sandman                                       | Kada padne noć / Enter Sandman                                       | duo con Ivana Nikodijević                                                  | duo con Ivana Nikodijević                                                  | duo con Ivana Nikodijević                                                  | duo con Ivana Nikodijević                                                  | duo con Ivana Nikodijević                                                  | duo con Ivana Nikodijević                                                  | duo con Ivana Nikodijević                                                  | duo con Ivana Nikodijević                                                  | duo con Ivana Nikodijević                                                  | duo con Ivana Nikodijević                                                  | duo con Ivana Nikodijević                                                  | duo con Ivana Nikodijević                                                  | duo con Ivana Nikodijević                                                  | duo con Ivana Nikodijević                                                  | duo con Ivana Nikodijević                                                  | duo con Ivana Nikodijević                                                  | duo con Ivana Nikodijević                                                  | duo con Ivana Nikodijević                                                  | duo con Ivana Nikodijević                                                  | duo con Ivana Nikodijević                                                  | duo con Ivana Nikodijević                                                  | duo con Ivana Nikodijević                                                  | duo con Ivana Nikodijević                                                  | duo con Ivana Nikodijević                                                  | duo con Ivana Nikodijević                                                  | duo con Ivana Nikodijević                                                  | duo con Ivana Nikodijević                                                  | duo con Ivana Nikodijević                                                  | duo con Ivana Nikodijević                                                  | duo con Ivana Nikodijević                                                  | duo con Ivana Nikodijević                                                  | duo con Ivana Nikodijević                                                  | duo con Ivana Nikodijević                                                  | duo con Ivana Nikodijević                                                  | duo con Ivana Nikodijević                                                  | duo con Ivana Nikodijević                                                  | duo con Ivana Nikodijević                                                  | duo con Ivana Nikodijević                                                  | duo con Ivana Nikodijević                                                  | duo con Ivana Nikodijević                                                  | duo con Ivana Nikodijević                                                  | duo con Ivana Nikodijević                                                  | duo con Ivana Nikodijević                                                  | duo con Ivana Nikodijević                                                  | duo con Ivana Nikodijević                                                  | duo con Ivana Nikodijević                                                  | duo con Ivana Nikodijević                                                  | duo con Ivana Nikodijević                                                  | duo con Ivana Nikodijević                                                  | duo con Ivana Nikodijević                                                  | duo con Ivana Nikodijević                                                  | duo con Ivana Nikodijević                                                  | duo con Ivana Nikodijević                                                  | duo con Ivana Nikodijević                                                  | duo con Ivana Nikodijević                                                  | duo con Ivana Nikodijević                                                  | duo con Ivana Nikodijević                                                  | duo con Ivana Nikodijević                                                  | duo con Ivana Nikodijević                                                  | duo con Ivana Nikodijević                                                  | duo con Ivana Nikodijević                                                  | duo con Ivana Nikodijević                                                  | duo con Ivana Nikodijević                                                  | duo con Ivana Nikodijević                                                  | duo con Ivana Nikodijević                                                  | duo con Ivana Nikodijević                                                  | duo con Ivana Nikodijević                                                  | duo con Ivana Nikodijević                                                  | duo con Ivana Nikodijević                                                  | duo con Ivana Nikodijević                                                  | duo con Ivana Nikodijević                                                  | duo con Ivana Nikodijević                                                  | duo con Ivana Nikodijević                                                  | duo con Ivana Nikodijević                                                  | duo con Ivana Nikodijević                                                  | duo con Ivana Nikodijević                                                  | duo con Ivana Nikodijević                                                  | duo con Ivana Nikodijević                                                  | duo con Ivana Nikodijević                                                  | duo con Ivana Nikodijević                                                  | duo con Ivana Nikodijević                                                  | duo con Ivana Nikodijević                                                  | duo con Ivana Nikodijević                                                  | duo con Ivana Nikodijević                                                  | duo con Ivana Nikodijević                                                  | duo con Ivana Nikodijević                                                  | duo con Ivana Nikodijević                                                  | duo con Ivana Nikodijević                                                  | duo con Ivana Nikodijević                                                  | duo con Ivana Nikodijević                                                  | duo con Ivana Nikodijević                                                  | duo con Ivana Nikodijević                                                  | duo con Ivana Nikodijević                                                  | duo con Ivana Nikodijević                                                  | duo con Ivana Nikodijević                                                  | duo con Ivana Nikodijević                                                  | duo con Ivana Nikodijević                                                  | duo con Ivana Nikodijević                                                  | duo con Ivana Nikodijević                                                  | duo con Ivana Nikodijević                                                  | duo con Ivana Nikodijević                                                  | duo con Ivana Nikodijević                                                  | duo con Ivana Nikodijević                                                  | duo con Ivana Nikodijević                                                  | duo con Ivana Nikodijević                                                  | duo con Ivana Nikodijević                                                  | duo con Ivana Nikodijević                                                  | duo con Ivana Nikodijević                                                  | duo con Ivana Nikodijević                                                  | duo con Ivana Nikodijević                                                  | duo con Ivana Nikodijević                                                  | duo con Ivana Nikodijević                                                  | duo con Ivana Nikodijević                                                  | duo con Ivana Nikodijević                                                  | duo con Ivana Nikodijević                                                  | duo con Ivana Nikodijević                                                  | duo con Ivana Nikodijević                                                  | duo con Ivana Nikodijević                                                  | duo con Ivana Nikodijević                                                  | duo con Ivana Nikodijević                                                  | duo con Ivana Nikodijević                                                  | duo con Ivana Nikodijević                                                  | duo con Ivana Nikodijević                                                  | duo con Ivana Nikodijević                                                  | duo con Ivana Nikodijević                                                  | duo con Ivana Nikodijević                                                  | duo con Ivana Nikodijević                                                  | duo con Ivana Nikodijević                                                  | duo con Ivana Nikodijević                                                  | duo con Ivana Nikodijević                                                  | Riblja Čorba/ Metallica                    | Riblja Čorba/ Metallica                    | Riblja Čorba/ Metallica                    | Riblja Čorba/ Metallica                    | Riblja Čorba/ Metallica                    | Riblja Čorba/ Metallica                    | Riblja Čorba/ Metallica                    | Riblja Čorba/ Metallica                    | Riblja Čorba/ Metallica                    | Riblja Čorba/ Metallica                    | Riblja Čorba/ Metallica                    | Riblja Čorba/ Metallica                    | Riblja Čorba/ Metallica                    | Riblja Čorba/ Metallica                    | Riblja Čorba/ Metallica                    | Riblja Čorba/ Metallica                    | Riblja Čorba/ Metallica                    | Riblja Čorba/ Metallica                    | Riblja Čorba/ Metallica                    | Riblja Čorba/ Metallica                    | Riblja Čorba/ Metallica                    | Riblja Čorba/ Metallica                    | Riblja Čorba/ Metallica                    | Riblja Čorba/ Metallica                    | Riblja Čorba/ Metallica                    | Riblja Čorba/ Metallica                    | Riblja Čorba/ Metallica                    | Riblja Čorba/ Metallica                    | Riblja Čorba/ Metallica                    | Riblja Čorba/ Metallica                    | Riblja Čorba/ Metallica                    | Riblja Čorba/ Metallica                    | Riblja Čorba/ Metallica                    | Riblja Čorba/ Metallica                    | Riblja Čorba/ Metallica                    | Riblja Čorba/ Metallica                    | Riblja Čorba/ Metallica                    | Riblja Čorba/ Metallica                    | Riblja Čorba/ Metallica                    | Riblja Čorba/ Metallica                    | Riblja Čorba/ Metallica                    | Riblja Čorba/ Metallica                    | Riblja Čorba/ Metallica                    | Riblja Čorba/ Metallica                    | Riblja Čorba/ Metallica                    | Riblja Čorba/ Metallica                    | Riblja Čorba/ Metallica                    | Riblja Čorba/ Metallica                    | Riblja Čorba/ Metallica                    | Riblja Čorba/ Metallica                    | Riblja Čorba/ Metallica                    | Riblja Čorba/ Metallica                    | Riblja Čorba/ Metallica                    | Riblja Čorba/ Metallica                    | Riblja Čorba/ Metallica                    | Riblja Čorba/ Metallica                    | Riblja Čorba/ Metallica                    | Riblja Čorba/ Metallica                    | Riblja Čorba/ Metallica                    | Riblja Čorba/ Metallica                    | Riblja Čorba/ Metallica                    | Riblja Čorba/ Metallica                    | Riblja Čorba/ Metallica                    | Riblja Čorba/ Metallica                    | Riblja Čorba/ Metallica                    | Riblja Čorba/ Metallica                    | Riblja Čorba/ Metallica                    | Riblja Čorba/ Metallica                    | Riblja Čorba/ Metallica                    | Riblja Čorba/ Metallica                    | Riblja Čorba/ Metallica                    | Riblja Čorba/ Metallica                    | Riblja Čorba/ Metallica                    | Riblja Čorba/ Metallica                    | Riblja Čorba/ Metallica                    | Riblja Čorba/ Metallica                    | Riblja Čorba/ Metallica                    | Riblja Čorba/ Metallica                    | Riblja Čorba/ Metallica                    | Riblja Čorba/ Metallica                    | Riblja Čorba/ Metallica                    | Riblja Čorba/ Metallica                    | Riblja Čorba/ Metallica                    | Riblja Čorba/ Metallica                    | Riblja Čorba/ Metallica                    | Riblja Čorba/ Metallica                    | Riblja Čorba/ Metallica                    | Riblja Čorba/ Metallica                    | Riblja Čorba/ Metallica                    | Riblja Čorba/ Metallica                    | Riblja Čorba/ Metallica                    | Riblja Čorba/ Metallica                    | Riblja Čorba/ Metallica                    | Riblja Čorba/ Metallica                    | Riblja Čorba/ Metallica                    | Riblja Čorba/ Metallica                    | Riblja Čorba/ Metallica                    | Riblja Čorba/ Metallica                    | Riblja Čorba/ Metallica                    | Riblja Čorba/ Metallica                    | Salvado                            | Salvado                            | Salvado                            | Salvado                            | Salvado                            | Salvado                            | Salvado                            | Salvado                            | Salvado                            | Salvado                            | Salvado                            | Salvado                            | Salvado                            | Salvado                            | Salvado                            | Salvado                            | Salvado                            | Salvado                            | Salvado                            | Salvado                            | Salvado                            | Salvado                            | Salvado                            | Salvado                            | Salvado                            | Salvado                            | Salvado                            | Salvado                            | Salvado                            | Salvado                            | Salvado                            | Salvado                            | Salvado                            | Salvado                            | Salvado                            | Salvado                            | Salvado                            | Salvado                            | Salvado                            | Salvado                            | Salvado                            | Salvado                            | Salvado                            | Salvado                            | Salvado                            | Salvado                            | Salvado                            | Salvado                            | Salvado                            | Salvado                            | Salvado                            | Salvado                            | Salvado                            | Salvado                            | Salvado                            | Salvado                            | Salvado                            | Salvado                            | Salvado                            | Salvado                            | Salvado                            | Salvado                            | Salvado                            | Salvado                            | Salvado                            | Salvado                            | Salvado                            | Salvado                            | Salvado                            | Salvado                            | Salvado                            | Salvado                            | Salvado                            | Salvado                            | Salvado                            | Salvado                            | Salvado                            | Salvado                            | Salvado                            | Salvado                            | Salvado                            | Salvado                            | Salvado                            | Salvado                            | Salvado                            | Salvado                            | Salvado                            | Salvado                            | Salvado                            | Salvado                            | Salvado                            | Salvado                            | Salvado                            | Salvado                            | Salvado                            | Salvado                            | Salvado                            | Salvado                            | Salvado                            | Salvado                            |
| 2         | 2         | 2         | 2         | 2         | 2         | 2         | 2         | 2         | 2         | 2         | 2         | 2         | 2         | 2         | 2         | 2         | 2         | 2         | 2         | 2         | 2         | 2         | 2         | 2         | 2         | 2         | 2         | 2         | 2         | 2         | 2         | 2         | 2         | 2         | 2         | 2         | 2         | 2         | 2         | 2         | 2         | 2         | 2         | 2         | 2         | 2         | 2         | 2         | 2         | 2         | 2         | 2         | 2         | 2         | 2         | 2         | 2         | 2         | 2         | 2         | 2         | 2         | 2         | 2         | 2         | 2         | 2         | 2         | 2         | 2         | 2         | 2         | 2         | 2         | 2         | 2         | 2         | 2         | 2         | 2         | 2         | 2         | 2         | 2         | 2         | 2         | 2         | 2         | 2         | Zažmuri/ Kiselina                                                    | Zažmuri/ Kiselina                                                    | Zažmuri/ Kiselina                                                    | Zažmuri/ Kiselina                                                    | Zažmuri/ Kiselina                                                    | Zažmuri/ Kiselina                                                    | Zažmuri/ Kiselina                                                    | Zažmuri/ Kiselina                                                    | Zažmuri/ Kiselina                                                    | Zažmuri/ Kiselina                                                    | Zažmuri/ Kiselina                                                    | Zažmuri/ Kiselina                                                    | Zažmuri/ Kiselina                                                    | Zažmuri/ Kiselina                                                    | Zažmuri/ Kiselina                                                    | Zažmuri/ Kiselina                                                    | Zažmuri/ Kiselina                                                    | Zažmuri/ Kiselina                                                    | Zažmuri/ Kiselina                                                    | Zažmuri/ Kiselina                                                    | Zažmuri/ Kiselina                                                    | Zažmuri/ Kiselina                                                    | Zažmuri/ Kiselina                                                    | Zažmuri/ Kiselina                                                    | Zažmuri/ Kiselina                                                    | Zažmuri/ Kiselina                                                    | Zažmuri/ Kiselina                                                    | Zažmuri/ Kiselina                                                    | Zažmuri/ Kiselina                                                    | Zažmuri/ Kiselina                                                    | Zažmuri/ Kiselina                                                    | Zažmuri/ Kiselina                                                    | Zažmuri/ Kiselina                                                    | Zažmuri/ Kiselina                                                    | Zažmuri/ Kiselina                                                    | Zažmuri/ Kiselina                                                    | Zažmuri/ Kiselina                                                    | Zažmuri/ Kiselina                                                    | Zažmuri/ Kiselina                                                    | Zažmuri/ Kiselina                                                    | Zažmuri/ Kiselina                                                    | Zažmuri/ Kiselina                                                    | Zažmuri/ Kiselina                                                    | Zažmuri/ Kiselina                                                    | Zažmuri/ Kiselina                                                    | Zažmuri/ Kiselina                                                    | Zažmuri/ Kiselina                                                    | Zažmuri/ Kiselina                                                    | Zažmuri/ Kiselina                                                    | Zažmuri/ Kiselina                                                    | Zažmuri/ Kiselina                                                    | Zažmuri/ Kiselina                                                    | Zažmuri/ Kiselina                                                    | Zažmuri/ Kiselina                                                    | Zažmuri/ Kiselina                                                    | Zažmuri/ Kiselina                                                    | Zažmuri/ Kiselina                                                    | Zažmuri/ Kiselina                                                    | Zažmuri/ Kiselina                                                    | Zažmuri/ Kiselina                                                    | Zažmuri/ Kiselina                                                    | Zažmuri/ Kiselina                                                    | Zažmuri/ Kiselina                                                    | Zažmuri/ Kiselina                                                    | Zažmuri/ Kiselina                                                    | Zažmuri/ Kiselina                                                    | Zažmuri/ Kiselina                                                    | Zažmuri/ Kiselina                                                    | Zažmuri/ Kiselina                                                    | Zažmuri/ Kiselina                                                    | Zažmuri/ Kiselina                                                    | Zažmuri/ Kiselina                                                    | Zažmuri/ Kiselina                                                    | Zažmuri/ Kiselina                                                    | Zažmuri/ Kiselina                                                    | Zažmuri/ Kiselina                                                    | Zažmuri/ Kiselina                                                    | Zažmuri/ Kiselina                                                    | Zažmuri/ Kiselina                                                    | Zažmuri/ Kiselina                                                    | Zažmuri/ Kiselina                                                    | Zažmuri/ Kiselina                                                    | Zažmuri/ Kiselina                                                    | Zažmuri/ Kiselina                                                    | Zažmuri/ Kiselina                                                    | Zažmuri/ Kiselina                                                    | Zažmuri/ Kiselina                                                    | Zažmuri/ Kiselina                                                    | Zažmuri/ Kiselina                                                    | Zažmuri/ Kiselina                                                    | Zažmuri/ Kiselina                                                    | Zažmuri/ Kiselina                                                    | Zažmuri/ Kiselina                                                    | Zažmuri/ Kiselina                                                    | Zažmuri/ Kiselina                                                    | Zažmuri/ Kiselina                                                    | Zažmuri/ Kiselina                                                    | Zažmuri/ Kiselina                                                    | Zažmuri/ Kiselina                                                    | Zažmuri/ Kiselina                                                    | duo con Nikola Sarić                                                       | duo con Nikola Sarić                                                       | duo con Nikola Sarić                                                       | duo con Nikola Sarić                                                       | duo con Nikola Sarić                                                       | duo con Nikola Sarić                                                       | duo con Nikola Sarić                                                       | duo con Nikola Sarić                                                       | duo con Nikola Sarić                                                       | duo con Nikola Sarić                                                       | duo con Nikola Sarić                                                       | duo con Nikola Sarić                                                       | duo con Nikola Sarić                                                       | duo con Nikola Sarić                                                       | duo con Nikola Sarić                                                       | duo con Nikola Sarić                                                       | duo con Nikola Sarić                                                       | duo con Nikola Sarić                                                       | duo con Nikola Sarić                                                       | duo con Nikola Sarić                                                       | duo con Nikola Sarić                                                       | duo con Nikola Sarić                                                       | duo con Nikola Sarić                                                       | duo con Nikola Sarić                                                       | duo con Nikola Sarić                                                       | duo con Nikola Sarić                                                       | duo con Nikola Sarić                                                       | duo con Nikola Sarić                                                       | duo con Nikola Sarić                                                       | duo con Nikola Sarić                                                       | duo con Nikola Sarić                                                       | duo con Nikola Sarić                                                       | duo con Nikola Sarić                                                       | duo con Nikola Sarić                                                       | duo con Nikola Sarić                                                       | duo con Nikola Sarić                                                       | duo con Nikola Sarić                                                       | duo con Nikola Sarić                                                       | duo con Nikola Sarić                                                       | duo con Nikola Sarić                                                       | duo con Nikola Sarić                                                       | duo con Nikola Sarić                                                       | duo con Nikola Sarić                                                       | duo con Nikola Sarić                                                       | duo con Nikola Sarić                                                       | duo con Nikola Sarić                                                       | duo con Nikola Sarić                                                       | duo con Nikola Sarić                                                       | duo con Nikola Sarić                                                       | duo con Nikola Sarić                                                       | duo con Nikola Sarić                                                       | duo con Nikola Sarić                                                       | duo con Nikola Sarić                                                       | duo con Nikola Sarić                                                       | duo con Nikola Sarić                                                       | duo con Nikola Sarić                                                       | duo con Nikola Sarić                                                       | duo con Nikola Sarić                                                       | duo con Nikola Sarić                                                       | duo con Nikola Sarić                                                       | duo con Nikola Sarić                                                       | duo con Nikola Sarić                                                       | duo con Nikola Sarić                                                       | duo con Nikola Sarić                                                       | duo con Nikola Sarić                                                       | duo con Nikola Sarić                                                       | duo con Nikola Sarić                                                       | duo con Nikola Sarić                                                       | duo con Nikola Sarić                                                       | duo con Nikola Sarić                                                       | duo con Nikola Sarić                                                       | duo con Nikola Sarić                                                       | duo con Nikola Sarić                                                       | duo con Nikola Sarić                                                       | duo con Nikola Sarić                                                       | duo con Nikola Sarić                                                       | duo con Nikola Sarić                                                       | duo con Nikola Sarić                                                       | duo con Nikola Sarić                                                       | duo con Nikola Sarić                                                       | duo con Nikola Sarić                                                       | duo con Nikola Sarić                                                       | duo con Nikola Sarić                                                       | duo con Nikola Sarić                                                       | duo con Nikola Sarić                                                       | duo con Nikola Sarić                                                       | duo con Nikola Sarić                                                       | duo con Nikola Sarić                                                       | duo con Nikola Sarić                                                       | duo con Nikola Sarić                                                       | duo con Nikola Sarić                                                       | duo con Nikola Sarić                                                       | duo con Nikola Sarić                                                       | duo con Nikola Sarić                                                       | duo con Nikola Sarić                                                       | duo con Nikola Sarić                                                       | duo con Nikola Sarić                                                       | duo con Nikola Sarić                                                       | duo con Nikola Sarić                                                       | duo con Nikola Sarić                                                       | duo con Nikola Sarić                                                       | duo con Nikola Sarić                                                       | duo con Nikola Sarić                                                       | duo con Nikola Sarić                                                       | duo con Nikola Sarić                                                       | duo con Nikola Sarić                                                       | duo con Nikola Sarić                                                       | duo con Nikola Sarić                                                       | duo con Nikola Sarić                                                       | duo con Nikola Sarić                                                       | duo con Nikola Sarić                                                       | duo con Nikola Sarić                                                       | duo con Nikola Sarić                                                       | duo con Nikola Sarić                                                       | duo con Nikola Sarić                                                       | duo con Nikola Sarić                                                       | duo con Nikola Sarić                                                       | duo con Nikola Sarić                                                       | duo con Nikola Sarić                                                       | duo con Nikola Sarić                                                       | duo con Nikola Sarić                                                       | duo con Nikola Sarić                                                       | duo con Nikola Sarić                                                       | duo con Nikola Sarić                                                       | duo con Nikola Sarić                                                       | duo con Nikola Sarić                                                       | duo con Nikola Sarić                                                       | duo con Nikola Sarić                                                       | duo con Nikola Sarić                                                       | duo con Nikola Sarić                                                       | Bajaga i Instruktori/ Van Gogh             | Bajaga i Instruktori/ Van Gogh             | Bajaga i Instruktori/ Van Gogh             | Bajaga i Instruktori/ Van Gogh             | Bajaga i Instruktori/ Van Gogh             | Bajaga i Instruktori/ Van Gogh             | Bajaga i Instruktori/ Van Gogh             | Bajaga i Instruktori/ Van Gogh             | Bajaga i Instruktori/ Van Gogh             | Bajaga i Instruktori/ Van Gogh             | Bajaga i Instruktori/ Van Gogh             | Bajaga i Instruktori/ Van Gogh             | Bajaga i Instruktori/ Van Gogh             | Bajaga i Instruktori/ Van Gogh             | Bajaga i Instruktori/ Van Gogh             | Bajaga i Instruktori/ Van Gogh             | Bajaga i Instruktori/ Van Gogh             | Bajaga i Instruktori/ Van Gogh             | Bajaga i Instruktori/ Van Gogh             | Bajaga i Instruktori/ Van Gogh             | Bajaga i Instruktori/ Van Gogh             | Bajaga i Instruktori/ Van Gogh             | Bajaga i Instruktori/ Van Gogh             | Bajaga i Instruktori/ Van Gogh             | Bajaga i Instruktori/ Van Gogh             | Bajaga i Instruktori/ Van Gogh             | Bajaga i Instruktori/ Van Gogh             | Bajaga i Instruktori/ Van Gogh             | Bajaga i Instruktori/ Van Gogh             | Bajaga i Instruktori/ Van Gogh             | Bajaga i Instruktori/ Van Gogh             | Bajaga i Instruktori/ Van Gogh             | Bajaga i Instruktori/ Van Gogh             | Bajaga i Instruktori/ Van Gogh             | Bajaga i Instruktori/ Van Gogh             | Bajaga i Instruktori/ Van Gogh             | Bajaga i Instruktori/ Van Gogh             | Bajaga i Instruktori/ Van Gogh             | Bajaga i Instruktori/ Van Gogh             | Bajaga i Instruktori/ Van Gogh             | Bajaga i Instruktori/ Van Gogh             | Bajaga i Instruktori/ Van Gogh             | Bajaga i Instruktori/ Van Gogh             | Bajaga i Instruktori/ Van Gogh             | Bajaga i Instruktori/ Van Gogh             | Bajaga i Instruktori/ Van Gogh             | Bajaga i Instruktori/ Van Gogh             | Bajaga i Instruktori/ Van Gogh             | Bajaga i Instruktori/ Van Gogh             | Bajaga i Instruktori/ Van Gogh             | Bajaga i Instruktori/ Van Gogh             | Bajaga i Instruktori/ Van Gogh             | Bajaga i Instruktori/ Van Gogh             | Bajaga i Instruktori/ Van Gogh             | Bajaga i Instruktori/ Van Gogh             | Bajaga i Instruktori/ Van Gogh             | Bajaga i Instruktori/ Van Gogh             | Bajaga i Instruktori/ Van Gogh             | Bajaga i Instruktori/ Van Gogh             | Bajaga i Instruktori/ Van Gogh             | Bajaga i Instruktori/ Van Gogh             | Bajaga i Instruktori/ Van Gogh             | Bajaga i Instruktori/ Van Gogh             | Bajaga i Instruktori/ Van Gogh             | Bajaga i Instruktori/ Van Gogh             | Bajaga i Instruktori/ Van Gogh             | Bajaga i Instruktori/ Van Gogh             | Bajaga i Instruktori/ Van Gogh             | Bajaga i Instruktori/ Van Gogh             | Bajaga i Instruktori/ Van Gogh             | Bajaga i Instruktori/ Van Gogh             | Bajaga i Instruktori/ Van Gogh             | Bajaga i Instruktori/ Van Gogh             | Bajaga i Instruktori/ Van Gogh             | Bajaga i Instruktori/ Van Gogh             | Bajaga i Instruktori/ Van Gogh             | Bajaga i Instruktori/ Van Gogh             | Bajaga i Instruktori/ Van Gogh             | Bajaga i Instruktori/ Van Gogh             | Bajaga i Instruktori/ Van Gogh             | Bajaga i Instruktori/ Van Gogh             | Bajaga i Instruktori/ Van Gogh             | Bajaga i Instruktori/ Van Gogh             | Bajaga i Instruktori/ Van Gogh             | Bajaga i Instruktori/ Van Gogh             | Bajaga i Instruktori/ Van Gogh             | Bajaga i Instruktori/ Van Gogh             | Bajaga i Instruktori/ Van Gogh             | Bajaga i Instruktori/ Van Gogh             | Bajaga i Instruktori/ Van Gogh             | Bajaga i Instruktori/ Van Gogh             | Bajaga i Instruktori/ Van Gogh             | Bajaga i Instruktori/ Van Gogh             | Bajaga i Instruktori/ Van Gogh             | Bajaga i Instruktori/ Van Gogh             | Bajaga i Instruktori/ Van Gogh             | Bajaga i Instruktori/ Van Gogh             | Bajaga i Instruktori/ Van Gogh             | Bajaga i Instruktori/ Van Gogh             | Bajaga i Instruktori/ Van Gogh             | Nominado (Salvado por la Academia) | Nominado (Salvado por la Academia) | Nominado (Salvado por la Academia) | Nominado (Salvado por la Academia) | Nominado (Salvado por la Academia) | Nominado (Salvado por la Academia) | Nominado (Salvado por la Academia) | Nominado (Salvado por la Academia) | Nominado (Salvado por la Academia) | Nominado (Salvado por la Academia) | Nominado (Salvado por la Academia) | Nominado (Salvado por la Academia) | Nominado (Salvado por la Academia) | Nominado (Salvado por la Academia) | Nominado (Salvado por la Academia) | Nominado (Salvado por la Academia) | Nominado (Salvado por la Academia) | Nominado (Salvado por la Academia) | Nominado (Salvado por la Academia) | Nominado (Salvado por la Academia) | Nominado (Salvado por la Academia) | Nominado (Salvado por la Academia) | Nominado (Salvado por la Academia) | Nominado (Salvado por la Academia) | Nominado (Salvado por la Academia) | Nominado (Salvado por la Academia) | Nominado (Salvado por la Academia) | Nominado (Salvado por la Academia) | Nominado (Salvado por la Academia) | Nominado (Salvado por la Academia) | Nominado (Salvado por la Academia) | Nominado (Salvado por la Academia) | Nominado (Salvado por la Academia) | Nominado (Salvado por la Academia) | Nominado (Salvado por la Academia) | Nominado (Salvado por la Academia) | Nominado (Salvado por la Academia) | Nominado (Salvado por la Academia) | Nominado (Salvado por la Academia) | Nominado (Salvado por la Academia) | Nominado (Salvado por la Academia) | Nominado (Salvado por la Academia) | Nominado (Salvado por la Academia) | Nominado (Salvado por la Academia) | Nominado (Salvado por la Academia) | Nominado (Salvado por la Academia) | Nominado (Salvado por la Academia) | Nominado (Salvado por la Academia) | Nominado (Salvado por la Academia) | Nominado (Salvado por la Academia) | Nominado (Salvado por la Academia) | Nominado (Salvado por la Academia) | Nominado (Salvado por la Academia) | Nominado (Salvado por la Academia) | Nominado (Salvado por la Academia) | Nominado (Salvado por la Academia) | Nominado (Salvado por la Academia) | Nominado (Salvado por la Academia) | Nominado (Salvado por la Academia) | Nominado (Salvado por la Academia) | Nominado (Salvado por la Academia) | Nominado (Salvado por la Academia) | Nominado (Salvado por la Academia) | Nominado (Salvado por la Academia) | Nominado (Salvado por la Academia) | Nominado (Salvado por la Academia) | Nominado (Salvado por la Academia) | Nominado (Salvado por la Academia) | Nominado (Salvado por la Academia) | Nominado (Salvado por la Academia) | Nominado (Salvado por la Academia) | Nominado (Salvado por la Academia) | Nominado (Salvado por la Academia) | Nominado (Salvado por la Academia) | Nominado (Salvado por la Academia) | Nominado (Salvado por la Academia) | Nominado (Salvado por la Academia) | Nominado (Salvado por la Academia) | Nominado (Salvado por la Academia) | Nominado (Salvado por la Academia) | Nominado (Salvado por la Academia) | Nominado (Salvado por la Academia) | Nominado (Salvado por la Academia) | Nominado (Salvado por la Academia) | Nominado (Salvado por la Academia) | Nominado (Salvado por la Academia) | Nominado (Salvado por la Academia) | Nominado (Salvado por la Academia) | Nominado (Salvado por la Academia) | Nominado (Salvado por la Academia) | Nominado (Salvado por la Academia) | Nominado (Salvado por la Academia) | Nominado (Salvado por la Academia) | Nominado (Salvado por la Academia) | Nominado (Salvado por la Academia) | Nominado (Salvado por la Academia) | Nominado (Salvado por la Academia) | Nominado (Salvado por la Academia) | Nominado (Salvado por la Academia) | Nominado (Salvado por la Academia) |
| 3         | 3         | 3         | 3         | 3         | 3         | 3         | 3         | 3         | 3         | 3         | 3         | 3         | 3         | 3         | 3         | 3         | 3         | 3         | 3         | 3         | 3         | 3         | 3         | 3         | 3         | 3         | 3         | 3         | 3         | 3         | 3         | 3         | 3         | 3         | 3         | 3         | 3         | 3         | 3         | 3         | 3         | 3         | 3         | 3         | 3         | 3         | 3         | 3         | 3         | 3         | 3         | 3         | 3         | 3         | 3         | 3         | 3         | 3         | 3         | 3         | 3         | 3         | 3         | 3         | 3         | 3         | 3         | 3         | 3         | 3         | 3         | 3         | 3         | 3         | 3         | 3         | 3         | 3         | 3         | 3         | 3         | 3         | 3         | 3         | 3         | 3         | 3         | 3         | 3         | Supermen                                                             | Supermen                                                             | Supermen                                                             | Supermen                                                             | Supermen                                                             | Supermen                                                             | Supermen                                                             | Supermen                                                             | Supermen                                                             | Supermen                                                             | Supermen                                                             | Supermen                                                             | Supermen                                                             | Supermen                                                             | Supermen                                                             | Supermen                                                             | Supermen                                                             | Supermen                                                             | Supermen                                                             | Supermen                                                             | Supermen                                                             | Supermen                                                             | Supermen                                                             | Supermen                                                             | Supermen                                                             | Supermen                                                             | Supermen                                                             | Supermen                                                             | Supermen                                                             | Supermen                                                             | Supermen                                                             | Supermen                                                             | Supermen                                                             | Supermen                                                             | Supermen                                                             | Supermen                                                             | Supermen                                                             | Supermen                                                             | Supermen                                                             | Supermen                                                             | Supermen                                                             | Supermen                                                             | Supermen                                                             | Supermen                                                             | Supermen                                                             | Supermen                                                             | Supermen                                                             | Supermen                                                             | Supermen                                                             | Supermen                                                             | Supermen                                                             | Supermen                                                             | Supermen                                                             | Supermen                                                             | Supermen                                                             | Supermen                                                             | Supermen                                                             | Supermen                                                             | Supermen                                                             | Supermen                                                             | Supermen                                                             | Supermen                                                             | Supermen                                                             | Supermen                                                             | Supermen                                                             | Supermen                                                             | Supermen                                                             | Supermen                                                             | Supermen                                                             | Supermen                                                             | Supermen                                                             | Supermen                                                             | Supermen                                                             | Supermen                                                             | Supermen                                                             | Supermen                                                             | Supermen                                                             | Supermen                                                             | Supermen                                                             | Supermen                                                             | Supermen                                                             | Supermen                                                             | Supermen                                                             | Supermen                                                             | Supermen                                                             | Supermen                                                             | Supermen                                                             | Supermen                                                             | Supermen                                                             | Supermen                                                             | Supermen                                                             | Supermen                                                             | Supermen                                                             | Supermen                                                             | Supermen                                                             | Supermen                                                             | Supermen                                                             | Supermen                                                             | Supermen                                                             | Supermen                                                             | duo con Igor Cukrov                                                        | duo con Igor Cukrov                                                        | duo con Igor Cukrov                                                        | duo con Igor Cukrov                                                        | duo con Igor Cukrov                                                        | duo con Igor Cukrov                                                        | duo con Igor Cukrov                                                        | duo con Igor Cukrov                                                        | duo con Igor Cukrov                                                        | duo con Igor Cukrov                                                        | duo con Igor Cukrov                                                        | duo con Igor Cukrov                                                        | duo con Igor Cukrov                                                        | duo con Igor Cukrov                                                        | duo con Igor Cukrov                                                        | duo con Igor Cukrov                                                        | duo con Igor Cukrov                                                        | duo con Igor Cukrov                                                        | duo con Igor Cukrov                                                        | duo con Igor Cukrov                                                        | duo con Igor Cukrov                                                        | duo con Igor Cukrov                                                        | duo con Igor Cukrov                                                        | duo con Igor Cukrov                                                        | duo con Igor Cukrov                                                        | duo con Igor Cukrov                                                        | duo con Igor Cukrov                                                        | duo con Igor Cukrov                                                        | duo con Igor Cukrov                                                        | duo con Igor Cukrov                                                        | duo con Igor Cukrov                                                        | duo con Igor Cukrov                                                        | duo con Igor Cukrov                                                        | duo con Igor Cukrov                                                        | duo con Igor Cukrov                                                        | duo con Igor Cukrov                                                        | duo con Igor Cukrov                                                        | duo con Igor Cukrov                                                        | duo con Igor Cukrov                                                        | duo con Igor Cukrov                                                        | duo con Igor Cukrov                                                        | duo con Igor Cukrov                                                        | duo con Igor Cukrov                                                        | duo con Igor Cukrov                                                        | duo con Igor Cukrov                                                        | duo con Igor Cukrov                                                        | duo con Igor Cukrov                                                        | duo con Igor Cukrov                                                        | duo con Igor Cukrov                                                        | duo con Igor Cukrov                                                        | duo con Igor Cukrov                                                        | duo con Igor Cukrov                                                        | duo con Igor Cukrov                                                        | duo con Igor Cukrov                                                        | duo con Igor Cukrov                                                        | duo con Igor Cukrov                                                        | duo con Igor Cukrov                                                        | duo con Igor Cukrov                                                        | duo con Igor Cukrov                                                        | duo con Igor Cukrov                                                        | duo con Igor Cukrov                                                        | duo con Igor Cukrov                                                        | duo con Igor Cukrov                                                        | duo con Igor Cukrov                                                        | duo con Igor Cukrov                                                        | duo con Igor Cukrov                                                        | duo con Igor Cukrov                                                        | duo con Igor Cukrov                                                        | duo con Igor Cukrov                                                        | duo con Igor Cukrov                                                        | duo con Igor Cukrov                                                        | duo con Igor Cukrov                                                        | duo con Igor Cukrov                                                        | duo con Igor Cukrov                                                        | duo con Igor Cukrov                                                        | duo con Igor Cukrov                                                        | duo con Igor Cukrov                                                        | duo con Igor Cukrov                                                        | duo con Igor Cukrov                                                        | duo con Igor Cukrov                                                        | duo con Igor Cukrov                                                        | duo con Igor Cukrov                                                        | duo con Igor Cukrov                                                        | duo con Igor Cukrov                                                        | duo con Igor Cukrov                                                        | duo con Igor Cukrov                                                        | duo con Igor Cukrov                                                        | duo con Igor Cukrov                                                        | duo con Igor Cukrov                                                        | duo con Igor Cukrov                                                        | duo con Igor Cukrov                                                        | duo con Igor Cukrov                                                        | duo con Igor Cukrov                                                        | duo con Igor Cukrov                                                        | duo con Igor Cukrov                                                        | duo con Igor Cukrov                                                        | duo con Igor Cukrov                                                        | duo con Igor Cukrov                                                        | duo con Igor Cukrov                                                        | duo con Igor Cukrov                                                        | duo con Igor Cukrov                                                        | duo con Igor Cukrov                                                        | duo con Igor Cukrov                                                        | duo con Igor Cukrov                                                        | duo con Igor Cukrov                                                        | duo con Igor Cukrov                                                        | duo con Igor Cukrov                                                        | duo con Igor Cukrov                                                        | duo con Igor Cukrov                                                        | duo con Igor Cukrov                                                        | duo con Igor Cukrov                                                        | duo con Igor Cukrov                                                        | duo con Igor Cukrov                                                        | duo con Igor Cukrov                                                        | duo con Igor Cukrov                                                        | duo con Igor Cukrov                                                        | duo con Igor Cukrov                                                        | duo con Igor Cukrov                                                        | duo con Igor Cukrov                                                        | duo con Igor Cukrov                                                        | duo con Igor Cukrov                                                        | duo con Igor Cukrov                                                        | duo con Igor Cukrov                                                        | duo con Igor Cukrov                                                        | duo con Igor Cukrov                                                        | duo con Igor Cukrov                                                        | duo con Igor Cukrov                                                        | duo con Igor Cukrov                                                        | duo con Igor Cukrov                                                        | duo con Igor Cukrov                                                        | Dino Merlin and Željko Joksimović          | Dino Merlin and Željko Joksimović          | Dino Merlin and Željko Joksimović          | Dino Merlin and Željko Joksimović          | Dino Merlin and Željko Joksimović          | Dino Merlin and Željko Joksimović          | Dino Merlin and Željko Joksimović          | Dino Merlin and Željko Joksimović          | Dino Merlin and Željko Joksimović          | Dino Merlin and Željko Joksimović          | Dino Merlin and Željko Joksimović          | Dino Merlin and Željko Joksimović          | Dino Merlin and Željko Joksimović          | Dino Merlin and Željko Joksimović          | Dino Merlin and Željko Joksimović          | Dino Merlin and Željko Joksimović          | Dino Merlin and Željko Joksimović          | Dino Merlin and Željko Joksimović          | Dino Merlin and Željko Joksimović          | Dino Merlin and Željko Joksimović          | Dino Merlin and Željko Joksimović          | Dino Merlin and Željko Joksimović          | Dino Merlin and Željko Joksimović          | Dino Merlin and Željko Joksimović          | Dino Merlin and Željko Joksimović          | Dino Merlin and Željko Joksimović          | Dino Merlin and Željko Joksimović          | Dino Merlin and Željko Joksimović          | Dino Merlin and Željko Joksimović          | Dino Merlin and Željko Joksimović          | Dino Merlin and Željko Joksimović          | Dino Merlin and Željko Joksimović          | Dino Merlin and Željko Joksimović          | Dino Merlin and Željko Joksimović          | Dino Merlin and Željko Joksimović          | Dino Merlin and Željko Joksimović          | Dino Merlin and Željko Joksimović          | Dino Merlin and Željko Joksimović          | Dino Merlin and Željko Joksimović          | Dino Merlin and Željko Joksimović          | Dino Merlin and Željko Joksimović          | Dino Merlin and Željko Joksimović          | Dino Merlin and Željko Joksimović          | Dino Merlin and Željko Joksimović          | Dino Merlin and Željko Joksimović          | Dino Merlin and Željko Joksimović          | Dino Merlin and Željko Joksimović          | Dino Merlin and Željko Joksimović          | Dino Merlin and Željko Joksimović          | Dino Merlin and Željko Joksimović          | Dino Merlin and Željko Joksimović          | Dino Merlin and Željko Joksimović          | Dino Merlin and Željko Joksimović          | Dino Merlin and Željko Joksimović          | Dino Merlin and Željko Joksimović          | Dino Merlin and Željko Joksimović          | Dino Merlin and Željko Joksimović          | Dino Merlin and Željko Joksimović          | Dino Merlin and Željko Joksimović          | Dino Merlin and Željko Joksimović          | Dino Merlin and Željko Joksimović          | Dino Merlin and Željko Joksimović          | Dino Merlin and Željko Joksimović          | Dino Merlin and Željko Joksimović          | Dino Merlin and Željko Joksimović          | Dino Merlin and Željko Joksimović          | Dino Merlin and Željko Joksimović          | Dino Merlin and Željko Joksimović          | Dino Merlin and Željko Joksimović          | Dino Merlin and Željko Joksimović          | Dino Merlin and Željko Joksimović          | Dino Merlin and Željko Joksimović          | Dino Merlin and Željko Joksimović          | Dino Merlin and Željko Joksimović          | Dino Merlin and Željko Joksimović          | Dino Merlin and Željko Joksimović          | Dino Merlin and Željko Joksimović          | Dino Merlin and Željko Joksimović          | Dino Merlin and Željko Joksimović          | Dino Merlin and Željko Joksimović          | Dino Merlin and Željko Joksimović          | Dino Merlin and Željko Joksimović          | Dino Merlin and Željko Joksimović          | Dino Merlin and Željko Joksimović          | Dino Merlin and Željko Joksimović          | Dino Merlin and Željko Joksimović          | Dino Merlin and Željko Joksimović          | Dino Merlin and Željko Joksimović          | Dino Merlin and Željko Joksimović          | Dino Merlin and Željko Joksimović          | Dino Merlin and Željko Joksimović          | Dino Merlin and Željko Joksimović          | Dino Merlin and Željko Joksimović          | Dino Merlin and Željko Joksimović          | Dino Merlin and Željko Joksimović          | Dino Merlin and Željko Joksimović          | Dino Merlin and Željko Joksimović          | Dino Merlin and Željko Joksimović          | Dino Merlin and Željko Joksimović          | Dino Merlin and Željko Joksimović          | Salvado                            | Salvado                            | Salvado                            | Salvado                            | Salvado                            | Salvado                            | Salvado                            | Salvado                            | Salvado                            | Salvado                            | Salvado                            | Salvado                            | Salvado                            | Salvado                            | Salvado                            | Salvado                            | Salvado                            | Salvado                            | Salvado                            | Salvado                            | Salvado                            | Salvado                            | Salvado                            | Salvado                            | Salvado                            | Salvado                            | Salvado                            | Salvado                            | Salvado                            | Salvado                            | Salvado                            | Salvado                            | Salvado                            | Salvado                            | Salvado                            | Salvado                            | Salvado                            | Salvado                            | Salvado                            | Salvado                            | Salvado                            | Salvado                            | Salvado                            | Salvado                            | Salvado                            | Salvado                            | Salvado                            | Salvado                            | Salvado                            | Salvado                            | Salvado                            | Salvado                            | Salvado                            | Salvado                            | Salvado                            | Salvado                            | Salvado                            | Salvado                            | Salvado                            | Salvado                            | Salvado                            | Salvado                            | Salvado                            | Salvado                            | Salvado                            | Salvado                            | Salvado                            | Salvado                            | Salvado                            | Salvado                            | Salvado                            | Salvado                            | Salvado                            | Salvado                            | Salvado                            | Salvado                            | Salvado                            | Salvado                            | Salvado                            | Salvado                            | Salvado                            | Salvado                            | Salvado                            | Salvado                            | Salvado                            | Salvado                            | Salvado                            | Salvado                            | Salvado                            | Salvado                            | Salvado                            | Salvado                            | Salvado                            | Salvado                            | Salvado                            | Salvado                            | Salvado                            | Salvado                            | Salvado                            | Salvado                            |
| 4         | 4         | 4         | 4         | 4         | 4         | 4         | 4         | 4         | 4         | 4         | 4         | 4         | 4         | 4         | 4         | 4         | 4         | 4         | 4         | 4         | 4         | 4         | 4         | 4         | 4         | 4         | 4         | 4         | 4         | 4         | 4         | 4         | 4         | 4         | 4         | 4         | 4         | 4         | 4         | 4         | 4         | 4         | 4         | 4         | 4         | 4         | 4         | 4         | 4         | 4         | 4         | 4         | 4         | 4         | 4         | 4         | 4         | 4         | 4         | 4         | 4         | 4         | 4         | 4         | 4         | 4         | 4         | 4         | 4         | 4         | 4         | 4         | 4         | 4         | 4         | 4         | 4         | 4         | 4         | 4         | 4         | 4         | 4         | 4         | 4         | 4         | 4         | 4         | 4         | Apologize                                                            | Apologize                                                            | Apologize                                                            | Apologize                                                            | Apologize                                                            | Apologize                                                            | Apologize                                                            | Apologize                                                            | Apologize                                                            | Apologize                                                            | Apologize                                                            | Apologize                                                            | Apologize                                                            | Apologize                                                            | Apologize                                                            | Apologize                                                            | Apologize                                                            | Apologize                                                            | Apologize                                                            | Apologize                                                            | Apologize                                                            | Apologize                                                            | Apologize                                                            | Apologize                                                            | Apologize                                                            | Apologize                                                            | Apologize                                                            | Apologize                                                            | Apologize                                                            | Apologize                                                            | Apologize                                                            | Apologize                                                            | Apologize                                                            | Apologize                                                            | Apologize                                                            | Apologize                                                            | Apologize                                                            | Apologize                                                            | Apologize                                                            | Apologize                                                            | Apologize                                                            | Apologize                                                            | Apologize                                                            | Apologize                                                            | Apologize                                                            | Apologize                                                            | Apologize                                                            | Apologize                                                            | Apologize                                                            | Apologize                                                            | Apologize                                                            | Apologize                                                            | Apologize                                                            | Apologize                                                            | Apologize                                                            | Apologize                                                            | Apologize                                                            | Apologize                                                            | Apologize                                                            | Apologize                                                            | Apologize                                                            | Apologize                                                            | Apologize                                                            | Apologize                                                            | Apologize                                                            | Apologize                                                            | Apologize                                                            | Apologize                                                            | Apologize                                                            | Apologize                                                            | Apologize                                                            | Apologize                                                            | Apologize                                                            | Apologize                                                            | Apologize                                                            | Apologize                                                            | Apologize                                                            | Apologize                                                            | Apologize                                                            | Apologize                                                            | Apologize                                                            | Apologize                                                            | Apologize                                                            | Apologize                                                            | Apologize                                                            | Apologize                                                            | Apologize                                                            | Apologize                                                            | Apologize                                                            | Apologize                                                            | Apologize                                                            | Apologize                                                            | Apologize                                                            | Apologize                                                            | Apologize                                                            | Apologize                                                            | Apologize                                                            | Apologize                                                            | Apologize                                                            | Apologize                                                            | duo con Sonja Bakić                                                        | duo con Sonja Bakić                                                        | duo con Sonja Bakić                                                        | duo con Sonja Bakić                                                        | duo con Sonja Bakić                                                        | duo con Sonja Bakić                                                        | duo con Sonja Bakić                                                        | duo con Sonja Bakić                                                        | duo con Sonja Bakić                                                        | duo con Sonja Bakić                                                        | duo con Sonja Bakić                                                        | duo con Sonja Bakić                                                        | duo con Sonja Bakić                                                        | duo con Sonja Bakić                                                        | duo con Sonja Bakić                                                        | duo con Sonja Bakić                                                        | duo con Sonja Bakić                                                        | duo con Sonja Bakić                                                        | duo con Sonja Bakić                                                        | duo con Sonja Bakić                                                        | duo con Sonja Bakić                                                        | duo con Sonja Bakić                                                        | duo con Sonja Bakić                                                        | duo con Sonja Bakić                                                        | duo con Sonja Bakić                                                        | duo con Sonja Bakić                                                        | duo con Sonja Bakić                                                        | duo con Sonja Bakić                                                        | duo con Sonja Bakić                                                        | duo con Sonja Bakić                                                        | duo con Sonja Bakić                                                        | duo con Sonja Bakić                                                        | duo con Sonja Bakić                                                        | duo con Sonja Bakić                                                        | duo con Sonja Bakić                                                        | duo con Sonja Bakić                                                        | duo con Sonja Bakić                                                        | duo con Sonja Bakić                                                        | duo con Sonja Bakić                                                        | duo con Sonja Bakić                                                        | duo con Sonja Bakić                                                        | duo con Sonja Bakić                                                        | duo con Sonja Bakić                                                        | duo con Sonja Bakić                                                        | duo con Sonja Bakić                                                        | duo con Sonja Bakić                                                        | duo con Sonja Bakić                                                        | duo con Sonja Bakić                                                        | duo con Sonja Bakić                                                        | duo con Sonja Bakić                                                        | duo con Sonja Bakić                                                        | duo con Sonja Bakić                                                        | duo con Sonja Bakić                                                        | duo con Sonja Bakić                                                        | duo con Sonja Bakić                                                        | duo con Sonja Bakić                                                        | duo con Sonja Bakić                                                        | duo con Sonja Bakić                                                        | duo con Sonja Bakić                                                        | duo con Sonja Bakić                                                        | duo con Sonja Bakić                                                        | duo con Sonja Bakić                                                        | duo con Sonja Bakić                                                        | duo con Sonja Bakić                                                        | duo con Sonja Bakić                                                        | duo con Sonja Bakić                                                        | duo con Sonja Bakić                                                        | duo con Sonja Bakić                                                        | duo con Sonja Bakić                                                        | duo con Sonja Bakić                                                        | duo con Sonja Bakić                                                        | duo con Sonja Bakić                                                        | duo con Sonja Bakić                                                        | duo con Sonja Bakić                                                        | duo con Sonja Bakić                                                        | duo con Sonja Bakić                                                        | duo con Sonja Bakić                                                        | duo con Sonja Bakić                                                        | duo con Sonja Bakić                                                        | duo con Sonja Bakić                                                        | duo con Sonja Bakić                                                        | duo con Sonja Bakić                                                        | duo con Sonja Bakić                                                        | duo con Sonja Bakić                                                        | duo con Sonja Bakić                                                        | duo con Sonja Bakić                                                        | duo con Sonja Bakić                                                        | duo con Sonja Bakić                                                        | duo con Sonja Bakić                                                        | duo con Sonja Bakić                                                        | duo con Sonja Bakić                                                        | duo con Sonja Bakić                                                        | duo con Sonja Bakić                                                        | duo con Sonja Bakić                                                        | duo con Sonja Bakić                                                        | duo con Sonja Bakić                                                        | duo con Sonja Bakić                                                        | duo con Sonja Bakić                                                        | duo con Sonja Bakić                                                        | duo con Sonja Bakić                                                        | duo con Sonja Bakić                                                        | duo con Sonja Bakić                                                        | duo con Sonja Bakić                                                        | duo con Sonja Bakić                                                        | duo con Sonja Bakić                                                        | duo con Sonja Bakić                                                        | duo con Sonja Bakić                                                        | duo con Sonja Bakić                                                        | duo con Sonja Bakić                                                        | duo con Sonja Bakić                                                        | duo con Sonja Bakić                                                        | duo con Sonja Bakić                                                        | duo con Sonja Bakić                                                        | duo con Sonja Bakić                                                        | duo con Sonja Bakić                                                        | duo con Sonja Bakić                                                        | duo con Sonja Bakić                                                        | duo con Sonja Bakić                                                        | duo con Sonja Bakić                                                        | duo con Sonja Bakić                                                        | duo con Sonja Bakić                                                        | duo con Sonja Bakić                                                        | duo con Sonja Bakić                                                        | duo con Sonja Bakić                                                        | duo con Sonja Bakić                                                        | duo con Sonja Bakić                                                        | duo con Sonja Bakić                                                        | duo con Sonja Bakić                                                        | duo con Sonja Bakić                                                        | duo con Sonja Bakić                                                        | OneRepublic                                | OneRepublic                                | OneRepublic                                | OneRepublic                                | OneRepublic                                | OneRepublic                                | OneRepublic                                | OneRepublic                                | OneRepublic                                | OneRepublic                                | OneRepublic                                | OneRepublic                                | OneRepublic                                | OneRepublic                                | OneRepublic                                | OneRepublic                                | OneRepublic                                | OneRepublic                                | OneRepublic                                | OneRepublic                                | OneRepublic                                | OneRepublic                                | OneRepublic                                | OneRepublic                                | OneRepublic                                | OneRepublic                                | OneRepublic                                | OneRepublic                                | OneRepublic                                | OneRepublic                                | OneRepublic                                | OneRepublic                                | OneRepublic                                | OneRepublic                                | OneRepublic                                | OneRepublic                                | OneRepublic                                | OneRepublic                                | OneRepublic                                | OneRepublic                                | OneRepublic                                | OneRepublic                                | OneRepublic                                | OneRepublic                                | OneRepublic                                | OneRepublic                                | OneRepublic                                | OneRepublic                                | OneRepublic                                | OneRepublic                                | OneRepublic                                | OneRepublic                                | OneRepublic                                | OneRepublic                                | OneRepublic                                | OneRepublic                                | OneRepublic                                | OneRepublic                                | OneRepublic                                | OneRepublic                                | OneRepublic                                | OneRepublic                                | OneRepublic                                | OneRepublic                                | OneRepublic                                | OneRepublic                                | OneRepublic                                | OneRepublic                                | OneRepublic                                | OneRepublic                                | OneRepublic                                | OneRepublic                                | OneRepublic                                | OneRepublic                                | OneRepublic                                | OneRepublic                                | OneRepublic                                | OneRepublic                                | OneRepublic                                | OneRepublic                                | OneRepublic                                | OneRepublic                                | OneRepublic                                | OneRepublic                                | OneRepublic                                | OneRepublic                                | OneRepublic                                | OneRepublic                                | OneRepublic                                | OneRepublic                                | OneRepublic                                | OneRepublic                                | OneRepublic                                | OneRepublic                                | OneRepublic                                | OneRepublic                                | OneRepublic                                | OneRepublic                                | OneRepublic                                | OneRepublic                                | Salvado                            | Salvado                            | Salvado                            | Salvado                            | Salvado                            | Salvado                            | Salvado                            | Salvado                            | Salvado                            | Salvado                            | Salvado                            | Salvado                            | Salvado                            | Salvado                            | Salvado                            | Salvado                            | Salvado                            | Salvado                            | Salvado                            | Salvado                            | Salvado                            | Salvado                            | Salvado                            | Salvado                            | Salvado                            | Salvado                            | Salvado                            | Salvado                            | Salvado                            | Salvado                            | Salvado                            | Salvado                            | Salvado                            | Salvado                            | Salvado                            | Salvado                            | Salvado                            | Salvado                            | Salvado                            | Salvado                            | Salvado                            | Salvado                            | Salvado                            | Salvado                            | Salvado                            | Salvado                            | Salvado                            | Salvado                            | Salvado                            | Salvado                            | Salvado                            | Salvado                            | Salvado                            | Salvado                            | Salvado                            | Salvado                            | Salvado                            | Salvado                            | Salvado                            | Salvado                            | Salvado                            | Salvado                            | Salvado                            | Salvado                            | Salvado                            | Salvado                            | Salvado                            | Salvado                            | Salvado                            | Salvado                            | Salvado                            | Salvado                            | Salvado                            | Salvado                            | Salvado                            | Salvado                            | Salvado                            | Salvado                            | Salvado                            | Salvado                            | Salvado                            | Salvado                            | Salvado                            | Salvado                            | Salvado                            | Salvado                            | Salvado                            | Salvado                            | Salvado                            | Salvado                            | Salvado                            | Salvado                            | Salvado                            | Salvado                            | Salvado                            | Salvado                            | Salvado                            | Salvado                            | Salvado                            | Salvado                            |
| 5         | 5         | 5         | 5         | 5         | 5         | 5         | 5         | 5         | 5         | 5         | 5         | 5         | 5         | 5         | 5         | 5         | 5         | 5         | 5         | 5         | 5         | 5         | 5         | 5         | 5         | 5         | 5         | 5         | 5         | 5         | 5         | 5         | 5         | 5         | 5         | 5         | 5         | 5         | 5         | 5         | 5         | 5         | 5         | 5         | 5         | 5         | 5         | 5         | 5         | 5         | 5         | 5         | 5         | 5         | 5         | 5         | 5         | 5         | 5         | 5         | 5         | 5         | 5         | 5         | 5         | 5         | 5         | 5         | 5         | 5         | 5         | 5         | 5         | 5         | 5         | 5         | 5         | 5         | 5         | 5         | 5         | 5         | 5         | 5         | 5         | 5         | 5         | 5         | 5         | Kids                                                                 | Kids                                                                 | Kids                                                                 | Kids                                                                 | Kids                                                                 | Kids                                                                 | Kids                                                                 | Kids                                                                 | Kids                                                                 | Kids                                                                 | Kids                                                                 | Kids                                                                 | Kids                                                                 | Kids                                                                 | Kids                                                                 | Kids                                                                 | Kids                                                                 | Kids                                                                 | Kids                                                                 | Kids                                                                 | Kids                                                                 | Kids                                                                 | Kids                                                                 | Kids                                                                 | Kids                                                                 | Kids                                                                 | Kids                                                                 | Kids                                                                 | Kids                                                                 | Kids                                                                 | Kids                                                                 | Kids                                                                 | Kids                                                                 | Kids                                                                 | Kids                                                                 | Kids                                                                 | Kids                                                                 | Kids                                                                 | Kids                                                                 | Kids                                                                 | Kids                                                                 | Kids                                                                 | Kids                                                                 | Kids                                                                 | Kids                                                                 | Kids                                                                 | Kids                                                                 | Kids                                                                 | Kids                                                                 | Kids                                                                 | Kids                                                                 | Kids                                                                 | Kids                                                                 | Kids                                                                 | Kids                                                                 | Kids                                                                 | Kids                                                                 | Kids                                                                 | Kids                                                                 | Kids                                                                 | Kids                                                                 | Kids                                                                 | Kids                                                                 | Kids                                                                 | Kids                                                                 | Kids                                                                 | Kids                                                                 | Kids                                                                 | Kids                                                                 | Kids                                                                 | Kids                                                                 | Kids                                                                 | Kids                                                                 | Kids                                                                 | Kids                                                                 | Kids                                                                 | Kids                                                                 | Kids                                                                 | Kids                                                                 | Kids                                                                 | Kids                                                                 | Kids                                                                 | Kids                                                                 | Kids                                                                 | Kids                                                                 | Kids                                                                 | Kids                                                                 | Kids                                                                 | Kids                                                                 | Kids                                                                 | Kids                                                                 | Kids                                                                 | Kids                                                                 | Kids                                                                 | Kids                                                                 | Kids                                                                 | Kids                                                                 | Kids                                                                 | Kids                                                                 | Kids                                                                 | duo con Ana Bebić                                                          | duo con Ana Bebić                                                          | duo con Ana Bebić                                                          | duo con Ana Bebić                                                          | duo con Ana Bebić                                                          | duo con Ana Bebić                                                          | duo con Ana Bebić                                                          | duo con Ana Bebić                                                          | duo con Ana Bebić                                                          | duo con Ana Bebić                                                          | duo con Ana Bebić                                                          | duo con Ana Bebić                                                          | duo con Ana Bebić                                                          | duo con Ana Bebić                                                          | duo con Ana Bebić                                                          | duo con Ana Bebić                                                          | duo con Ana Bebić                                                          | duo con Ana Bebić                                                          | duo con Ana Bebić                                                          | duo con Ana Bebić                                                          | duo con Ana Bebić                                                          | duo con Ana Bebić                                                          | duo con Ana Bebić                                                          | duo con Ana Bebić                                                          | duo con Ana Bebić                                                          | duo con Ana Bebić                                                          | duo con Ana Bebić                                                          | duo con Ana Bebić                                                          | duo con Ana Bebić                                                          | duo con Ana Bebić                                                          | duo con Ana Bebić                                                          | duo con Ana Bebić                                                          | duo con Ana Bebić                                                          | duo con Ana Bebić                                                          | duo con Ana Bebić                                                          | duo con Ana Bebić                                                          | duo con Ana Bebić                                                          | duo con Ana Bebić                                                          | duo con Ana Bebić                                                          | duo con Ana Bebić                                                          | duo con Ana Bebić                                                          | duo con Ana Bebić                                                          | duo con Ana Bebić                                                          | duo con Ana Bebić                                                          | duo con Ana Bebić                                                          | duo con Ana Bebić                                                          | duo con Ana Bebić                                                          | duo con Ana Bebić                                                          | duo con Ana Bebić                                                          | duo con Ana Bebić                                                          | duo con Ana Bebić                                                          | duo con Ana Bebić                                                          | duo con Ana Bebić                                                          | duo con Ana Bebić                                                          | duo con Ana Bebić                                                          | duo con Ana Bebić                                                          | duo con Ana Bebić                                                          | duo con Ana Bebić                                                          | duo con Ana Bebić                                                          | duo con Ana Bebić                                                          | duo con Ana Bebić                                                          | duo con Ana Bebić                                                          | duo con Ana Bebić                                                          | duo con Ana Bebić                                                          | duo con Ana Bebić                                                          | duo con Ana Bebić                                                          | duo con Ana Bebić                                                          | duo con Ana Bebić                                                          | duo con Ana Bebić                                                          | duo con Ana Bebić                                                          | duo con Ana Bebić                                                          | duo con Ana Bebić                                                          | duo con Ana Bebić                                                          | duo con Ana Bebić                                                          | duo con Ana Bebić                                                          | duo con Ana Bebić                                                          | duo con Ana Bebić                                                          | duo con Ana Bebić                                                          | duo con Ana Bebić                                                          | duo con Ana Bebić                                                          | duo con Ana Bebić                                                          | duo con Ana Bebić                                                          | duo con Ana Bebić                                                          | duo con Ana Bebić                                                          | duo con Ana Bebić                                                          | duo con Ana Bebić                                                          | duo con Ana Bebić                                                          | duo con Ana Bebić                                                          | duo con Ana Bebić                                                          | duo con Ana Bebić                                                          | duo con Ana Bebić                                                          | duo con Ana Bebić                                                          | duo con Ana Bebić                                                          | duo con Ana Bebić                                                          | duo con Ana Bebić                                                          | duo con Ana Bebić                                                          | duo con Ana Bebić                                                          | duo con Ana Bebić                                                          | duo con Ana Bebić                                                          | duo con Ana Bebić                                                          | duo con Ana Bebić                                                          | duo con Ana Bebić                                                          | duo con Ana Bebić                                                          | duo con Ana Bebić                                                          | duo con Ana Bebić                                                          | duo con Ana Bebić                                                          | duo con Ana Bebić                                                          | duo con Ana Bebić                                                          | duo con Ana Bebić                                                          | duo con Ana Bebić                                                          | duo con Ana Bebić                                                          | duo con Ana Bebić                                                          | duo con Ana Bebić                                                          | duo con Ana Bebić                                                          | duo con Ana Bebić                                                          | duo con Ana Bebić                                                          | duo con Ana Bebić                                                          | duo con Ana Bebić                                                          | duo con Ana Bebić                                                          | duo con Ana Bebić                                                          | duo con Ana Bebić                                                          | duo con Ana Bebić                                                          | duo con Ana Bebić                                                          | duo con Ana Bebić                                                          | duo con Ana Bebić                                                          | duo con Ana Bebić                                                          | duo con Ana Bebić                                                          | duo con Ana Bebić                                                          | duo con Ana Bebić                                                          | duo con Ana Bebić                                                          | Kylie Minogue and Robbie Williams          | Kylie Minogue and Robbie Williams          | Kylie Minogue and Robbie Williams          | Kylie Minogue and Robbie Williams          | Kylie Minogue and Robbie Williams          | Kylie Minogue and Robbie Williams          | Kylie Minogue and Robbie Williams          | Kylie Minogue and Robbie Williams          | Kylie Minogue and Robbie Williams          | Kylie Minogue and Robbie Williams          | Kylie Minogue and Robbie Williams          | Kylie Minogue and Robbie Williams          | Kylie Minogue and Robbie Williams          | Kylie Minogue and Robbie Williams          | Kylie Minogue and Robbie Williams          | Kylie Minogue and Robbie Williams          | Kylie Minogue and Robbie Williams          | Kylie Minogue and Robbie Williams          | Kylie Minogue and Robbie Williams          | Kylie Minogue and Robbie Williams          | Kylie Minogue and Robbie Williams          | Kylie Minogue and Robbie Williams          | Kylie Minogue and Robbie Williams          | Kylie Minogue and Robbie Williams          | Kylie Minogue and Robbie Williams          | Kylie Minogue and Robbie Williams          | Kylie Minogue and Robbie Williams          | Kylie Minogue and Robbie Williams          | Kylie Minogue and Robbie Williams          | Kylie Minogue and Robbie Williams          | Kylie Minogue and Robbie Williams          | Kylie Minogue and Robbie Williams          | Kylie Minogue and Robbie Williams          | Kylie Minogue and Robbie Williams          | Kylie Minogue and Robbie Williams          | Kylie Minogue and Robbie Williams          | Kylie Minogue and Robbie Williams          | Kylie Minogue and Robbie Williams          | Kylie Minogue and Robbie Williams          | Kylie Minogue and Robbie Williams          | Kylie Minogue and Robbie Williams          | Kylie Minogue and Robbie Williams          | Kylie Minogue and Robbie Williams          | Kylie Minogue and Robbie Williams          | Kylie Minogue and Robbie Williams          | Kylie Minogue and Robbie Williams          | Kylie Minogue and Robbie Williams          | Kylie Minogue and Robbie Williams          | Kylie Minogue and Robbie Williams          | Kylie Minogue and Robbie Williams          | Kylie Minogue and Robbie Williams          | Kylie Minogue and Robbie Williams          | Kylie Minogue and Robbie Williams          | Kylie Minogue and Robbie Williams          | Kylie Minogue and Robbie Williams          | Kylie Minogue and Robbie Williams          | Kylie Minogue and Robbie Williams          | Kylie Minogue and Robbie Williams          | Kylie Minogue and Robbie Williams          | Kylie Minogue and Robbie Williams          | Kylie Minogue and Robbie Williams          | Kylie Minogue and Robbie Williams          | Kylie Minogue and Robbie Williams          | Kylie Minogue and Robbie Williams          | Kylie Minogue and Robbie Williams          | Kylie Minogue and Robbie Williams          | Kylie Minogue and Robbie Williams          | Kylie Minogue and Robbie Williams          | Kylie Minogue and Robbie Williams          | Kylie Minogue and Robbie Williams          | Kylie Minogue and Robbie Williams          | Kylie Minogue and Robbie Williams          | Kylie Minogue and Robbie Williams          | Kylie Minogue and Robbie Williams          | Kylie Minogue and Robbie Williams          | Kylie Minogue and Robbie Williams          | Kylie Minogue and Robbie Williams          | Kylie Minogue and Robbie Williams          | Kylie Minogue and Robbie Williams          | Kylie Minogue and Robbie Williams          | Kylie Minogue and Robbie Williams          | Kylie Minogue and Robbie Williams          | Kylie Minogue and Robbie Williams          | Kylie Minogue and Robbie Williams          | Kylie Minogue and Robbie Williams          | Kylie Minogue and Robbie Williams          | Kylie Minogue and Robbie Williams          | Kylie Minogue and Robbie Williams          | Kylie Minogue and Robbie Williams          | Kylie Minogue and Robbie Williams          | Kylie Minogue and Robbie Williams          | Kylie Minogue and Robbie Williams          | Kylie Minogue and Robbie Williams          | Kylie Minogue and Robbie Williams          | Kylie Minogue and Robbie Williams          | Kylie Minogue and Robbie Williams          | Kylie Minogue and Robbie Williams          | Kylie Minogue and Robbie Williams          | Kylie Minogue and Robbie Williams          | Kylie Minogue and Robbie Williams          | Salvado                            | Salvado                            | Salvado                            | Salvado                            | Salvado                            | Salvado                            | Salvado                            | Salvado                            | Salvado                            | Salvado                            | Salvado                            | Salvado                            | Salvado                            | Salvado                            | Salvado                            | Salvado                            | Salvado                            | Salvado                            | Salvado                            | Salvado                            | Salvado                            | Salvado                            | Salvado                            | Salvado                            | Salvado                            | Salvado                            | Salvado                            | Salvado                            | Salvado                            | Salvado                            | Salvado                            | Salvado                            | Salvado                            | Salvado                            | Salvado                            | Salvado                            | Salvado                            | Salvado                            | Salvado                            | Salvado                            | Salvado                            | Salvado                            | Salvado                            | Salvado                            | Salvado                            | Salvado                            | Salvado                            | Salvado                            | Salvado                            | Salvado                            | Salvado                            | Salvado                            | Salvado                            | Salvado                            | Salvado                            | Salvado                            | Salvado                            | Salvado                            | Salvado                            | Salvado                            | Salvado                            | Salvado                            | Salvado                            | Salvado                            | Salvado                            | Salvado                            | Salvado                            | Salvado                            | Salvado                            | Salvado                            | Salvado                            | Salvado                            | Salvado                            | Salvado                            | Salvado                            | Salvado                            | Salvado                            | Salvado                            | Salvado                            | Salvado                            | Salvado                            | Salvado                            | Salvado                            | Salvado                            | Salvado                            | Salvado                            | Salvado                            | Salvado                            | Salvado                            | Salvado                            | Salvado                            | Salvado                            | Salvado                            | Salvado                            | Salvado                            | Salvado                            | Salvado                            | Salvado                            | Salvado                            | Salvado                            |
| 6         | 6         | 6         | 6         | 6         | 6         | 6         | 6         | 6         | 6         | 6         | 6         | 6         | 6         | 6         | 6         | 6         | 6         | 6         | 6         | 6         | 6         | 6         | 6         | 6         | 6         | 6         | 6         | 6         | 6         | 6         | 6         | 6         | 6         | 6         | 6         | 6         | 6         | 6         | 6         | 6         | 6         | 6         | 6         | 6         | 6         | 6         | 6         | 6         | 6         | 6         | 6         | 6         | 6         | 6         | 6         | 6         | 6         | 6         | 6         | 6         | 6         | 6         | 6         | 6         | 6         | 6         | 6         | 6         | 6         | 6         | 6         | 6         | 6         | 6         | 6         | 6         | 6         | 6         | 6         | 6         | 6         | 6         | 6         | 6         | 6         | 6         | 6         | 6         | 6         | Da mi je biti morski pas/ Ja volim samo sebe                         | Da mi je biti morski pas/ Ja volim samo sebe                         | Da mi je biti morski pas/ Ja volim samo sebe                         | Da mi je biti morski pas/ Ja volim samo sebe                         | Da mi je biti morski pas/ Ja volim samo sebe                         | Da mi je biti morski pas/ Ja volim samo sebe                         | Da mi je biti morski pas/ Ja volim samo sebe                         | Da mi je biti morski pas/ Ja volim samo sebe                         | Da mi je biti morski pas/ Ja volim samo sebe                         | Da mi je biti morski pas/ Ja volim samo sebe                         | Da mi je biti morski pas/ Ja volim samo sebe                         | Da mi je biti morski pas/ Ja volim samo sebe                         | Da mi je biti morski pas/ Ja volim samo sebe                         | Da mi je biti morski pas/ Ja volim samo sebe                         | Da mi je biti morski pas/ Ja volim samo sebe                         | Da mi je biti morski pas/ Ja volim samo sebe                         | Da mi je biti morski pas/ Ja volim samo sebe                         | Da mi je biti morski pas/ Ja volim samo sebe                         | Da mi je biti morski pas/ Ja volim samo sebe                         | Da mi je biti morski pas/ Ja volim samo sebe                         | Da mi je biti morski pas/ Ja volim samo sebe                         | Da mi je biti morski pas/ Ja volim samo sebe                         | Da mi je biti morski pas/ Ja volim samo sebe                         | Da mi je biti morski pas/ Ja volim samo sebe                         | Da mi je biti morski pas/ Ja volim samo sebe                         | Da mi je biti morski pas/ Ja volim samo sebe                         | Da mi je biti morski pas/ Ja volim samo sebe                         | Da mi je biti morski pas/ Ja volim samo sebe                         | Da mi je biti morski pas/ Ja volim samo sebe                         | Da mi je biti morski pas/ Ja volim samo sebe                         | Da mi je biti morski pas/ Ja volim samo sebe                         | Da mi je biti morski pas/ Ja volim samo sebe                         | Da mi je biti morski pas/ Ja volim samo sebe                         | Da mi je biti morski pas/ Ja volim samo sebe                         | Da mi je biti morski pas/ Ja volim samo sebe                         | Da mi je biti morski pas/ Ja volim samo sebe                         | Da mi je biti morski pas/ Ja volim samo sebe                         | Da mi je biti morski pas/ Ja volim samo sebe                         | Da mi je biti morski pas/ Ja volim samo sebe                         | Da mi je biti morski pas/ Ja volim samo sebe                         | Da mi je biti morski pas/ Ja volim samo sebe                         | Da mi je biti morski pas/ Ja volim samo sebe                         | Da mi je biti morski pas/ Ja volim samo sebe                         | Da mi je biti morski pas/ Ja volim samo sebe                         | Da mi je biti morski pas/ Ja volim samo sebe                         | Da mi je biti morski pas/ Ja volim samo sebe                         | Da mi je biti morski pas/ Ja volim samo sebe                         | Da mi je biti morski pas/ Ja volim samo sebe                         | Da mi je biti morski pas/ Ja volim samo sebe                         | Da mi je biti morski pas/ Ja volim samo sebe                         | Da mi je biti morski pas/ Ja volim samo sebe                         | Da mi je biti morski pas/ Ja volim samo sebe                         | Da mi je biti morski pas/ Ja volim samo sebe                         | Da mi je biti morski pas/ Ja volim samo sebe                         | Da mi je biti morski pas/ Ja volim samo sebe                         | Da mi je biti morski pas/ Ja volim samo sebe                         | Da mi je biti morski pas/ Ja volim samo sebe                         | Da mi je biti morski pas/ Ja volim samo sebe                         | Da mi je biti morski pas/ Ja volim samo sebe                         | Da mi je biti morski pas/ Ja volim samo sebe                         | Da mi je biti morski pas/ Ja volim samo sebe                         | Da mi je biti morski pas/ Ja volim samo sebe                         | Da mi je biti morski pas/ Ja volim samo sebe                         | Da mi je biti morski pas/ Ja volim samo sebe                         | Da mi je biti morski pas/ Ja volim samo sebe                         | Da mi je biti morski pas/ Ja volim samo sebe                         | Da mi je biti morski pas/ Ja volim samo sebe                         | Da mi je biti morski pas/ Ja volim samo sebe                         | Da mi je biti morski pas/ Ja volim samo sebe                         | Da mi je biti morski pas/ Ja volim samo sebe                         | Da mi je biti morski pas/ Ja volim samo sebe                         | Da mi je biti morski pas/ Ja volim samo sebe                         | Da mi je biti morski pas/ Ja volim samo sebe                         | Da mi je biti morski pas/ Ja volim samo sebe                         | Da mi je biti morski pas/ Ja volim samo sebe                         | Da mi je biti morski pas/ Ja volim samo sebe                         | Da mi je biti morski pas/ Ja volim samo sebe                         | Da mi je biti morski pas/ Ja volim samo sebe                         | Da mi je biti morski pas/ Ja volim samo sebe                         | Da mi je biti morski pas/ Ja volim samo sebe                         | Da mi je biti morski pas/ Ja volim samo sebe                         | Da mi je biti morski pas/ Ja volim samo sebe                         | Da mi je biti morski pas/ Ja volim samo sebe                         | Da mi je biti morski pas/ Ja volim samo sebe                         | Da mi je biti morski pas/ Ja volim samo sebe                         | Da mi je biti morski pas/ Ja volim samo sebe                         | Da mi je biti morski pas/ Ja volim samo sebe                         | Da mi je biti morski pas/ Ja volim samo sebe                         | Da mi je biti morski pas/ Ja volim samo sebe                         | Da mi je biti morski pas/ Ja volim samo sebe                         | Da mi je biti morski pas/ Ja volim samo sebe                         | Da mi je biti morski pas/ Ja volim samo sebe                         | Da mi je biti morski pas/ Ja volim samo sebe                         | Da mi je biti morski pas/ Ja volim samo sebe                         | Da mi je biti morski pas/ Ja volim samo sebe                         | Da mi je biti morski pas/ Ja volim samo sebe                         | Da mi je biti morski pas/ Ja volim samo sebe                         | Da mi je biti morski pas/ Ja volim samo sebe                         | Da mi je biti morski pas/ Ja volim samo sebe                         | Da mi je biti morski pas/ Ja volim samo sebe                         | duo con Nikola Sarić                                                       | duo con Nikola Sarić                                                       | duo con Nikola Sarić                                                       | duo con Nikola Sarić                                                       | duo con Nikola Sarić                                                       | duo con Nikola Sarić                                                       | duo con Nikola Sarić                                                       | duo con Nikola Sarić                                                       | duo con Nikola Sarić                                                       | duo con Nikola Sarić                                                       | duo con Nikola Sarić                                                       | duo con Nikola Sarić                                                       | duo con Nikola Sarić                                                       | duo con Nikola Sarić                                                       | duo con Nikola Sarić                                                       | duo con Nikola Sarić                                                       | duo con Nikola Sarić                                                       | duo con Nikola Sarić                                                       | duo con Nikola Sarić                                                       | duo con Nikola Sarić                                                       | duo con Nikola Sarić                                                       | duo con Nikola Sarić                                                       | duo con Nikola Sarić                                                       | duo con Nikola Sarić                                                       | duo con Nikola Sarić                                                       | duo con Nikola Sarić                                                       | duo con Nikola Sarić                                                       | duo con Nikola Sarić                                                       | duo con Nikola Sarić                                                       | duo con Nikola Sarić                                                       | duo con Nikola Sarić                                                       | duo con Nikola Sarić                                                       | duo con Nikola Sarić                                                       | duo con Nikola Sarić                                                       | duo con Nikola Sarić                                                       | duo con Nikola Sarić                                                       | duo con Nikola Sarić                                                       | duo con Nikola Sarić                                                       | duo con Nikola Sarić                                                       | duo con Nikola Sarić                                                       | duo con Nikola Sarić                                                       | duo con Nikola Sarić                                                       | duo con Nikola Sarić                                                       | duo con Nikola Sarić                                                       | duo con Nikola Sarić                                                       | duo con Nikola Sarić                                                       | duo con Nikola Sarić                                                       | duo con Nikola Sarić                                                       | duo con Nikola Sarić                                                       | duo con Nikola Sarić                                                       | duo con Nikola Sarić                                                       | duo con Nikola Sarić                                                       | duo con Nikola Sarić                                                       | duo con Nikola Sarić                                                       | duo con Nikola Sarić                                                       | duo con Nikola Sarić                                                       | duo con Nikola Sarić                                                       | duo con Nikola Sarić                                                       | duo con Nikola Sarić                                                       | duo con Nikola Sarić                                                       | duo con Nikola Sarić                                                       | duo con Nikola Sarić                                                       | duo con Nikola Sarić                                                       | duo con Nikola Sarić                                                       | duo con Nikola Sarić                                                       | duo con Nikola Sarić                                                       | duo con Nikola Sarić                                                       | duo con Nikola Sarić                                                       | duo con Nikola Sarić                                                       | duo con Nikola Sarić                                                       | duo con Nikola Sarić                                                       | duo con Nikola Sarić                                                       | duo con Nikola Sarić                                                       | duo con Nikola Sarić                                                       | duo con Nikola Sarić                                                       | duo con Nikola Sarić                                                       | duo con Nikola Sarić                                                       | duo con Nikola Sarić                                                       | duo con Nikola Sarić                                                       | duo con Nikola Sarić                                                       | duo con Nikola Sarić                                                       | duo con Nikola Sarić                                                       | duo con Nikola Sarić                                                       | duo con Nikola Sarić                                                       | duo con Nikola Sarić                                                       | duo con Nikola Sarić                                                       | duo con Nikola Sarić                                                       | duo con Nikola Sarić                                                       | duo con Nikola Sarić                                                       | duo con Nikola Sarić                                                       | duo con Nikola Sarić                                                       | duo con Nikola Sarić                                                       | duo con Nikola Sarić                                                       | duo con Nikola Sarić                                                       | duo con Nikola Sarić                                                       | duo con Nikola Sarić                                                       | duo con Nikola Sarić                                                       | duo con Nikola Sarić                                                       | duo con Nikola Sarić                                                       | duo con Nikola Sarić                                                       | duo con Nikola Sarić                                                       | duo con Nikola Sarić                                                       | duo con Nikola Sarić                                                       | duo con Nikola Sarić                                                       | duo con Nikola Sarić                                                       | duo con Nikola Sarić                                                       | duo con Nikola Sarić                                                       | duo con Nikola Sarić                                                       | duo con Nikola Sarić                                                       | duo con Nikola Sarić                                                       | duo con Nikola Sarić                                                       | duo con Nikola Sarić                                                       | duo con Nikola Sarić                                                       | duo con Nikola Sarić                                                       | duo con Nikola Sarić                                                       | duo con Nikola Sarić                                                       | duo con Nikola Sarić                                                       | duo con Nikola Sarić                                                       | duo con Nikola Sarić                                                       | duo con Nikola Sarić                                                       | duo con Nikola Sarić                                                       | duo con Nikola Sarić                                                       | duo con Nikola Sarić                                                       | duo con Nikola Sarić                                                       | duo con Nikola Sarić                                                       | duo con Nikola Sarić                                                       | duo con Nikola Sarić                                                       | duo con Nikola Sarić                                                       | duo con Nikola Sarić                                                       | duo con Nikola Sarić                                                       | Metak/ Psihomodo Pop                       | Metak/ Psihomodo Pop                       | Metak/ Psihomodo Pop                       | Metak/ Psihomodo Pop                       | Metak/ Psihomodo Pop                       | Metak/ Psihomodo Pop                       | Metak/ Psihomodo Pop                       | Metak/ Psihomodo Pop                       | Metak/ Psihomodo Pop                       | Metak/ Psihomodo Pop                       | Metak/ Psihomodo Pop                       | Metak/ Psihomodo Pop                       | Metak/ Psihomodo Pop                       | Metak/ Psihomodo Pop                       | Metak/ Psihomodo Pop                       | Metak/ Psihomodo Pop                       | Metak/ Psihomodo Pop                       | Metak/ Psihomodo Pop                       | Metak/ Psihomodo Pop                       | Metak/ Psihomodo Pop                       | Metak/ Psihomodo Pop                       | Metak/ Psihomodo Pop                       | Metak/ Psihomodo Pop                       | Metak/ Psihomodo Pop                       | Metak/ Psihomodo Pop                       | Metak/ Psihomodo Pop                       | Metak/ Psihomodo Pop                       | Metak/ Psihomodo Pop                       | Metak/ Psihomodo Pop                       | Metak/ Psihomodo Pop                       | Metak/ Psihomodo Pop                       | Metak/ Psihomodo Pop                       | Metak/ Psihomodo Pop                       | Metak/ Psihomodo Pop                       | Metak/ Psihomodo Pop                       | Metak/ Psihomodo Pop                       | Metak/ Psihomodo Pop                       | Metak/ Psihomodo Pop                       | Metak/ Psihomodo Pop                       | Metak/ Psihomodo Pop                       | Metak/ Psihomodo Pop                       | Metak/ Psihomodo Pop                       | Metak/ Psihomodo Pop                       | Metak/ Psihomodo Pop                       | Metak/ Psihomodo Pop                       | Metak/ Psihomodo Pop                       | Metak/ Psihomodo Pop                       | Metak/ Psihomodo Pop                       | Metak/ Psihomodo Pop                       | Metak/ Psihomodo Pop                       | Metak/ Psihomodo Pop                       | Metak/ Psihomodo Pop                       | Metak/ Psihomodo Pop                       | Metak/ Psihomodo Pop                       | Metak/ Psihomodo Pop                       | Metak/ Psihomodo Pop                       | Metak/ Psihomodo Pop                       | Metak/ Psihomodo Pop                       | Metak/ Psihomodo Pop                       | Metak/ Psihomodo Pop                       | Metak/ Psihomodo Pop                       | Metak/ Psihomodo Pop                       | Metak/ Psihomodo Pop                       | Metak/ Psihomodo Pop                       | Metak/ Psihomodo Pop                       | Metak/ Psihomodo Pop                       | Metak/ Psihomodo Pop                       | Metak/ Psihomodo Pop                       | Metak/ Psihomodo Pop                       | Metak/ Psihomodo Pop                       | Metak/ Psihomodo Pop                       | Metak/ Psihomodo Pop                       | Metak/ Psihomodo Pop                       | Metak/ Psihomodo Pop                       | Metak/ Psihomodo Pop                       | Metak/ Psihomodo Pop                       | Metak/ Psihomodo Pop                       | Metak/ Psihomodo Pop                       | Metak/ Psihomodo Pop                       | Metak/ Psihomodo Pop                       | Metak/ Psihomodo Pop                       | Metak/ Psihomodo Pop                       | Metak/ Psihomodo Pop                       | Metak/ Psihomodo Pop                       | Metak/ Psihomodo Pop                       | Metak/ Psihomodo Pop                       | Metak/ Psihomodo Pop                       | Metak/ Psihomodo Pop                       | Metak/ Psihomodo Pop                       | Metak/ Psihomodo Pop                       | Metak/ Psihomodo Pop                       | Metak/ Psihomodo Pop                       | Metak/ Psihomodo Pop                       | Metak/ Psihomodo Pop                       | Metak/ Psihomodo Pop                       | Metak/ Psihomodo Pop                       | Metak/ Psihomodo Pop                       | Metak/ Psihomodo Pop                       | Metak/ Psihomodo Pop                       | Metak/ Psihomodo Pop                       | Nominado (todos los estudiantes)   | Nominado (todos los estudiantes)   | Nominado (todos los estudiantes)   | Nominado (todos los estudiantes)   | Nominado (todos los estudiantes)   | Nominado (todos los estudiantes)   | Nominado (todos los estudiantes)   | Nominado (todos los estudiantes)   | Nominado (todos los estudiantes)   | Nominado (todos los estudiantes)   | Nominado (todos los estudiantes)   | Nominado (todos los estudiantes)   | Nominado (todos los estudiantes)   | Nominado (todos los estudiantes)   | Nominado (todos los estudiantes)   | Nominado (todos los estudiantes)   | Nominado (todos los estudiantes)   | Nominado (todos los estudiantes)   | Nominado (todos los estudiantes)   | Nominado (todos los estudiantes)   | Nominado (todos los estudiantes)   | Nominado (todos los estudiantes)   | Nominado (todos los estudiantes)   | Nominado (todos los estudiantes)   | Nominado (todos los estudiantes)   | Nominado (todos los estudiantes)   | Nominado (todos los estudiantes)   | Nominado (todos los estudiantes)   | Nominado (todos los estudiantes)   | Nominado (todos los estudiantes)   | Nominado (todos los estudiantes)   | Nominado (todos los estudiantes)   | Nominado (todos los estudiantes)   | Nominado (todos los estudiantes)   | Nominado (todos los estudiantes)   | Nominado (todos los estudiantes)   | Nominado (todos los estudiantes)   | Nominado (todos los estudiantes)   | Nominado (todos los estudiantes)   | Nominado (todos los estudiantes)   | Nominado (todos los estudiantes)   | Nominado (todos los estudiantes)   | Nominado (todos los estudiantes)   | Nominado (todos los estudiantes)   | Nominado (todos los estudiantes)   | Nominado (todos los estudiantes)   | Nominado (todos los estudiantes)   | Nominado (todos los estudiantes)   | Nominado (todos los estudiantes)   | Nominado (todos los estudiantes)   | Nominado (todos los estudiantes)   | Nominado (todos los estudiantes)   | Nominado (todos los estudiantes)   | Nominado (todos los estudiantes)   | Nominado (todos los estudiantes)   | Nominado (todos los estudiantes)   | Nominado (todos los estudiantes)   | Nominado (todos los estudiantes)   | Nominado (todos los estudiantes)   | Nominado (todos los estudiantes)   | Nominado (todos los estudiantes)   | Nominado (todos los estudiantes)   | Nominado (todos los estudiantes)   | Nominado (todos los estudiantes)   | Nominado (todos los estudiantes)   | Nominado (todos los estudiantes)   | Nominado (todos los estudiantes)   | Nominado (todos los estudiantes)   | Nominado (todos los estudiantes)   | Nominado (todos los estudiantes)   | Nominado (todos los estudiantes)   | Nominado (todos los estudiantes)   | Nominado (todos los estudiantes)   | Nominado (todos los estudiantes)   | Nominado (todos los estudiantes)   | Nominado (todos los estudiantes)   | Nominado (todos los estudiantes)   | Nominado (todos los estudiantes)   | Nominado (todos los estudiantes)   | Nominado (todos los estudiantes)   | Nominado (todos los estudiantes)   | Nominado (todos los estudiantes)   | Nominado (todos los estudiantes)   | Nominado (todos los estudiantes)   | Nominado (todos los estudiantes)   | Nominado (todos los estudiantes)   | Nominado (todos los estudiantes)   | Nominado (todos los estudiantes)   | Nominado (todos los estudiantes)   | Nominado (todos los estudiantes)   | Nominado (todos los estudiantes)   | Nominado (todos los estudiantes)   | Nominado (todos los estudiantes)   | Nominado (todos los estudiantes)   | Nominado (todos los estudiantes)   | Nominado (todos los estudiantes)   | Nominado (todos los estudiantes)   | Nominado (todos los estudiantes)   | Nominado (todos los estudiantes)   | Nominado (todos los estudiantes)   |
| 7         | 7         | 7         | 7         | 7         | 7         | 7         | 7         | 7         | 7         | 7         | 7         | 7         | 7         | 7         | 7         | 7         | 7         | 7         | 7         | 7         | 7         | 7         | 7         | 7         | 7         | 7         | 7         | 7         | 7         | 7         | 7         | 7         | 7         | 7         | 7         | 7         | 7         | 7         | 7         | 7         | 7         | 7         | 7         | 7         | 7         | 7         | 7         | 7         | 7         | 7         | 7         | 7         | 7         | 7         | 7         | 7         | 7         | 7         | 7         | 7         | 7         | 7         | 7         | 7         | 7         | 7         | 7         | 7         | 7         | 7         | 7         | 7         | 7         | 7         | 7         | 7         | 7         | 7         | 7         | 7         | 7         | 7         | 7         | 7         | 7         | 7         | 7         | 7         | 7         | Klatno                                                               | Klatno                                                               | Klatno                                                               | Klatno                                                               | Klatno                                                               | Klatno                                                               | Klatno                                                               | Klatno                                                               | Klatno                                                               | Klatno                                                               | Klatno                                                               | Klatno                                                               | Klatno                                                               | Klatno                                                               | Klatno                                                               | Klatno                                                               | Klatno                                                               | Klatno                                                               | Klatno                                                               | Klatno                                                               | Klatno                                                               | Klatno                                                               | Klatno                                                               | Klatno                                                               | Klatno                                                               | Klatno                                                               | Klatno                                                               | Klatno                                                               | Klatno                                                               | Klatno                                                               | Klatno                                                               | Klatno                                                               | Klatno                                                               | Klatno                                                               | Klatno                                                               | Klatno                                                               | Klatno                                                               | Klatno                                                               | Klatno                                                               | Klatno                                                               | Klatno                                                               | Klatno                                                               | Klatno                                                               | Klatno                                                               | Klatno                                                               | Klatno                                                               | Klatno                                                               | Klatno                                                               | Klatno                                                               | Klatno                                                               | Klatno                                                               | Klatno                                                               | Klatno                                                               | Klatno                                                               | Klatno                                                               | Klatno                                                               | Klatno                                                               | Klatno                                                               | Klatno                                                               | Klatno                                                               | Klatno                                                               | Klatno                                                               | Klatno                                                               | Klatno                                                               | Klatno                                                               | Klatno                                                               | Klatno                                                               | Klatno                                                               | Klatno                                                               | Klatno                                                               | Klatno                                                               | Klatno                                                               | Klatno                                                               | Klatno                                                               | Klatno                                                               | Klatno                                                               | Klatno                                                               | Klatno                                                               | Klatno                                                               | Klatno                                                               | Klatno                                                               | Klatno                                                               | Klatno                                                               | Klatno                                                               | Klatno                                                               | Klatno                                                               | Klatno                                                               | Klatno                                                               | Klatno                                                               | Klatno                                                               | Klatno                                                               | Klatno                                                               | Klatno                                                               | Klatno                                                               | Klatno                                                               | Klatno                                                               | Klatno                                                               | Klatno                                                               | Klatno                                                               | Klatno                                                               | Solo                                                                       | Solo                                                                       | Solo                                                                       | Solo                                                                       | Solo                                                                       | Solo                                                                       | Solo                                                                       | Solo                                                                       | Solo                                                                       | Solo                                                                       | Solo                                                                       | Solo                                                                       | Solo                                                                       | Solo                                                                       | Solo                                                                       | Solo                                                                       | Solo                                                                       | Solo                                                                       | Solo                                                                       | Solo                                                                       | Solo                                                                       | Solo                                                                       | Solo                                                                       | Solo                                                                       | Solo                                                                       | Solo                                                                       | Solo                                                                       | Solo                                                                       | Solo                                                                       | Solo                                                                       | Solo                                                                       | Solo                                                                       | Solo                                                                       | Solo                                                                       | Solo                                                                       | Solo                                                                       | Solo                                                                       | Solo                                                                       | Solo                                                                       | Solo                                                                       | Solo                                                                       | Solo                                                                       | Solo                                                                       | Solo                                                                       | Solo                                                                       | Solo                                                                       | Solo                                                                       | Solo                                                                       | Solo                                                                       | Solo                                                                       | Solo                                                                       | Solo                                                                       | Solo                                                                       | Solo                                                                       | Solo                                                                       | Solo                                                                       | Solo                                                                       | Solo                                                                       | Solo                                                                       | Solo                                                                       | Solo                                                                       | Solo                                                                       | Solo                                                                       | Solo                                                                       | Solo                                                                       | Solo                                                                       | Solo                                                                       | Solo                                                                       | Solo                                                                       | Solo                                                                       | Solo                                                                       | Solo                                                                       | Solo                                                                       | Solo                                                                       | Solo                                                                       | Solo                                                                       | Solo                                                                       | Solo                                                                       | Solo                                                                       | Solo                                                                       | Solo                                                                       | Solo                                                                       | Solo                                                                       | Solo                                                                       | Solo                                                                       | Solo                                                                       | Solo                                                                       | Solo                                                                       | Solo                                                                       | Solo                                                                       | Solo                                                                       | Solo                                                                       | Solo                                                                       | Solo                                                                       | Solo                                                                       | Solo                                                                       | Solo                                                                       | Solo                                                                       | Solo                                                                       | Solo                                                                       | Solo                                                                       | Solo                                                                       | Solo                                                                       | Solo                                                                       | Solo                                                                       | Solo                                                                       | Solo                                                                       | Solo                                                                       | Solo                                                                       | Solo                                                                       | Solo                                                                       | Solo                                                                       | Solo                                                                       | Solo                                                                       | Solo                                                                       | Solo                                                                       | Solo                                                                       | Solo                                                                       | Solo                                                                       | Solo                                                                       | Solo                                                                       | Solo                                                                       | Solo                                                                       | Solo                                                                       | Solo                                                                       | Solo                                                                       | Solo                                                                       | Solo                                                                       | Solo                                                                       | Solo                                                                       | Van Gogh                                   | Van Gogh                                   | Van Gogh                                   | Van Gogh                                   | Van Gogh                                   | Van Gogh                                   | Van Gogh                                   | Van Gogh                                   | Van Gogh                                   | Van Gogh                                   | Van Gogh                                   | Van Gogh                                   | Van Gogh                                   | Van Gogh                                   | Van Gogh                                   | Van Gogh                                   | Van Gogh                                   | Van Gogh                                   | Van Gogh                                   | Van Gogh                                   | Van Gogh                                   | Van Gogh                                   | Van Gogh                                   | Van Gogh                                   | Van Gogh                                   | Van Gogh                                   | Van Gogh                                   | Van Gogh                                   | Van Gogh                                   | Van Gogh                                   | Van Gogh                                   | Van Gogh                                   | Van Gogh                                   | Van Gogh                                   | Van Gogh                                   | Van Gogh                                   | Van Gogh                                   | Van Gogh                                   | Van Gogh                                   | Van Gogh                                   | Van Gogh                                   | Van Gogh                                   | Van Gogh                                   | Van Gogh                                   | Van Gogh                                   | Van Gogh                                   | Van Gogh                                   | Van Gogh                                   | Van Gogh                                   | Van Gogh                                   | Van Gogh                                   | Van Gogh                                   | Van Gogh                                   | Van Gogh                                   | Van Gogh                                   | Van Gogh                                   | Van Gogh                                   | Van Gogh                                   | Van Gogh                                   | Van Gogh                                   | Van Gogh                                   | Van Gogh                                   | Van Gogh                                   | Van Gogh                                   | Van Gogh                                   | Van Gogh                                   | Van Gogh                                   | Van Gogh                                   | Van Gogh                                   | Van Gogh                                   | Van Gogh                                   | Van Gogh                                   | Van Gogh                                   | Van Gogh                                   | Van Gogh                                   | Van Gogh                                   | Van Gogh                                   | Van Gogh                                   | Van Gogh                                   | Van Gogh                                   | Van Gogh                                   | Van Gogh                                   | Van Gogh                                   | Van Gogh                                   | Van Gogh                                   | Van Gogh                                   | Van Gogh                                   | Van Gogh                                   | Van Gogh                                   | Van Gogh                                   | Van Gogh                                   | Van Gogh                                   | Van Gogh                                   | Van Gogh                                   | Van Gogh                                   | Van Gogh                                   | Van Gogh                                   | Van Gogh                                   | Van Gogh                                   | Van Gogh                                   | Pasó/ Salvado                      | Pasó/ Salvado                      | Pasó/ Salvado                      | Pasó/ Salvado                      | Pasó/ Salvado                      | Pasó/ Salvado                      | Pasó/ Salvado                      | Pasó/ Salvado                      | Pasó/ Salvado                      | Pasó/ Salvado                      | Pasó/ Salvado                      | Pasó/ Salvado                      | Pasó/ Salvado                      | Pasó/ Salvado                      | Pasó/ Salvado                      | Pasó/ Salvado                      | Pasó/ Salvado                      | Pasó/ Salvado                      | Pasó/ Salvado                      | Pasó/ Salvado                      | Pasó/ Salvado                      | Pasó/ Salvado                      | Pasó/ Salvado                      | Pasó/ Salvado                      | Pasó/ Salvado                      | Pasó/ Salvado                      | Pasó/ Salvado                      | Pasó/ Salvado                      | Pasó/ Salvado                      | Pasó/ Salvado                      | Pasó/ Salvado                      | Pasó/ Salvado                      | Pasó/ Salvado                      | Pasó/ Salvado                      | Pasó/ Salvado                      | Pasó/ Salvado                      | Pasó/ Salvado                      | Pasó/ Salvado                      | Pasó/ Salvado                      | Pasó/ Salvado                      | Pasó/ Salvado                      | Pasó/ Salvado                      | Pasó/ Salvado                      | Pasó/ Salvado                      | Pasó/ Salvado                      | Pasó/ Salvado                      | Pasó/ Salvado                      | Pasó/ Salvado                      | Pasó/ Salvado                      | Pasó/ Salvado                      | Pasó/ Salvado                      | Pasó/ Salvado                      | Pasó/ Salvado                      | Pasó/ Salvado                      | Pasó/ Salvado                      | Pasó/ Salvado                      | Pasó/ Salvado                      | Pasó/ Salvado                      | Pasó/ Salvado                      | Pasó/ Salvado                      | Pasó/ Salvado                      | Pasó/ Salvado                      | Pasó/ Salvado                      | Pasó/ Salvado                      | Pasó/ Salvado                      | Pasó/ Salvado                      | Pasó/ Salvado                      | Pasó/ Salvado                      | Pasó/ Salvado                      | Pasó/ Salvado                      | Pasó/ Salvado                      | Pasó/ Salvado                      | Pasó/ Salvado                      | Pasó/ Salvado                      | Pasó/ Salvado                      | Pasó/ Salvado                      | Pasó/ Salvado                      | Pasó/ Salvado                      | Pasó/ Salvado                      | Pasó/ Salvado                      | Pasó/ Salvado                      | Pasó/ Salvado                      | Pasó/ Salvado                      | Pasó/ Salvado                      | Pasó/ Salvado                      | Pasó/ Salvado                      | Pasó/ Salvado                      | Pasó/ Salvado                      | Pasó/ Salvado                      | Pasó/ Salvado                      | Pasó/ Salvado                      | Pasó/ Salvado                      | Pasó/ Salvado                      | Pasó/ Salvado                      | Pasó/ Salvado                      | Pasó/ Salvado                      | Pasó/ Salvado                      | Pasó/ Salvado                      | Pasó/ Salvado                      | Pasó/ Salvado                      |
| 8         | 8         | 8         | 8         | 8         | 8         | 8         | 8         | 8         | 8         | 8         | 8         | 8         | 8         | 8         | 8         | 8         | 8         | 8         | 8         | 8         | 8         | 8         | 8         | 8         | 8         | 8         | 8         | 8         | 8         | 8         | 8         | 8         | 8         | 8         | 8         | 8         | 8         | 8         | 8         | 8         | 8         | 8         | 8         | 8         | 8         | 8         | 8         | 8         | 8         | 8         | 8         | 8         | 8         | 8         | 8         | 8         | 8         | 8         | 8         | 8         | 8         | 8         | 8         | 8         | 8         | 8         | 8         | 8         | 8         | 8         | 8         | 8         | 8         | 8         | 8         | 8         | 8         | 8         | 8         | 8         | 8         | 8         | 8         | 8         | 8         | 8         | 8         | 8         | 8         | Highway To Hell Himna OT (Version a cappella)                        | Highway To Hell Himna OT (Version a cappella)                        | Highway To Hell Himna OT (Version a cappella)                        | Highway To Hell Himna OT (Version a cappella)                        | Highway To Hell Himna OT (Version a cappella)                        | Highway To Hell Himna OT (Version a cappella)                        | Highway To Hell Himna OT (Version a cappella)                        | Highway To Hell Himna OT (Version a cappella)                        | Highway To Hell Himna OT (Version a cappella)                        | Highway To Hell Himna OT (Version a cappella)                        | Highway To Hell Himna OT (Version a cappella)                        | Highway To Hell Himna OT (Version a cappella)                        | Highway To Hell Himna OT (Version a cappella)                        | Highway To Hell Himna OT (Version a cappella)                        | Highway To Hell Himna OT (Version a cappella)                        | Highway To Hell Himna OT (Version a cappella)                        | Highway To Hell Himna OT (Version a cappella)                        | Highway To Hell Himna OT (Version a cappella)                        | Highway To Hell Himna OT (Version a cappella)                        | Highway To Hell Himna OT (Version a cappella)                        | Highway To Hell Himna OT (Version a cappella)                        | Highway To Hell Himna OT (Version a cappella)                        | Highway To Hell Himna OT (Version a cappella)                        | Highway To Hell Himna OT (Version a cappella)                        | Highway To Hell Himna OT (Version a cappella)                        | Highway To Hell Himna OT (Version a cappella)                        | Highway To Hell Himna OT (Version a cappella)                        | Highway To Hell Himna OT (Version a cappella)                        | Highway To Hell Himna OT (Version a cappella)                        | Highway To Hell Himna OT (Version a cappella)                        | Highway To Hell Himna OT (Version a cappella)                        | Highway To Hell Himna OT (Version a cappella)                        | Highway To Hell Himna OT (Version a cappella)                        | Highway To Hell Himna OT (Version a cappella)                        | Highway To Hell Himna OT (Version a cappella)                        | Highway To Hell Himna OT (Version a cappella)                        | Highway To Hell Himna OT (Version a cappella)                        | Highway To Hell Himna OT (Version a cappella)                        | Highway To Hell Himna OT (Version a cappella)                        | Highway To Hell Himna OT (Version a cappella)                        | Highway To Hell Himna OT (Version a cappella)                        | Highway To Hell Himna OT (Version a cappella)                        | Highway To Hell Himna OT (Version a cappella)                        | Highway To Hell Himna OT (Version a cappella)                        | Highway To Hell Himna OT (Version a cappella)                        | Highway To Hell Himna OT (Version a cappella)                        | Highway To Hell Himna OT (Version a cappella)                        | Highway To Hell Himna OT (Version a cappella)                        | Highway To Hell Himna OT (Version a cappella)                        | Highway To Hell Himna OT (Version a cappella)                        | Highway To Hell Himna OT (Version a cappella)                        | Highway To Hell Himna OT (Version a cappella)                        | Highway To Hell Himna OT (Version a cappella)                        | Highway To Hell Himna OT (Version a cappella)                        | Highway To Hell Himna OT (Version a cappella)                        | Highway To Hell Himna OT (Version a cappella)                        | Highway To Hell Himna OT (Version a cappella)                        | Highway To Hell Himna OT (Version a cappella)                        | Highway To Hell Himna OT (Version a cappella)                        | Highway To Hell Himna OT (Version a cappella)                        | Highway To Hell Himna OT (Version a cappella)                        | Highway To Hell Himna OT (Version a cappella)                        | Highway To Hell Himna OT (Version a cappella)                        | Highway To Hell Himna OT (Version a cappella)                        | Highway To Hell Himna OT (Version a cappella)                        | Highway To Hell Himna OT (Version a cappella)                        | Highway To Hell Himna OT (Version a cappella)                        | Highway To Hell Himna OT (Version a cappella)                        | Highway To Hell Himna OT (Version a cappella)                        | Highway To Hell Himna OT (Version a cappella)                        | Highway To Hell Himna OT (Version a cappella)                        | Highway To Hell Himna OT (Version a cappella)                        | Highway To Hell Himna OT (Version a cappella)                        | Highway To Hell Himna OT (Version a cappella)                        | Highway To Hell Himna OT (Version a cappella)                        | Highway To Hell Himna OT (Version a cappella)                        | Highway To Hell Himna OT (Version a cappella)                        | Highway To Hell Himna OT (Version a cappella)                        | Highway To Hell Himna OT (Version a cappella)                        | Highway To Hell Himna OT (Version a cappella)                        | Highway To Hell Himna OT (Version a cappella)                        | Highway To Hell Himna OT (Version a cappella)                        | Highway To Hell Himna OT (Version a cappella)                        | Highway To Hell Himna OT (Version a cappella)                        | Highway To Hell Himna OT (Version a cappella)                        | Highway To Hell Himna OT (Version a cappella)                        | Highway To Hell Himna OT (Version a cappella)                        | Highway To Hell Himna OT (Version a cappella)                        | Highway To Hell Himna OT (Version a cappella)                        | Highway To Hell Himna OT (Version a cappella)                        | Highway To Hell Himna OT (Version a cappella)                        | Highway To Hell Himna OT (Version a cappella)                        | Highway To Hell Himna OT (Version a cappella)                        | Highway To Hell Himna OT (Version a cappella)                        | Highway To Hell Himna OT (Version a cappella)                        | Highway To Hell Himna OT (Version a cappella)                        | Highway To Hell Himna OT (Version a cappella)                        | Highway To Hell Himna OT (Version a cappella)                        | Highway To Hell Himna OT (Version a cappella)                        | Highway To Hell Himna OT (Version a cappella)                        | Solo todos los estudiantes de la Gala 8                                    | Solo todos los estudiantes de la Gala 8                                    | Solo todos los estudiantes de la Gala 8                                    | Solo todos los estudiantes de la Gala 8                                    | Solo todos los estudiantes de la Gala 8                                    | Solo todos los estudiantes de la Gala 8                                    | Solo todos los estudiantes de la Gala 8                                    | Solo todos los estudiantes de la Gala 8                                    | Solo todos los estudiantes de la Gala 8                                    | Solo todos los estudiantes de la Gala 8                                    | Solo todos los estudiantes de la Gala 8                                    | Solo todos los estudiantes de la Gala 8                                    | Solo todos los estudiantes de la Gala 8                                    | Solo todos los estudiantes de la Gala 8                                    | Solo todos los estudiantes de la Gala 8                                    | Solo todos los estudiantes de la Gala 8                                    | Solo todos los estudiantes de la Gala 8                                    | Solo todos los estudiantes de la Gala 8                                    | Solo todos los estudiantes de la Gala 8                                    | Solo todos los estudiantes de la Gala 8                                    | Solo todos los estudiantes de la Gala 8                                    | Solo todos los estudiantes de la Gala 8                                    | Solo todos los estudiantes de la Gala 8                                    | Solo todos los estudiantes de la Gala 8                                    | Solo todos los estudiantes de la Gala 8                                    | Solo todos los estudiantes de la Gala 8                                    | Solo todos los estudiantes de la Gala 8                                    | Solo todos los estudiantes de la Gala 8                                    | Solo todos los estudiantes de la Gala 8                                    | Solo todos los estudiantes de la Gala 8                                    | Solo todos los estudiantes de la Gala 8                                    | Solo todos los estudiantes de la Gala 8                                    | Solo todos los estudiantes de la Gala 8                                    | Solo todos los estudiantes de la Gala 8                                    | Solo todos los estudiantes de la Gala 8                                    | Solo todos los estudiantes de la Gala 8                                    | Solo todos los estudiantes de la Gala 8                                    | Solo todos los estudiantes de la Gala 8                                    | Solo todos los estudiantes de la Gala 8                                    | Solo todos los estudiantes de la Gala 8                                    | Solo todos los estudiantes de la Gala 8                                    | Solo todos los estudiantes de la Gala 8                                    | Solo todos los estudiantes de la Gala 8                                    | Solo todos los estudiantes de la Gala 8                                    | Solo todos los estudiantes de la Gala 8                                    | Solo todos los estudiantes de la Gala 8                                    | Solo todos los estudiantes de la Gala 8                                    | Solo todos los estudiantes de la Gala 8                                    | Solo todos los estudiantes de la Gala 8                                    | Solo todos los estudiantes de la Gala 8                                    | Solo todos los estudiantes de la Gala 8                                    | Solo todos los estudiantes de la Gala 8                                    | Solo todos los estudiantes de la Gala 8                                    | Solo todos los estudiantes de la Gala 8                                    | Solo todos los estudiantes de la Gala 8                                    | Solo todos los estudiantes de la Gala 8                                    | Solo todos los estudiantes de la Gala 8                                    | Solo todos los estudiantes de la Gala 8                                    | Solo todos los estudiantes de la Gala 8                                    | Solo todos los estudiantes de la Gala 8                                    | Solo todos los estudiantes de la Gala 8                                    | Solo todos los estudiantes de la Gala 8                                    | Solo todos los estudiantes de la Gala 8                                    | Solo todos los estudiantes de la Gala 8                                    | Solo todos los estudiantes de la Gala 8                                    | Solo todos los estudiantes de la Gala 8                                    | Solo todos los estudiantes de la Gala 8                                    | Solo todos los estudiantes de la Gala 8                                    | Solo todos los estudiantes de la Gala 8                                    | Solo todos los estudiantes de la Gala 8                                    | Solo todos los estudiantes de la Gala 8                                    | Solo todos los estudiantes de la Gala 8                                    | Solo todos los estudiantes de la Gala 8                                    | Solo todos los estudiantes de la Gala 8                                    | Solo todos los estudiantes de la Gala 8                                    | Solo todos los estudiantes de la Gala 8                                    | Solo todos los estudiantes de la Gala 8                                    | Solo todos los estudiantes de la Gala 8                                    | Solo todos los estudiantes de la Gala 8                                    | Solo todos los estudiantes de la Gala 8                                    | Solo todos los estudiantes de la Gala 8                                    | Solo todos los estudiantes de la Gala 8                                    | Solo todos los estudiantes de la Gala 8                                    | Solo todos los estudiantes de la Gala 8                                    | Solo todos los estudiantes de la Gala 8                                    | Solo todos los estudiantes de la Gala 8                                    | Solo todos los estudiantes de la Gala 8                                    | Solo todos los estudiantes de la Gala 8                                    | Solo todos los estudiantes de la Gala 8                                    | Solo todos los estudiantes de la Gala 8                                    | Solo todos los estudiantes de la Gala 8                                    | Solo todos los estudiantes de la Gala 8                                    | Solo todos los estudiantes de la Gala 8                                    | Solo todos los estudiantes de la Gala 8                                    | Solo todos los estudiantes de la Gala 8                                    | Solo todos los estudiantes de la Gala 8                                    | Solo todos los estudiantes de la Gala 8                                    | Solo todos los estudiantes de la Gala 8                                    | Solo todos los estudiantes de la Gala 8                                    | Solo todos los estudiantes de la Gala 8                                    | Solo todos los estudiantes de la Gala 8                                    | Solo todos los estudiantes de la Gala 8                                    | Solo todos los estudiantes de la Gala 8                                    | Solo todos los estudiantes de la Gala 8                                    | Solo todos los estudiantes de la Gala 8                                    | Solo todos los estudiantes de la Gala 8                                    | Solo todos los estudiantes de la Gala 8                                    | Solo todos los estudiantes de la Gala 8                                    | Solo todos los estudiantes de la Gala 8                                    | Solo todos los estudiantes de la Gala 8                                    | Solo todos los estudiantes de la Gala 8                                    | Solo todos los estudiantes de la Gala 8                                    | Solo todos los estudiantes de la Gala 8                                    | Solo todos los estudiantes de la Gala 8                                    | Solo todos los estudiantes de la Gala 8                                    | Solo todos los estudiantes de la Gala 8                                    | Solo todos los estudiantes de la Gala 8                                    | Solo todos los estudiantes de la Gala 8                                    | Solo todos los estudiantes de la Gala 8                                    | Solo todos los estudiantes de la Gala 8                                    | Solo todos los estudiantes de la Gala 8                                    | Solo todos los estudiantes de la Gala 8                                    | Solo todos los estudiantes de la Gala 8                                    | Solo todos los estudiantes de la Gala 8                                    | Solo todos los estudiantes de la Gala 8                                    | Solo todos los estudiantes de la Gala 8                                    | Solo todos los estudiantes de la Gala 8                                    | Solo todos los estudiantes de la Gala 8                                    | Solo todos los estudiantes de la Gala 8                                    | Solo todos los estudiantes de la Gala 8                                    | AC/DC                                      | AC/DC                                      | AC/DC                                      | AC/DC                                      | AC/DC                                      | AC/DC                                      | AC/DC                                      | AC/DC                                      | AC/DC                                      | AC/DC                                      | AC/DC                                      | AC/DC                                      | AC/DC                                      | AC/DC                                      | AC/DC                                      | AC/DC                                      | AC/DC                                      | AC/DC                                      | AC/DC                                      | AC/DC                                      | AC/DC                                      | AC/DC                                      | AC/DC                                      | AC/DC                                      | AC/DC                                      | AC/DC                                      | AC/DC                                      | AC/DC                                      | AC/DC                                      | AC/DC                                      | AC/DC                                      | AC/DC                                      | AC/DC                                      | AC/DC                                      | AC/DC                                      | AC/DC                                      | AC/DC                                      | AC/DC                                      | AC/DC                                      | AC/DC                                      | AC/DC                                      | AC/DC                                      | AC/DC                                      | AC/DC                                      | AC/DC                                      | AC/DC                                      | AC/DC                                      | AC/DC                                      | AC/DC                                      | AC/DC                                      | AC/DC                                      | AC/DC                                      | AC/DC                                      | AC/DC                                      | AC/DC                                      | AC/DC                                      | AC/DC                                      | AC/DC                                      | AC/DC                                      | AC/DC                                      | AC/DC                                      | AC/DC                                      | AC/DC                                      | AC/DC                                      | AC/DC                                      | AC/DC                                      | AC/DC                                      | AC/DC                                      | AC/DC                                      | AC/DC                                      | AC/DC                                      | AC/DC                                      | AC/DC                                      | AC/DC                                      | AC/DC                                      | AC/DC                                      | AC/DC                                      | AC/DC                                      | AC/DC                                      | AC/DC                                      | AC/DC                                      | AC/DC                                      | AC/DC                                      | AC/DC                                      | AC/DC                                      | AC/DC                                      | AC/DC                                      | AC/DC                                      | AC/DC                                      | AC/DC                                      | AC/DC                                      | AC/DC                                      | AC/DC                                      | AC/DC                                      | AC/DC                                      | AC/DC                                      | AC/DC                                      | AC/DC                                      | AC/DC                                      | AC/DC                                      | Nominado (con Đorđe Gogov)         | Nominado (con Đorđe Gogov)         | Nominado (con Đorđe Gogov)         | Nominado (con Đorđe Gogov)         | Nominado (con Đorđe Gogov)         | Nominado (con Đorđe Gogov)         | Nominado (con Đorđe Gogov)         | Nominado (con Đorđe Gogov)         | Nominado (con Đorđe Gogov)         | Nominado (con Đorđe Gogov)         | Nominado (con Đorđe Gogov)         | Nominado (con Đorđe Gogov)         | Nominado (con Đorđe Gogov)         | Nominado (con Đorđe Gogov)         | Nominado (con Đorđe Gogov)         | Nominado (con Đorđe Gogov)         | Nominado (con Đorđe Gogov)         | Nominado (con Đorđe Gogov)         | Nominado (con Đorđe Gogov)         | Nominado (con Đorđe Gogov)         | Nominado (con Đorđe Gogov)         | Nominado (con Đorđe Gogov)         | Nominado (con Đorđe Gogov)         | Nominado (con Đorđe Gogov)         | Nominado (con Đorđe Gogov)         | Nominado (con Đorđe Gogov)         | Nominado (con Đorđe Gogov)         | Nominado (con Đorđe Gogov)         | Nominado (con Đorđe Gogov)         | Nominado (con Đorđe Gogov)         | Nominado (con Đorđe Gogov)         | Nominado (con Đorđe Gogov)         | Nominado (con Đorđe Gogov)         | Nominado (con Đorđe Gogov)         | Nominado (con Đorđe Gogov)         | Nominado (con Đorđe Gogov)         | Nominado (con Đorđe Gogov)         | Nominado (con Đorđe Gogov)         | Nominado (con Đorđe Gogov)         | Nominado (con Đorđe Gogov)         | Nominado (con Đorđe Gogov)         | Nominado (con Đorđe Gogov)         | Nominado (con Đorđe Gogov)         | Nominado (con Đorđe Gogov)         | Nominado (con Đorđe Gogov)         | Nominado (con Đorđe Gogov)         | Nominado (con Đorđe Gogov)         | Nominado (con Đorđe Gogov)         | Nominado (con Đorđe Gogov)         | Nominado (con Đorđe Gogov)         | Nominado (con Đorđe Gogov)         | Nominado (con Đorđe Gogov)         | Nominado (con Đorđe Gogov)         | Nominado (con Đorđe Gogov)         | Nominado (con Đorđe Gogov)         | Nominado (con Đorđe Gogov)         | Nominado (con Đorđe Gogov)         | Nominado (con Đorđe Gogov)         | Nominado (con Đorđe Gogov)         | Nominado (con Đorđe Gogov)         | Nominado (con Đorđe Gogov)         | Nominado (con Đorđe Gogov)         | Nominado (con Đorđe Gogov)         | Nominado (con Đorđe Gogov)         | Nominado (con Đorđe Gogov)         | Nominado (con Đorđe Gogov)         | Nominado (con Đorđe Gogov)         | Nominado (con Đorđe Gogov)         | Nominado (con Đorđe Gogov)         | Nominado (con Đorđe Gogov)         | Nominado (con Đorđe Gogov)         | Nominado (con Đorđe Gogov)         | Nominado (con Đorđe Gogov)         | Nominado (con Đorđe Gogov)         | Nominado (con Đorđe Gogov)         | Nominado (con Đorđe Gogov)         | Nominado (con Đorđe Gogov)         | Nominado (con Đorđe Gogov)         | Nominado (con Đorđe Gogov)         | Nominado (con Đorđe Gogov)         | Nominado (con Đorđe Gogov)         | Nominado (con Đorđe Gogov)         | Nominado (con Đorđe Gogov)         | Nominado (con Đorđe Gogov)         | Nominado (con Đorđe Gogov)         | Nominado (con Đorđe Gogov)         | Nominado (con Đorđe Gogov)         | Nominado (con Đorđe Gogov)         | Nominado (con Đorđe Gogov)         | Nominado (con Đorđe Gogov)         | Nominado (con Đorđe Gogov)         | Nominado (con Đorđe Gogov)         | Nominado (con Đorđe Gogov)         | Nominado (con Đorđe Gogov)         | Nominado (con Đorđe Gogov)         | Nominado (con Đorđe Gogov)         | Nominado (con Đorđe Gogov)         | Nominado (con Đorđe Gogov)         | Nominado (con Đorđe Gogov)         | Nominado (con Đorđe Gogov)         |
| 9         | 9         | 9         | 9         | 9         | 9         | 9         | 9         | 9         | 9         | 9         | 9         | 9         | 9         | 9         | 9         | 9         | 9         | 9         | 9         | 9         | 9         | 9         | 9         | 9         | 9         | 9         | 9         | 9         | 9         | 9         | 9         | 9         | 9         | 9         | 9         | 9         | 9         | 9         | 9         | 9         | 9         | 9         | 9         | 9         | 9         | 9         | 9         | 9         | 9         | 9         | 9         | 9         | 9         | 9         | 9         | 9         | 9         | 9         | 9         | 9         | 9         | 9         | 9         | 9         | 9         | 9         | 9         | 9         | 9         | 9         | 9         | 9         | 9         | 9         | 9         | 9         | 9         | 9         | 9         | 9         | 9         | 9         | 9         | 9         | 9         | 9         | 9         | 9         | 9         | More Than Words Are You Gonna Go My Way Himna OT (rock version)      | More Than Words Are You Gonna Go My Way Himna OT (rock version)      | More Than Words Are You Gonna Go My Way Himna OT (rock version)      | More Than Words Are You Gonna Go My Way Himna OT (rock version)      | More Than Words Are You Gonna Go My Way Himna OT (rock version)      | More Than Words Are You Gonna Go My Way Himna OT (rock version)      | More Than Words Are You Gonna Go My Way Himna OT (rock version)      | More Than Words Are You Gonna Go My Way Himna OT (rock version)      | More Than Words Are You Gonna Go My Way Himna OT (rock version)      | More Than Words Are You Gonna Go My Way Himna OT (rock version)      | More Than Words Are You Gonna Go My Way Himna OT (rock version)      | More Than Words Are You Gonna Go My Way Himna OT (rock version)      | More Than Words Are You Gonna Go My Way Himna OT (rock version)      | More Than Words Are You Gonna Go My Way Himna OT (rock version)      | More Than Words Are You Gonna Go My Way Himna OT (rock version)      | More Than Words Are You Gonna Go My Way Himna OT (rock version)      | More Than Words Are You Gonna Go My Way Himna OT (rock version)      | More Than Words Are You Gonna Go My Way Himna OT (rock version)      | More Than Words Are You Gonna Go My Way Himna OT (rock version)      | More Than Words Are You Gonna Go My Way Himna OT (rock version)      | More Than Words Are You Gonna Go My Way Himna OT (rock version)      | More Than Words Are You Gonna Go My Way Himna OT (rock version)      | More Than Words Are You Gonna Go My Way Himna OT (rock version)      | More Than Words Are You Gonna Go My Way Himna OT (rock version)      | More Than Words Are You Gonna Go My Way Himna OT (rock version)      | More Than Words Are You Gonna Go My Way Himna OT (rock version)      | More Than Words Are You Gonna Go My Way Himna OT (rock version)      | More Than Words Are You Gonna Go My Way Himna OT (rock version)      | More Than Words Are You Gonna Go My Way Himna OT (rock version)      | More Than Words Are You Gonna Go My Way Himna OT (rock version)      | More Than Words Are You Gonna Go My Way Himna OT (rock version)      | More Than Words Are You Gonna Go My Way Himna OT (rock version)      | More Than Words Are You Gonna Go My Way Himna OT (rock version)      | More Than Words Are You Gonna Go My Way Himna OT (rock version)      | More Than Words Are You Gonna Go My Way Himna OT (rock version)      | More Than Words Are You Gonna Go My Way Himna OT (rock version)      | More Than Words Are You Gonna Go My Way Himna OT (rock version)      | More Than Words Are You Gonna Go My Way Himna OT (rock version)      | More Than Words Are You Gonna Go My Way Himna OT (rock version)      | More Than Words Are You Gonna Go My Way Himna OT (rock version)      | More Than Words Are You Gonna Go My Way Himna OT (rock version)      | More Than Words Are You Gonna Go My Way Himna OT (rock version)      | More Than Words Are You Gonna Go My Way Himna OT (rock version)      | More Than Words Are You Gonna Go My Way Himna OT (rock version)      | More Than Words Are You Gonna Go My Way Himna OT (rock version)      | More Than Words Are You Gonna Go My Way Himna OT (rock version)      | More Than Words Are You Gonna Go My Way Himna OT (rock version)      | More Than Words Are You Gonna Go My Way Himna OT (rock version)      | More Than Words Are You Gonna Go My Way Himna OT (rock version)      | More Than Words Are You Gonna Go My Way Himna OT (rock version)      | More Than Words Are You Gonna Go My Way Himna OT (rock version)      | More Than Words Are You Gonna Go My Way Himna OT (rock version)      | More Than Words Are You Gonna Go My Way Himna OT (rock version)      | More Than Words Are You Gonna Go My Way Himna OT (rock version)      | More Than Words Are You Gonna Go My Way Himna OT (rock version)      | More Than Words Are You Gonna Go My Way Himna OT (rock version)      | More Than Words Are You Gonna Go My Way Himna OT (rock version)      | More Than Words Are You Gonna Go My Way Himna OT (rock version)      | More Than Words Are You Gonna Go My Way Himna OT (rock version)      | More Than Words Are You Gonna Go My Way Himna OT (rock version)      | More Than Words Are You Gonna Go My Way Himna OT (rock version)      | More Than Words Are You Gonna Go My Way Himna OT (rock version)      | More Than Words Are You Gonna Go My Way Himna OT (rock version)      | More Than Words Are You Gonna Go My Way Himna OT (rock version)      | More Than Words Are You Gonna Go My Way Himna OT (rock version)      | More Than Words Are You Gonna Go My Way Himna OT (rock version)      | More Than Words Are You Gonna Go My Way Himna OT (rock version)      | More Than Words Are You Gonna Go My Way Himna OT (rock version)      | More Than Words Are You Gonna Go My Way Himna OT (rock version)      | More Than Words Are You Gonna Go My Way Himna OT (rock version)      | More Than Words Are You Gonna Go My Way Himna OT (rock version)      | More Than Words Are You Gonna Go My Way Himna OT (rock version)      | More Than Words Are You Gonna Go My Way Himna OT (rock version)      | More Than Words Are You Gonna Go My Way Himna OT (rock version)      | More Than Words Are You Gonna Go My Way Himna OT (rock version)      | More Than Words Are You Gonna Go My Way Himna OT (rock version)      | More Than Words Are You Gonna Go My Way Himna OT (rock version)      | More Than Words Are You Gonna Go My Way Himna OT (rock version)      | More Than Words Are You Gonna Go My Way Himna OT (rock version)      | More Than Words Are You Gonna Go My Way Himna OT (rock version)      | More Than Words Are You Gonna Go My Way Himna OT (rock version)      | More Than Words Are You Gonna Go My Way Himna OT (rock version)      | More Than Words Are You Gonna Go My Way Himna OT (rock version)      | More Than Words Are You Gonna Go My Way Himna OT (rock version)      | More Than Words Are You Gonna Go My Way Himna OT (rock version)      | More Than Words Are You Gonna Go My Way Himna OT (rock version)      | More Than Words Are You Gonna Go My Way Himna OT (rock version)      | More Than Words Are You Gonna Go My Way Himna OT (rock version)      | More Than Words Are You Gonna Go My Way Himna OT (rock version)      | More Than Words Are You Gonna Go My Way Himna OT (rock version)      | More Than Words Are You Gonna Go My Way Himna OT (rock version)      | More Than Words Are You Gonna Go My Way Himna OT (rock version)      | More Than Words Are You Gonna Go My Way Himna OT (rock version)      | More Than Words Are You Gonna Go My Way Himna OT (rock version)      | More Than Words Are You Gonna Go My Way Himna OT (rock version)      | More Than Words Are You Gonna Go My Way Himna OT (rock version)      | More Than Words Are You Gonna Go My Way Himna OT (rock version)      | More Than Words Are You Gonna Go My Way Himna OT (rock version)      | More Than Words Are You Gonna Go My Way Himna OT (rock version)      | More Than Words Are You Gonna Go My Way Himna OT (rock version)      | solo duo con Đorđe Gogov todos los estudiantes de la Gala 9                | solo duo con Đorđe Gogov todos los estudiantes de la Gala 9                | solo duo con Đorđe Gogov todos los estudiantes de la Gala 9                | solo duo con Đorđe Gogov todos los estudiantes de la Gala 9                | solo duo con Đorđe Gogov todos los estudiantes de la Gala 9                | solo duo con Đorđe Gogov todos los estudiantes de la Gala 9                | solo duo con Đorđe Gogov todos los estudiantes de la Gala 9                | solo duo con Đorđe Gogov todos los estudiantes de la Gala 9                | solo duo con Đorđe Gogov todos los estudiantes de la Gala 9                | solo duo con Đorđe Gogov todos los estudiantes de la Gala 9                | solo duo con Đorđe Gogov todos los estudiantes de la Gala 9                | solo duo con Đorđe Gogov todos los estudiantes de la Gala 9                | solo duo con Đorđe Gogov todos los estudiantes de la Gala 9                | solo duo con Đorđe Gogov todos los estudiantes de la Gala 9                | solo duo con Đorđe Gogov todos los estudiantes de la Gala 9                | solo duo con Đorđe Gogov todos los estudiantes de la Gala 9                | solo duo con Đorđe Gogov todos los estudiantes de la Gala 9                | solo duo con Đorđe Gogov todos los estudiantes de la Gala 9                | solo duo con Đorđe Gogov todos los estudiantes de la Gala 9                | solo duo con Đorđe Gogov todos los estudiantes de la Gala 9                | solo duo con Đorđe Gogov todos los estudiantes de la Gala 9                | solo duo con Đorđe Gogov todos los estudiantes de la Gala 9                | solo duo con Đorđe Gogov todos los estudiantes de la Gala 9                | solo duo con Đorđe Gogov todos los estudiantes de la Gala 9                | solo duo con Đorđe Gogov todos los estudiantes de la Gala 9                | solo duo con Đorđe Gogov todos los estudiantes de la Gala 9                | solo duo con Đorđe Gogov todos los estudiantes de la Gala 9                | solo duo con Đorđe Gogov todos los estudiantes de la Gala 9                | solo duo con Đorđe Gogov todos los estudiantes de la Gala 9                | solo duo con Đorđe Gogov todos los estudiantes de la Gala 9                | solo duo con Đorđe Gogov todos los estudiantes de la Gala 9                | solo duo con Đorđe Gogov todos los estudiantes de la Gala 9                | solo duo con Đorđe Gogov todos los estudiantes de la Gala 9                | solo duo con Đorđe Gogov todos los estudiantes de la Gala 9                | solo duo con Đorđe Gogov todos los estudiantes de la Gala 9                | solo duo con Đorđe Gogov todos los estudiantes de la Gala 9                | solo duo con Đorđe Gogov todos los estudiantes de la Gala 9                | solo duo con Đorđe Gogov todos los estudiantes de la Gala 9                | solo duo con Đorđe Gogov todos los estudiantes de la Gala 9                | solo duo con Đorđe Gogov todos los estudiantes de la Gala 9                | solo duo con Đorđe Gogov todos los estudiantes de la Gala 9                | solo duo con Đorđe Gogov todos los estudiantes de la Gala 9                | solo duo con Đorđe Gogov todos los estudiantes de la Gala 9                | solo duo con Đorđe Gogov todos los estudiantes de la Gala 9                | solo duo con Đorđe Gogov todos los estudiantes de la Gala 9                | solo duo con Đorđe Gogov todos los estudiantes de la Gala 9                | solo duo con Đorđe Gogov todos los estudiantes de la Gala 9                | solo duo con Đorđe Gogov todos los estudiantes de la Gala 9                | solo duo con Đorđe Gogov todos los estudiantes de la Gala 9                | solo duo con Đorđe Gogov todos los estudiantes de la Gala 9                | solo duo con Đorđe Gogov todos los estudiantes de la Gala 9                | solo duo con Đorđe Gogov todos los estudiantes de la Gala 9                | solo duo con Đorđe Gogov todos los estudiantes de la Gala 9                | solo duo con Đorđe Gogov todos los estudiantes de la Gala 9                | solo duo con Đorđe Gogov todos los estudiantes de la Gala 9                | solo duo con Đorđe Gogov todos los estudiantes de la Gala 9                | solo duo con Đorđe Gogov todos los estudiantes de la Gala 9                | solo duo con Đorđe Gogov todos los estudiantes de la Gala 9                | solo duo con Đorđe Gogov todos los estudiantes de la Gala 9                | solo duo con Đorđe Gogov todos los estudiantes de la Gala 9                | solo duo con Đorđe Gogov todos los estudiantes de la Gala 9                | solo duo con Đorđe Gogov todos los estudiantes de la Gala 9                | solo duo con Đorđe Gogov todos los estudiantes de la Gala 9                | solo duo con Đorđe Gogov todos los estudiantes de la Gala 9                | solo duo con Đorđe Gogov todos los estudiantes de la Gala 9                | solo duo con Đorđe Gogov todos los estudiantes de la Gala 9                | solo duo con Đorđe Gogov todos los estudiantes de la Gala 9                | solo duo con Đorđe Gogov todos los estudiantes de la Gala 9                | solo duo con Đorđe Gogov todos los estudiantes de la Gala 9                | solo duo con Đorđe Gogov todos los estudiantes de la Gala 9                | solo duo con Đorđe Gogov todos los estudiantes de la Gala 9                | solo duo con Đorđe Gogov todos los estudiantes de la Gala 9                | solo duo con Đorđe Gogov todos los estudiantes de la Gala 9                | solo duo con Đorđe Gogov todos los estudiantes de la Gala 9                | solo duo con Đorđe Gogov todos los estudiantes de la Gala 9                | solo duo con Đorđe Gogov todos los estudiantes de la Gala 9                | solo duo con Đorđe Gogov todos los estudiantes de la Gala 9                | solo duo con Đorđe Gogov todos los estudiantes de la Gala 9                | solo duo con Đorđe Gogov todos los estudiantes de la Gala 9                | solo duo con Đorđe Gogov todos los estudiantes de la Gala 9                | solo duo con Đorđe Gogov todos los estudiantes de la Gala 9                | solo duo con Đorđe Gogov todos los estudiantes de la Gala 9                | solo duo con Đorđe Gogov todos los estudiantes de la Gala 9                | solo duo con Đorđe Gogov todos los estudiantes de la Gala 9                | solo duo con Đorđe Gogov todos los estudiantes de la Gala 9                | solo duo con Đorđe Gogov todos los estudiantes de la Gala 9                | solo duo con Đorđe Gogov todos los estudiantes de la Gala 9                | solo duo con Đorđe Gogov todos los estudiantes de la Gala 9                | solo duo con Đorđe Gogov todos los estudiantes de la Gala 9                | solo duo con Đorđe Gogov todos los estudiantes de la Gala 9                | solo duo con Đorđe Gogov todos los estudiantes de la Gala 9                | solo duo con Đorđe Gogov todos los estudiantes de la Gala 9                | solo duo con Đorđe Gogov todos los estudiantes de la Gala 9                | solo duo con Đorđe Gogov todos los estudiantes de la Gala 9                | solo duo con Đorđe Gogov todos los estudiantes de la Gala 9                | solo duo con Đorđe Gogov todos los estudiantes de la Gala 9                | solo duo con Đorđe Gogov todos los estudiantes de la Gala 9                | solo duo con Đorđe Gogov todos los estudiantes de la Gala 9                | solo duo con Đorđe Gogov todos los estudiantes de la Gala 9                | solo duo con Đorđe Gogov todos los estudiantes de la Gala 9                | solo duo con Đorđe Gogov todos los estudiantes de la Gala 9                | solo duo con Đorđe Gogov todos los estudiantes de la Gala 9                | solo duo con Đorđe Gogov todos los estudiantes de la Gala 9                | solo duo con Đorđe Gogov todos los estudiantes de la Gala 9                | solo duo con Đorđe Gogov todos los estudiantes de la Gala 9                | solo duo con Đorđe Gogov todos los estudiantes de la Gala 9                | solo duo con Đorđe Gogov todos los estudiantes de la Gala 9                | solo duo con Đorđe Gogov todos los estudiantes de la Gala 9                | solo duo con Đorđe Gogov todos los estudiantes de la Gala 9                | solo duo con Đorđe Gogov todos los estudiantes de la Gala 9                | solo duo con Đorđe Gogov todos los estudiantes de la Gala 9                | solo duo con Đorđe Gogov todos los estudiantes de la Gala 9                | solo duo con Đorđe Gogov todos los estudiantes de la Gala 9                | solo duo con Đorđe Gogov todos los estudiantes de la Gala 9                | solo duo con Đorđe Gogov todos los estudiantes de la Gala 9                | solo duo con Đorđe Gogov todos los estudiantes de la Gala 9                | solo duo con Đorđe Gogov todos los estudiantes de la Gala 9                | solo duo con Đorđe Gogov todos los estudiantes de la Gala 9                | solo duo con Đorđe Gogov todos los estudiantes de la Gala 9                | solo duo con Đorđe Gogov todos los estudiantes de la Gala 9                | solo duo con Đorđe Gogov todos los estudiantes de la Gala 9                | solo duo con Đorđe Gogov todos los estudiantes de la Gala 9                | solo duo con Đorđe Gogov todos los estudiantes de la Gala 9                | solo duo con Đorđe Gogov todos los estudiantes de la Gala 9                | solo duo con Đorđe Gogov todos los estudiantes de la Gala 9                | solo duo con Đorđe Gogov todos los estudiantes de la Gala 9                | solo duo con Đorđe Gogov todos los estudiantes de la Gala 9                | solo duo con Đorđe Gogov todos los estudiantes de la Gala 9                | solo duo con Đorđe Gogov todos los estudiantes de la Gala 9                | solo duo con Đorđe Gogov todos los estudiantes de la Gala 9                | Extreme Lenny Kravitz                      | Extreme Lenny Kravitz                      | Extreme Lenny Kravitz                      | Extreme Lenny Kravitz                      | Extreme Lenny Kravitz                      | Extreme Lenny Kravitz                      | Extreme Lenny Kravitz                      | Extreme Lenny Kravitz                      | Extreme Lenny Kravitz                      | Extreme Lenny Kravitz                      | Extreme Lenny Kravitz                      | Extreme Lenny Kravitz                      | Extreme Lenny Kravitz                      | Extreme Lenny Kravitz                      | Extreme Lenny Kravitz                      | Extreme Lenny Kravitz                      | Extreme Lenny Kravitz                      | Extreme Lenny Kravitz                      | Extreme Lenny Kravitz                      | Extreme Lenny Kravitz                      | Extreme Lenny Kravitz                      | Extreme Lenny Kravitz                      | Extreme Lenny Kravitz                      | Extreme Lenny Kravitz                      | Extreme Lenny Kravitz                      | Extreme Lenny Kravitz                      | Extreme Lenny Kravitz                      | Extreme Lenny Kravitz                      | Extreme Lenny Kravitz                      | Extreme Lenny Kravitz                      | Extreme Lenny Kravitz                      | Extreme Lenny Kravitz                      | Extreme Lenny Kravitz                      | Extreme Lenny Kravitz                      | Extreme Lenny Kravitz                      | Extreme Lenny Kravitz                      | Extreme Lenny Kravitz                      | Extreme Lenny Kravitz                      | Extreme Lenny Kravitz                      | Extreme Lenny Kravitz                      | Extreme Lenny Kravitz                      | Extreme Lenny Kravitz                      | Extreme Lenny Kravitz                      | Extreme Lenny Kravitz                      | Extreme Lenny Kravitz                      | Extreme Lenny Kravitz                      | Extreme Lenny Kravitz                      | Extreme Lenny Kravitz                      | Extreme Lenny Kravitz                      | Extreme Lenny Kravitz                      | Extreme Lenny Kravitz                      | Extreme Lenny Kravitz                      | Extreme Lenny Kravitz                      | Extreme Lenny Kravitz                      | Extreme Lenny Kravitz                      | Extreme Lenny Kravitz                      | Extreme Lenny Kravitz                      | Extreme Lenny Kravitz                      | Extreme Lenny Kravitz                      | Extreme Lenny Kravitz                      | Extreme Lenny Kravitz                      | Extreme Lenny Kravitz                      | Extreme Lenny Kravitz                      | Extreme Lenny Kravitz                      | Extreme Lenny Kravitz                      | Extreme Lenny Kravitz                      | Extreme Lenny Kravitz                      | Extreme Lenny Kravitz                      | Extreme Lenny Kravitz                      | Extreme Lenny Kravitz                      | Extreme Lenny Kravitz                      | Extreme Lenny Kravitz                      | Extreme Lenny Kravitz                      | Extreme Lenny Kravitz                      | Extreme Lenny Kravitz                      | Extreme Lenny Kravitz                      | Extreme Lenny Kravitz                      | Extreme Lenny Kravitz                      | Extreme Lenny Kravitz                      | Extreme Lenny Kravitz                      | Extreme Lenny Kravitz                      | Extreme Lenny Kravitz                      | Extreme Lenny Kravitz                      | Extreme Lenny Kravitz                      | Extreme Lenny Kravitz                      | Extreme Lenny Kravitz                      | Extreme Lenny Kravitz                      | Extreme Lenny Kravitz                      | Extreme Lenny Kravitz                      | Extreme Lenny Kravitz                      | Extreme Lenny Kravitz                      | Extreme Lenny Kravitz                      | Extreme Lenny Kravitz                      | Extreme Lenny Kravitz                      | Extreme Lenny Kravitz                      | Extreme Lenny Kravitz                      | Extreme Lenny Kravitz                      | Extreme Lenny Kravitz                      | Extreme Lenny Kravitz                      | Extreme Lenny Kravitz                      | paso / Salvado                     | paso / Salvado                     | paso / Salvado                     | paso / Salvado                     | paso / Salvado                     | paso / Salvado                     | paso / Salvado                     | paso / Salvado                     | paso / Salvado                     | paso / Salvado                     | paso / Salvado                     | paso / Salvado                     | paso / Salvado                     | paso / Salvado                     | paso / Salvado                     | paso / Salvado                     | paso / Salvado                     | paso / Salvado                     | paso / Salvado                     | paso / Salvado                     | paso / Salvado                     | paso / Salvado                     | paso / Salvado                     | paso / Salvado                     | paso / Salvado                     | paso / Salvado                     | paso / Salvado                     | paso / Salvado                     | paso / Salvado                     | paso / Salvado                     | paso / Salvado                     | paso / Salvado                     | paso / Salvado                     | paso / Salvado                     | paso / Salvado                     | paso / Salvado                     | paso / Salvado                     | paso / Salvado                     | paso / Salvado                     | paso / Salvado                     | paso / Salvado                     | paso / Salvado                     | paso / Salvado                     | paso / Salvado                     | paso / Salvado                     | paso / Salvado                     | paso / Salvado                     | paso / Salvado                     | paso / Salvado                     | paso / Salvado                     | paso / Salvado                     | paso / Salvado                     | paso / Salvado                     | paso / Salvado                     | paso / Salvado                     | paso / Salvado                     | paso / Salvado                     | paso / Salvado                     | paso / Salvado                     | paso / Salvado                     | paso / Salvado                     | paso / Salvado                     | paso / Salvado                     | paso / Salvado                     | paso / Salvado                     | paso / Salvado                     | paso / Salvado                     | paso / Salvado                     | paso / Salvado                     | paso / Salvado                     | paso / Salvado                     | paso / Salvado                     | paso / Salvado                     | paso / Salvado                     | paso / Salvado                     | paso / Salvado                     | paso / Salvado                     | paso / Salvado                     | paso / Salvado                     | paso / Salvado                     | paso / Salvado                     | paso / Salvado                     | paso / Salvado                     | paso / Salvado                     | paso / Salvado                     | paso / Salvado                     | paso / Salvado                     | paso / Salvado                     | paso / Salvado                     | paso / Salvado                     | paso / Salvado                     | paso / Salvado                     | paso / Salvado                     | paso / Salvado                     | paso / Salvado                     | paso / Salvado                     | paso / Salvado                     | paso / Salvado                     | paso / Salvado                     | paso / Salvado                     |
| 10        | 10        | 10        | 10        | 10        | 10        | 10        | 10        | 10        | 10        | 10        | 10        | 10        | 10        | 10        | 10        | 10        | 10        | 10        | 10        | 10        | 10        | 10        | 10        | 10        | 10        | 10        | 10        | 10        | 10        | 10        | 10        | 10        | 10        | 10        | 10        | 10        | 10        | 10        | 10        | 10        | 10        | 10        | 10        | 10        | 10        | 10        | 10        | 10        | 10        | 10        | 10        | 10        | 10        | 10        | 10        | 10        | 10        | 10        | 10        | 10        | 10        | 10        | 10        | 10        | 10        | 10        | 10        | 10        | 10        | 10        | 10        | 10        | 10        | 10        | 10        | 10        | 10        | 10        | 10        | 10        | 10        | 10        | 10        | 10        | 10        | 10        | 10        | 10        | 10        | Kreni prema meni Help!/ A Hard Day's Night                           | Kreni prema meni Help!/ A Hard Day's Night                           | Kreni prema meni Help!/ A Hard Day's Night                           | Kreni prema meni Help!/ A Hard Day's Night                           | Kreni prema meni Help!/ A Hard Day's Night                           | Kreni prema meni Help!/ A Hard Day's Night                           | Kreni prema meni Help!/ A Hard Day's Night                           | Kreni prema meni Help!/ A Hard Day's Night                           | Kreni prema meni Help!/ A Hard Day's Night                           | Kreni prema meni Help!/ A Hard Day's Night                           | Kreni prema meni Help!/ A Hard Day's Night                           | Kreni prema meni Help!/ A Hard Day's Night                           | Kreni prema meni Help!/ A Hard Day's Night                           | Kreni prema meni Help!/ A Hard Day's Night                           | Kreni prema meni Help!/ A Hard Day's Night                           | Kreni prema meni Help!/ A Hard Day's Night                           | Kreni prema meni Help!/ A Hard Day's Night                           | Kreni prema meni Help!/ A Hard Day's Night                           | Kreni prema meni Help!/ A Hard Day's Night                           | Kreni prema meni Help!/ A Hard Day's Night                           | Kreni prema meni Help!/ A Hard Day's Night                           | Kreni prema meni Help!/ A Hard Day's Night                           | Kreni prema meni Help!/ A Hard Day's Night                           | Kreni prema meni Help!/ A Hard Day's Night                           | Kreni prema meni Help!/ A Hard Day's Night                           | Kreni prema meni Help!/ A Hard Day's Night                           | Kreni prema meni Help!/ A Hard Day's Night                           | Kreni prema meni Help!/ A Hard Day's Night                           | Kreni prema meni Help!/ A Hard Day's Night                           | Kreni prema meni Help!/ A Hard Day's Night                           | Kreni prema meni Help!/ A Hard Day's Night                           | Kreni prema meni Help!/ A Hard Day's Night                           | Kreni prema meni Help!/ A Hard Day's Night                           | Kreni prema meni Help!/ A Hard Day's Night                           | Kreni prema meni Help!/ A Hard Day's Night                           | Kreni prema meni Help!/ A Hard Day's Night                           | Kreni prema meni Help!/ A Hard Day's Night                           | Kreni prema meni Help!/ A Hard Day's Night                           | Kreni prema meni Help!/ A Hard Day's Night                           | Kreni prema meni Help!/ A Hard Day's Night                           | Kreni prema meni Help!/ A Hard Day's Night                           | Kreni prema meni Help!/ A Hard Day's Night                           | Kreni prema meni Help!/ A Hard Day's Night                           | Kreni prema meni Help!/ A Hard Day's Night                           | Kreni prema meni Help!/ A Hard Day's Night                           | Kreni prema meni Help!/ A Hard Day's Night                           | Kreni prema meni Help!/ A Hard Day's Night                           | Kreni prema meni Help!/ A Hard Day's Night                           | Kreni prema meni Help!/ A Hard Day's Night                           | Kreni prema meni Help!/ A Hard Day's Night                           | Kreni prema meni Help!/ A Hard Day's Night                           | Kreni prema meni Help!/ A Hard Day's Night                           | Kreni prema meni Help!/ A Hard Day's Night                           | Kreni prema meni Help!/ A Hard Day's Night                           | Kreni prema meni Help!/ A Hard Day's Night                           | Kreni prema meni Help!/ A Hard Day's Night                           | Kreni prema meni Help!/ A Hard Day's Night                           | Kreni prema meni Help!/ A Hard Day's Night                           | Kreni prema meni Help!/ A Hard Day's Night                           | Kreni prema meni Help!/ A Hard Day's Night                           | Kreni prema meni Help!/ A Hard Day's Night                           | Kreni prema meni Help!/ A Hard Day's Night                           | Kreni prema meni Help!/ A Hard Day's Night                           | Kreni prema meni Help!/ A Hard Day's Night                           | Kreni prema meni Help!/ A Hard Day's Night                           | Kreni prema meni Help!/ A Hard Day's Night                           | Kreni prema meni Help!/ A Hard Day's Night                           | Kreni prema meni Help!/ A Hard Day's Night                           | Kreni prema meni Help!/ A Hard Day's Night                           | Kreni prema meni Help!/ A Hard Day's Night                           | Kreni prema meni Help!/ A Hard Day's Night                           | Kreni prema meni Help!/ A Hard Day's Night                           | Kreni prema meni Help!/ A Hard Day's Night                           | Kreni prema meni Help!/ A Hard Day's Night                           | Kreni prema meni Help!/ A Hard Day's Night                           | Kreni prema meni Help!/ A Hard Day's Night                           | Kreni prema meni Help!/ A Hard Day's Night                           | Kreni prema meni Help!/ A Hard Day's Night                           | Kreni prema meni Help!/ A Hard Day's Night                           | Kreni prema meni Help!/ A Hard Day's Night                           | Kreni prema meni Help!/ A Hard Day's Night                           | Kreni prema meni Help!/ A Hard Day's Night                           | Kreni prema meni Help!/ A Hard Day's Night                           | Kreni prema meni Help!/ A Hard Day's Night                           | Kreni prema meni Help!/ A Hard Day's Night                           | Kreni prema meni Help!/ A Hard Day's Night                           | Kreni prema meni Help!/ A Hard Day's Night                           | Kreni prema meni Help!/ A Hard Day's Night                           | Kreni prema meni Help!/ A Hard Day's Night                           | Kreni prema meni Help!/ A Hard Day's Night                           | Kreni prema meni Help!/ A Hard Day's Night                           | Kreni prema meni Help!/ A Hard Day's Night                           | Kreni prema meni Help!/ A Hard Day's Night                           | Kreni prema meni Help!/ A Hard Day's Night                           | Kreni prema meni Help!/ A Hard Day's Night                           | Kreni prema meni Help!/ A Hard Day's Night                           | Kreni prema meni Help!/ A Hard Day's Night                           | Kreni prema meni Help!/ A Hard Day's Night                           | Kreni prema meni Help!/ A Hard Day's Night                           | Kreni prema meni Help!/ A Hard Day's Night                           | Solo todos los estudiantes hombres de la Gala 10                           | Solo todos los estudiantes hombres de la Gala 10                           | Solo todos los estudiantes hombres de la Gala 10                           | Solo todos los estudiantes hombres de la Gala 10                           | Solo todos los estudiantes hombres de la Gala 10                           | Solo todos los estudiantes hombres de la Gala 10                           | Solo todos los estudiantes hombres de la Gala 10                           | Solo todos los estudiantes hombres de la Gala 10                           | Solo todos los estudiantes hombres de la Gala 10                           | Solo todos los estudiantes hombres de la Gala 10                           | Solo todos los estudiantes hombres de la Gala 10                           | Solo todos los estudiantes hombres de la Gala 10                           | Solo todos los estudiantes hombres de la Gala 10                           | Solo todos los estudiantes hombres de la Gala 10                           | Solo todos los estudiantes hombres de la Gala 10                           | Solo todos los estudiantes hombres de la Gala 10                           | Solo todos los estudiantes hombres de la Gala 10                           | Solo todos los estudiantes hombres de la Gala 10                           | Solo todos los estudiantes hombres de la Gala 10                           | Solo todos los estudiantes hombres de la Gala 10                           | Solo todos los estudiantes hombres de la Gala 10                           | Solo todos los estudiantes hombres de la Gala 10                           | Solo todos los estudiantes hombres de la Gala 10                           | Solo todos los estudiantes hombres de la Gala 10                           | Solo todos los estudiantes hombres de la Gala 10                           | Solo todos los estudiantes hombres de la Gala 10                           | Solo todos los estudiantes hombres de la Gala 10                           | Solo todos los estudiantes hombres de la Gala 10                           | Solo todos los estudiantes hombres de la Gala 10                           | Solo todos los estudiantes hombres de la Gala 10                           | Solo todos los estudiantes hombres de la Gala 10                           | Solo todos los estudiantes hombres de la Gala 10                           | Solo todos los estudiantes hombres de la Gala 10                           | Solo todos los estudiantes hombres de la Gala 10                           | Solo todos los estudiantes hombres de la Gala 10                           | Solo todos los estudiantes hombres de la Gala 10                           | Solo todos los estudiantes hombres de la Gala 10                           | Solo todos los estudiantes hombres de la Gala 10                           | Solo todos los estudiantes hombres de la Gala 10                           | Solo todos los estudiantes hombres de la Gala 10                           | Solo todos los estudiantes hombres de la Gala 10                           | Solo todos los estudiantes hombres de la Gala 10                           | Solo todos los estudiantes hombres de la Gala 10                           | Solo todos los estudiantes hombres de la Gala 10                           | Solo todos los estudiantes hombres de la Gala 10                           | Solo todos los estudiantes hombres de la Gala 10                           | Solo todos los estudiantes hombres de la Gala 10                           | Solo todos los estudiantes hombres de la Gala 10                           | Solo todos los estudiantes hombres de la Gala 10                           | Solo todos los estudiantes hombres de la Gala 10                           | Solo todos los estudiantes hombres de la Gala 10                           | Solo todos los estudiantes hombres de la Gala 10                           | Solo todos los estudiantes hombres de la Gala 10                           | Solo todos los estudiantes hombres de la Gala 10                           | Solo todos los estudiantes hombres de la Gala 10                           | Solo todos los estudiantes hombres de la Gala 10                           | Solo todos los estudiantes hombres de la Gala 10                           | Solo todos los estudiantes hombres de la Gala 10                           | Solo todos los estudiantes hombres de la Gala 10                           | Solo todos los estudiantes hombres de la Gala 10                           | Solo todos los estudiantes hombres de la Gala 10                           | Solo todos los estudiantes hombres de la Gala 10                           | Solo todos los estudiantes hombres de la Gala 10                           | Solo todos los estudiantes hombres de la Gala 10                           | Solo todos los estudiantes hombres de la Gala 10                           | Solo todos los estudiantes hombres de la Gala 10                           | Solo todos los estudiantes hombres de la Gala 10                           | Solo todos los estudiantes hombres de la Gala 10                           | Solo todos los estudiantes hombres de la Gala 10                           | Solo todos los estudiantes hombres de la Gala 10                           | Solo todos los estudiantes hombres de la Gala 10                           | Solo todos los estudiantes hombres de la Gala 10                           | Solo todos los estudiantes hombres de la Gala 10                           | Solo todos los estudiantes hombres de la Gala 10                           | Solo todos los estudiantes hombres de la Gala 10                           | Solo todos los estudiantes hombres de la Gala 10                           | Solo todos los estudiantes hombres de la Gala 10                           | Solo todos los estudiantes hombres de la Gala 10                           | Solo todos los estudiantes hombres de la Gala 10                           | Solo todos los estudiantes hombres de la Gala 10                           | Solo todos los estudiantes hombres de la Gala 10                           | Solo todos los estudiantes hombres de la Gala 10                           | Solo todos los estudiantes hombres de la Gala 10                           | Solo todos los estudiantes hombres de la Gala 10                           | Solo todos los estudiantes hombres de la Gala 10                           | Solo todos los estudiantes hombres de la Gala 10                           | Solo todos los estudiantes hombres de la Gala 10                           | Solo todos los estudiantes hombres de la Gala 10                           | Solo todos los estudiantes hombres de la Gala 10                           | Solo todos los estudiantes hombres de la Gala 10                           | Solo todos los estudiantes hombres de la Gala 10                           | Solo todos los estudiantes hombres de la Gala 10                           | Solo todos los estudiantes hombres de la Gala 10                           | Solo todos los estudiantes hombres de la Gala 10                           | Solo todos los estudiantes hombres de la Gala 10                           | Solo todos los estudiantes hombres de la Gala 10                           | Solo todos los estudiantes hombres de la Gala 10                           | Solo todos los estudiantes hombres de la Gala 10                           | Solo todos los estudiantes hombres de la Gala 10                           | Solo todos los estudiantes hombres de la Gala 10                           | Solo todos los estudiantes hombres de la Gala 10                           | Solo todos los estudiantes hombres de la Gala 10                           | Solo todos los estudiantes hombres de la Gala 10                           | Solo todos los estudiantes hombres de la Gala 10                           | Solo todos los estudiantes hombres de la Gala 10                           | Solo todos los estudiantes hombres de la Gala 10                           | Solo todos los estudiantes hombres de la Gala 10                           | Solo todos los estudiantes hombres de la Gala 10                           | Solo todos los estudiantes hombres de la Gala 10                           | Solo todos los estudiantes hombres de la Gala 10                           | Solo todos los estudiantes hombres de la Gala 10                           | Solo todos los estudiantes hombres de la Gala 10                           | Solo todos los estudiantes hombres de la Gala 10                           | Solo todos los estudiantes hombres de la Gala 10                           | Solo todos los estudiantes hombres de la Gala 10                           | Solo todos los estudiantes hombres de la Gala 10                           | Solo todos los estudiantes hombres de la Gala 10                           | Solo todos los estudiantes hombres de la Gala 10                           | Solo todos los estudiantes hombres de la Gala 10                           | Solo todos los estudiantes hombres de la Gala 10                           | Solo todos los estudiantes hombres de la Gala 10                           | Solo todos los estudiantes hombres de la Gala 10                           | Solo todos los estudiantes hombres de la Gala 10                           | Solo todos los estudiantes hombres de la Gala 10                           | Solo todos los estudiantes hombres de la Gala 10                           | Solo todos los estudiantes hombres de la Gala 10                           | Solo todos los estudiantes hombres de la Gala 10                           | Solo todos los estudiantes hombres de la Gala 10                           | Solo todos los estudiantes hombres de la Gala 10                           | Solo todos los estudiantes hombres de la Gala 10                           | Partibrejkers The Beatles                  | Partibrejkers The Beatles                  | Partibrejkers The Beatles                  | Partibrejkers The Beatles                  | Partibrejkers The Beatles                  | Partibrejkers The Beatles                  | Partibrejkers The Beatles                  | Partibrejkers The Beatles                  | Partibrejkers The Beatles                  | Partibrejkers The Beatles                  | Partibrejkers The Beatles                  | Partibrejkers The Beatles                  | Partibrejkers The Beatles                  | Partibrejkers The Beatles                  | Partibrejkers The Beatles                  | Partibrejkers The Beatles                  | Partibrejkers The Beatles                  | Partibrejkers The Beatles                  | Partibrejkers The Beatles                  | Partibrejkers The Beatles                  | Partibrejkers The Beatles                  | Partibrejkers The Beatles                  | Partibrejkers The Beatles                  | Partibrejkers The Beatles                  | Partibrejkers The Beatles                  | Partibrejkers The Beatles                  | Partibrejkers The Beatles                  | Partibrejkers The Beatles                  | Partibrejkers The Beatles                  | Partibrejkers The Beatles                  | Partibrejkers The Beatles                  | Partibrejkers The Beatles                  | Partibrejkers The Beatles                  | Partibrejkers The Beatles                  | Partibrejkers The Beatles                  | Partibrejkers The Beatles                  | Partibrejkers The Beatles                  | Partibrejkers The Beatles                  | Partibrejkers The Beatles                  | Partibrejkers The Beatles                  | Partibrejkers The Beatles                  | Partibrejkers The Beatles                  | Partibrejkers The Beatles                  | Partibrejkers The Beatles                  | Partibrejkers The Beatles                  | Partibrejkers The Beatles                  | Partibrejkers The Beatles                  | Partibrejkers The Beatles                  | Partibrejkers The Beatles                  | Partibrejkers The Beatles                  | Partibrejkers The Beatles                  | Partibrejkers The Beatles                  | Partibrejkers The Beatles                  | Partibrejkers The Beatles                  | Partibrejkers The Beatles                  | Partibrejkers The Beatles                  | Partibrejkers The Beatles                  | Partibrejkers The Beatles                  | Partibrejkers The Beatles                  | Partibrejkers The Beatles                  | Partibrejkers The Beatles                  | Partibrejkers The Beatles                  | Partibrejkers The Beatles                  | Partibrejkers The Beatles                  | Partibrejkers The Beatles                  | Partibrejkers The Beatles                  | Partibrejkers The Beatles                  | Partibrejkers The Beatles                  | Partibrejkers The Beatles                  | Partibrejkers The Beatles                  | Partibrejkers The Beatles                  | Partibrejkers The Beatles                  | Partibrejkers The Beatles                  | Partibrejkers The Beatles                  | Partibrejkers The Beatles                  | Partibrejkers The Beatles                  | Partibrejkers The Beatles                  | Partibrejkers The Beatles                  | Partibrejkers The Beatles                  | Partibrejkers The Beatles                  | Partibrejkers The Beatles                  | Partibrejkers The Beatles                  | Partibrejkers The Beatles                  | Partibrejkers The Beatles                  | Partibrejkers The Beatles                  | Partibrejkers The Beatles                  | Partibrejkers The Beatles                  | Partibrejkers The Beatles                  | Partibrejkers The Beatles                  | Partibrejkers The Beatles                  | Partibrejkers The Beatles                  | Partibrejkers The Beatles                  | Partibrejkers The Beatles                  | Partibrejkers The Beatles                  | Partibrejkers The Beatles                  | Partibrejkers The Beatles                  | Partibrejkers The Beatles                  | Partibrejkers The Beatles                  | Partibrejkers The Beatles                  | Partibrejkers The Beatles                  | Nominado (con Nikola Sarić)        | Nominado (con Nikola Sarić)        | Nominado (con Nikola Sarić)        | Nominado (con Nikola Sarić)        | Nominado (con Nikola Sarić)        | Nominado (con Nikola Sarić)        | Nominado (con Nikola Sarić)        | Nominado (con Nikola Sarić)        | Nominado (con Nikola Sarić)        | Nominado (con Nikola Sarić)        | Nominado (con Nikola Sarić)        | Nominado (con Nikola Sarić)        | Nominado (con Nikola Sarić)        | Nominado (con Nikola Sarić)        | Nominado (con Nikola Sarić)        | Nominado (con Nikola Sarić)        | Nominado (con Nikola Sarić)        | Nominado (con Nikola Sarić)        | Nominado (con Nikola Sarić)        | Nominado (con Nikola Sarić)        | Nominado (con Nikola Sarić)        | Nominado (con Nikola Sarić)        | Nominado (con Nikola Sarić)        | Nominado (con Nikola Sarić)        | Nominado (con Nikola Sarić)        | Nominado (con Nikola Sarić)        | Nominado (con Nikola Sarić)        | Nominado (con Nikola Sarić)        | Nominado (con Nikola Sarić)        | Nominado (con Nikola Sarić)        | Nominado (con Nikola Sarić)        | Nominado (con Nikola Sarić)        | Nominado (con Nikola Sarić)        | Nominado (con Nikola Sarić)        | Nominado (con Nikola Sarić)        | Nominado (con Nikola Sarić)        | Nominado (con Nikola Sarić)        | Nominado (con Nikola Sarić)        | Nominado (con Nikola Sarić)        | Nominado (con Nikola Sarić)        | Nominado (con Nikola Sarić)        | Nominado (con Nikola Sarić)        | Nominado (con Nikola Sarić)        | Nominado (con Nikola Sarić)        | Nominado (con Nikola Sarić)        | Nominado (con Nikola Sarić)        | Nominado (con Nikola Sarić)        | Nominado (con Nikola Sarić)        | Nominado (con Nikola Sarić)        | Nominado (con Nikola Sarić)        | Nominado (con Nikola Sarić)        | Nominado (con Nikola Sarić)        | Nominado (con Nikola Sarić)        | Nominado (con Nikola Sarić)        | Nominado (con Nikola Sarić)        | Nominado (con Nikola Sarić)        | Nominado (con Nikola Sarić)        | Nominado (con Nikola Sarić)        | Nominado (con Nikola Sarić)        | Nominado (con Nikola Sarić)        | Nominado (con Nikola Sarić)        | Nominado (con Nikola Sarić)        | Nominado (con Nikola Sarić)        | Nominado (con Nikola Sarić)        | Nominado (con Nikola Sarić)        | Nominado (con Nikola Sarić)        | Nominado (con Nikola Sarić)        | Nominado (con Nikola Sarić)        | Nominado (con Nikola Sarić)        | Nominado (con Nikola Sarić)        | Nominado (con Nikola Sarić)        | Nominado (con Nikola Sarić)        | Nominado (con Nikola Sarić)        | Nominado (con Nikola Sarić)        | Nominado (con Nikola Sarić)        | Nominado (con Nikola Sarić)        | Nominado (con Nikola Sarić)        | Nominado (con Nikola Sarić)        | Nominado (con Nikola Sarić)        | Nominado (con Nikola Sarić)        | Nominado (con Nikola Sarić)        | Nominado (con Nikola Sarić)        | Nominado (con Nikola Sarić)        | Nominado (con Nikola Sarić)        | Nominado (con Nikola Sarić)        | Nominado (con Nikola Sarić)        | Nominado (con Nikola Sarić)        | Nominado (con Nikola Sarić)        | Nominado (con Nikola Sarić)        | Nominado (con Nikola Sarić)        | Nominado (con Nikola Sarić)        | Nominado (con Nikola Sarić)        | Nominado (con Nikola Sarić)        | Nominado (con Nikola Sarić)        | Nominado (con Nikola Sarić)        | Nominado (con Nikola Sarić)        | Nominado (con Nikola Sarić)        | Nominado (con Nikola Sarić)        | Nominado (con Nikola Sarić)        | Nominado (con Nikola Sarić)        |
| 11        | 11        | 11        | 11        | 11        | 11        | 11        | 11        | 11        | 11        | 11        | 11        | 11        | 11        | 11        | 11        | 11        | 11        | 11        | 11        | 11        | 11        | 11        | 11        | 11        | 11        | 11        | 11        | 11        | 11        | 11        | 11        | 11        | 11        | 11        | 11        | 11        | 11        | 11        | 11        | 11        | 11        | 11        | 11        | 11        | 11        | 11        | 11        | 11        | 11        | 11        | 11        | 11        | 11        | 11        | 11        | 11        | 11        | 11        | 11        | 11        | 11        | 11        | 11        | 11        | 11        | 11        | 11        | 11        | 11        | 11        | 11        | 11        | 11        | 11        | 11        | 11        | 11        | 11        | 11        | 11        | 11        | 11        | 11        | 11        | 11        | 11        | 11        | 11        | 11        | Smells Like Teen Spirit Balkan We Will Rock You We Are The Champions | Smells Like Teen Spirit Balkan We Will Rock You We Are The Champions | Smells Like Teen Spirit Balkan We Will Rock You We Are The Champions | Smells Like Teen Spirit Balkan We Will Rock You We Are The Champions | Smells Like Teen Spirit Balkan We Will Rock You We Are The Champions | Smells Like Teen Spirit Balkan We Will Rock You We Are The Champions | Smells Like Teen Spirit Balkan We Will Rock You We Are The Champions | Smells Like Teen Spirit Balkan We Will Rock You We Are The Champions | Smells Like Teen Spirit Balkan We Will Rock You We Are The Champions | Smells Like Teen Spirit Balkan We Will Rock You We Are The Champions | Smells Like Teen Spirit Balkan We Will Rock You We Are The Champions | Smells Like Teen Spirit Balkan We Will Rock You We Are The Champions | Smells Like Teen Spirit Balkan We Will Rock You We Are The Champions | Smells Like Teen Spirit Balkan We Will Rock You We Are The Champions | Smells Like Teen Spirit Balkan We Will Rock You We Are The Champions | Smells Like Teen Spirit Balkan We Will Rock You We Are The Champions | Smells Like Teen Spirit Balkan We Will Rock You We Are The Champions | Smells Like Teen Spirit Balkan We Will Rock You We Are The Champions | Smells Like Teen Spirit Balkan We Will Rock You We Are The Champions | Smells Like Teen Spirit Balkan We Will Rock You We Are The Champions | Smells Like Teen Spirit Balkan We Will Rock You We Are The Champions | Smells Like Teen Spirit Balkan We Will Rock You We Are The Champions | Smells Like Teen Spirit Balkan We Will Rock You We Are The Champions | Smells Like Teen Spirit Balkan We Will Rock You We Are The Champions | Smells Like Teen Spirit Balkan We Will Rock You We Are The Champions | Smells Like Teen Spirit Balkan We Will Rock You We Are The Champions | Smells Like Teen Spirit Balkan We Will Rock You We Are The Champions | Smells Like Teen Spirit Balkan We Will Rock You We Are The Champions | Smells Like Teen Spirit Balkan We Will Rock You We Are The Champions | Smells Like Teen Spirit Balkan We Will Rock You We Are The Champions | Smells Like Teen Spirit Balkan We Will Rock You We Are The Champions | Smells Like Teen Spirit Balkan We Will Rock You We Are The Champions | Smells Like Teen Spirit Balkan We Will Rock You We Are The Champions | Smells Like Teen Spirit Balkan We Will Rock You We Are The Champions | Smells Like Teen Spirit Balkan We Will Rock You We Are The Champions | Smells Like Teen Spirit Balkan We Will Rock You We Are The Champions | Smells Like Teen Spirit Balkan We Will Rock You We Are The Champions | Smells Like Teen Spirit Balkan We Will Rock You We Are The Champions | Smells Like Teen Spirit Balkan We Will Rock You We Are The Champions | Smells Like Teen Spirit Balkan We Will Rock You We Are The Champions | Smells Like Teen Spirit Balkan We Will Rock You We Are The Champions | Smells Like Teen Spirit Balkan We Will Rock You We Are The Champions | Smells Like Teen Spirit Balkan We Will Rock You We Are The Champions | Smells Like Teen Spirit Balkan We Will Rock You We Are The Champions | Smells Like Teen Spirit Balkan We Will Rock You We Are The Champions | Smells Like Teen Spirit Balkan We Will Rock You We Are The Champions | Smells Like Teen Spirit Balkan We Will Rock You We Are The Champions | Smells Like Teen Spirit Balkan We Will Rock You We Are The Champions | Smells Like Teen Spirit Balkan We Will Rock You We Are The Champions | Smells Like Teen Spirit Balkan We Will Rock You We Are The Champions | Smells Like Teen Spirit Balkan We Will Rock You We Are The Champions | Smells Like Teen Spirit Balkan We Will Rock You We Are The Champions | Smells Like Teen Spirit Balkan We Will Rock You We Are The Champions | Smells Like Teen Spirit Balkan We Will Rock You We Are The Champions | Smells Like Teen Spirit Balkan We Will Rock You We Are The Champions | Smells Like Teen Spirit Balkan We Will Rock You We Are The Champions | Smells Like Teen Spirit Balkan We Will Rock You We Are The Champions | Smells Like Teen Spirit Balkan We Will Rock You We Are The Champions | Smells Like Teen Spirit Balkan We Will Rock You We Are The Champions | Smells Like Teen Spirit Balkan We Will Rock You We Are The Champions | Smells Like Teen Spirit Balkan We Will Rock You We Are The Champions | Smells Like Teen Spirit Balkan We Will Rock You We Are The Champions | Smells Like Teen Spirit Balkan We Will Rock You We Are The Champions | Smells Like Teen Spirit Balkan We Will Rock You We Are The Champions | Smells Like Teen Spirit Balkan We Will Rock You We Are The Champions | Smells Like Teen Spirit Balkan We Will Rock You We Are The Champions | Smells Like Teen Spirit Balkan We Will Rock You We Are The Champions | Smells Like Teen Spirit Balkan We Will Rock You We Are The Champions | Smells Like Teen Spirit Balkan We Will Rock You We Are The Champions | Smells Like Teen Spirit Balkan We Will Rock You We Are The Champions | Smells Like Teen Spirit Balkan We Will Rock You We Are The Champions | Smells Like Teen Spirit Balkan We Will Rock You We Are The Champions | Smells Like Teen Spirit Balkan We Will Rock You We Are The Champions | Smells Like Teen Spirit Balkan We Will Rock You We Are The Champions | Smells Like Teen Spirit Balkan We Will Rock You We Are The Champions | Smells Like Teen Spirit Balkan We Will Rock You We Are The Champions | Smells Like Teen Spirit Balkan We Will Rock You We Are The Champions | Smells Like Teen Spirit Balkan We Will Rock You We Are The Champions | Smells Like Teen Spirit Balkan We Will Rock You We Are The Champions | Smells Like Teen Spirit Balkan We Will Rock You We Are The Champions | Smells Like Teen Spirit Balkan We Will Rock You We Are The Champions | Smells Like Teen Spirit Balkan We Will Rock You We Are The Champions | Smells Like Teen Spirit Balkan We Will Rock You We Are The Champions | Smells Like Teen Spirit Balkan We Will Rock You We Are The Champions | Smells Like Teen Spirit Balkan We Will Rock You We Are The Champions | Smells Like Teen Spirit Balkan We Will Rock You We Are The Champions | Smells Like Teen Spirit Balkan We Will Rock You We Are The Champions | Smells Like Teen Spirit Balkan We Will Rock You We Are The Champions | Smells Like Teen Spirit Balkan We Will Rock You We Are The Champions | Smells Like Teen Spirit Balkan We Will Rock You We Are The Champions | Smells Like Teen Spirit Balkan We Will Rock You We Are The Champions | Smells Like Teen Spirit Balkan We Will Rock You We Are The Champions | Smells Like Teen Spirit Balkan We Will Rock You We Are The Champions | Smells Like Teen Spirit Balkan We Will Rock You We Are The Champions | Smells Like Teen Spirit Balkan We Will Rock You We Are The Champions | Smells Like Teen Spirit Balkan We Will Rock You We Are The Champions | Smells Like Teen Spirit Balkan We Will Rock You We Are The Champions | Smells Like Teen Spirit Balkan We Will Rock You We Are The Champions | Smells Like Teen Spirit Balkan We Will Rock You We Are The Champions | Smells Like Teen Spirit Balkan We Will Rock You We Are The Champions | solo duo con Nikola Sarić con A. Bebić, S. Bakić, N. Sarić and D. Pavlović | solo duo con Nikola Sarić con A. Bebić, S. Bakić, N. Sarić and D. Pavlović | solo duo con Nikola Sarić con A. Bebić, S. Bakić, N. Sarić and D. Pavlović | solo duo con Nikola Sarić con A. Bebić, S. Bakić, N. Sarić and D. Pavlović | solo duo con Nikola Sarić con A. Bebić, S. Bakić, N. Sarić and D. Pavlović | solo duo con Nikola Sarić con A. Bebić, S. Bakić, N. Sarić and D. Pavlović | solo duo con Nikola Sarić con A. Bebić, S. Bakić, N. Sarić and D. Pavlović | solo duo con Nikola Sarić con A. Bebić, S. Bakić, N. Sarić and D. Pavlović | solo duo con Nikola Sarić con A. Bebić, S. Bakić, N. Sarić and D. Pavlović | solo duo con Nikola Sarić con A. Bebić, S. Bakić, N. Sarić and D. Pavlović | solo duo con Nikola Sarić con A. Bebić, S. Bakić, N. Sarić and D. Pavlović | solo duo con Nikola Sarić con A. Bebić, S. Bakić, N. Sarić and D. Pavlović | solo duo con Nikola Sarić con A. Bebić, S. Bakić, N. Sarić and D. Pavlović | solo duo con Nikola Sarić con A. Bebić, S. Bakić, N. Sarić and D. Pavlović | solo duo con Nikola Sarić con A. Bebić, S. Bakić, N. Sarić and D. Pavlović | solo duo con Nikola Sarić con A. Bebić, S. Bakić, N. Sarić and D. Pavlović | solo duo con Nikola Sarić con A. Bebić, S. Bakić, N. Sarić and D. Pavlović | solo duo con Nikola Sarić con A. Bebić, S. Bakić, N. Sarić and D. Pavlović | solo duo con Nikola Sarić con A. Bebić, S. Bakić, N. Sarić and D. Pavlović | solo duo con Nikola Sarić con A. Bebić, S. Bakić, N. Sarić and D. Pavlović | solo duo con Nikola Sarić con A. Bebić, S. Bakić, N. Sarić and D. Pavlović | solo duo con Nikola Sarić con A. Bebić, S. Bakić, N. Sarić and D. Pavlović | solo duo con Nikola Sarić con A. Bebić, S. Bakić, N. Sarić and D. Pavlović | solo duo con Nikola Sarić con A. Bebić, S. Bakić, N. Sarić and D. Pavlović | solo duo con Nikola Sarić con A. Bebić, S. Bakić, N. Sarić and D. Pavlović | solo duo con Nikola Sarić con A. Bebić, S. Bakić, N. Sarić and D. Pavlović | solo duo con Nikola Sarić con A. Bebić, S. Bakić, N. Sarić and D. Pavlović | solo duo con Nikola Sarić con A. Bebić, S. Bakić, N. Sarić and D. Pavlović | solo duo con Nikola Sarić con A. Bebić, S. Bakić, N. Sarić and D. Pavlović | solo duo con Nikola Sarić con A. Bebić, S. Bakić, N. Sarić and D. Pavlović | solo duo con Nikola Sarić con A. Bebić, S. Bakić, N. Sarić and D. Pavlović | solo duo con Nikola Sarić con A. Bebić, S. Bakić, N. Sarić and D. Pavlović | solo duo con Nikola Sarić con A. Bebić, S. Bakić, N. Sarić and D. Pavlović | solo duo con Nikola Sarić con A. Bebić, S. Bakić, N. Sarić and D. Pavlović | solo duo con Nikola Sarić con A. Bebić, S. Bakić, N. Sarić and D. Pavlović | solo duo con Nikola Sarić con A. Bebić, S. Bakić, N. Sarić and D. Pavlović | solo duo con Nikola Sarić con A. Bebić, S. Bakić, N. Sarić and D. Pavlović | solo duo con Nikola Sarić con A. Bebić, S. Bakić, N. Sarić and D. Pavlović | solo duo con Nikola Sarić con A. Bebić, S. Bakić, N. Sarić and D. Pavlović | solo duo con Nikola Sarić con A. Bebić, S. Bakić, N. Sarić and D. Pavlović | solo duo con Nikola Sarić con A. Bebić, S. Bakić, N. Sarić and D. Pavlović | solo duo con Nikola Sarić con A. Bebić, S. Bakić, N. Sarić and D. Pavlović | solo duo con Nikola Sarić con A. Bebić, S. Bakić, N. Sarić and D. Pavlović | solo duo con Nikola Sarić con A. Bebić, S. Bakić, N. Sarić and D. Pavlović | solo duo con Nikola Sarić con A. Bebić, S. Bakić, N. Sarić and D. Pavlović | solo duo con Nikola Sarić con A. Bebić, S. Bakić, N. Sarić and D. Pavlović | solo duo con Nikola Sarić con A. Bebić, S. Bakić, N. Sarić and D. Pavlović | solo duo con Nikola Sarić con A. Bebić, S. Bakić, N. Sarić and D. Pavlović | solo duo con Nikola Sarić con A. Bebić, S. Bakić, N. Sarić and D. Pavlović | solo duo con Nikola Sarić con A. Bebić, S. Bakić, N. Sarić and D. Pavlović | solo duo con Nikola Sarić con A. Bebić, S. Bakić, N. Sarić and D. Pavlović | solo duo con Nikola Sarić con A. Bebić, S. Bakić, N. Sarić and D. Pavlović | solo duo con Nikola Sarić con A. Bebić, S. Bakić, N. Sarić and D. Pavlović | solo duo con Nikola Sarić con A. Bebić, S. Bakić, N. Sarić and D. Pavlović | solo duo con Nikola Sarić con A. Bebić, S. Bakić, N. Sarić and D. Pavlović | solo duo con Nikola Sarić con A. Bebić, S. Bakić, N. Sarić and D. Pavlović | solo duo con Nikola Sarić con A. Bebić, S. Bakić, N. Sarić and D. Pavlović | solo duo con Nikola Sarić con A. Bebić, S. Bakić, N. Sarić and D. Pavlović | solo duo con Nikola Sarić con A. Bebić, S. Bakić, N. Sarić and D. Pavlović | solo duo con Nikola Sarić con A. Bebić, S. Bakić, N. Sarić and D. Pavlović | solo duo con Nikola Sarić con A. Bebić, S. Bakić, N. Sarić and D. Pavlović | solo duo con Nikola Sarić con A. Bebić, S. Bakić, N. Sarić and D. Pavlović | solo duo con Nikola Sarić con A. Bebić, S. Bakić, N. Sarić and D. Pavlović | solo duo con Nikola Sarić con A. Bebić, S. Bakić, N. Sarić and D. Pavlović | solo duo con Nikola Sarić con A. Bebić, S. Bakić, N. Sarić and D. Pavlović | solo duo con Nikola Sarić con A. Bebić, S. Bakić, N. Sarić and D. Pavlović | solo duo con Nikola Sarić con A. Bebić, S. Bakić, N. Sarić and D. Pavlović | solo duo con Nikola Sarić con A. Bebić, S. Bakić, N. Sarić and D. Pavlović | solo duo con Nikola Sarić con A. Bebić, S. Bakić, N. Sarić and D. Pavlović | solo duo con Nikola Sarić con A. Bebić, S. Bakić, N. Sarić and D. Pavlović | solo duo con Nikola Sarić con A. Bebić, S. Bakić, N. Sarić and D. Pavlović | solo duo con Nikola Sarić con A. Bebić, S. Bakić, N. Sarić and D. Pavlović | solo duo con Nikola Sarić con A. Bebić, S. Bakić, N. Sarić and D. Pavlović | solo duo con Nikola Sarić con A. Bebić, S. Bakić, N. Sarić and D. Pavlović | solo duo con Nikola Sarić con A. Bebić, S. Bakić, N. Sarić and D. Pavlović | solo duo con Nikola Sarić con A. Bebić, S. Bakić, N. Sarić and D. Pavlović | solo duo con Nikola Sarić con A. Bebić, S. Bakić, N. Sarić and D. Pavlović | solo duo con Nikola Sarić con A. Bebić, S. Bakić, N. Sarić and D. Pavlović | solo duo con Nikola Sarić con A. Bebić, S. Bakić, N. Sarić and D. Pavlović | solo duo con Nikola Sarić con A. Bebić, S. Bakić, N. Sarić and D. Pavlović | solo duo con Nikola Sarić con A. Bebić, S. Bakić, N. Sarić and D. Pavlović | solo duo con Nikola Sarić con A. Bebić, S. Bakić, N. Sarić and D. Pavlović | solo duo con Nikola Sarić con A. Bebić, S. Bakić, N. Sarić and D. Pavlović | solo duo con Nikola Sarić con A. Bebić, S. Bakić, N. Sarić and D. Pavlović | solo duo con Nikola Sarić con A. Bebić, S. Bakić, N. Sarić and D. Pavlović | solo duo con Nikola Sarić con A. Bebić, S. Bakić, N. Sarić and D. Pavlović | solo duo con Nikola Sarić con A. Bebić, S. Bakić, N. Sarić and D. Pavlović | solo duo con Nikola Sarić con A. Bebić, S. Bakić, N. Sarić and D. Pavlović | solo duo con Nikola Sarić con A. Bebić, S. Bakić, N. Sarić and D. Pavlović | solo duo con Nikola Sarić con A. Bebić, S. Bakić, N. Sarić and D. Pavlović | solo duo con Nikola Sarić con A. Bebić, S. Bakić, N. Sarić and D. Pavlović | solo duo con Nikola Sarić con A. Bebić, S. Bakić, N. Sarić and D. Pavlović | solo duo con Nikola Sarić con A. Bebić, S. Bakić, N. Sarić and D. Pavlović | solo duo con Nikola Sarić con A. Bebić, S. Bakić, N. Sarić and D. Pavlović | solo duo con Nikola Sarić con A. Bebić, S. Bakić, N. Sarić and D. Pavlović | solo duo con Nikola Sarić con A. Bebić, S. Bakić, N. Sarić and D. Pavlović | solo duo con Nikola Sarić con A. Bebić, S. Bakić, N. Sarić and D. Pavlović | solo duo con Nikola Sarić con A. Bebić, S. Bakić, N. Sarić and D. Pavlović | solo duo con Nikola Sarić con A. Bebić, S. Bakić, N. Sarić and D. Pavlović | solo duo con Nikola Sarić con A. Bebić, S. Bakić, N. Sarić and D. Pavlović | solo duo con Nikola Sarić con A. Bebić, S. Bakić, N. Sarić and D. Pavlović | solo duo con Nikola Sarić con A. Bebić, S. Bakić, N. Sarić and D. Pavlović | solo duo con Nikola Sarić con A. Bebić, S. Bakić, N. Sarić and D. Pavlović | solo duo con Nikola Sarić con A. Bebić, S. Bakić, N. Sarić and D. Pavlović | solo duo con Nikola Sarić con A. Bebić, S. Bakić, N. Sarić and D. Pavlović | solo duo con Nikola Sarić con A. Bebić, S. Bakić, N. Sarić and D. Pavlović | solo duo con Nikola Sarić con A. Bebić, S. Bakić, N. Sarić and D. Pavlović | solo duo con Nikola Sarić con A. Bebić, S. Bakić, N. Sarić and D. Pavlović | solo duo con Nikola Sarić con A. Bebić, S. Bakić, N. Sarić and D. Pavlović | solo duo con Nikola Sarić con A. Bebić, S. Bakić, N. Sarić and D. Pavlović | solo duo con Nikola Sarić con A. Bebić, S. Bakić, N. Sarić and D. Pavlović | solo duo con Nikola Sarić con A. Bebić, S. Bakić, N. Sarić and D. Pavlović | solo duo con Nikola Sarić con A. Bebić, S. Bakić, N. Sarić and D. Pavlović | solo duo con Nikola Sarić con A. Bebić, S. Bakić, N. Sarić and D. Pavlović | solo duo con Nikola Sarić con A. Bebić, S. Bakić, N. Sarić and D. Pavlović | solo duo con Nikola Sarić con A. Bebić, S. Bakić, N. Sarić and D. Pavlović | solo duo con Nikola Sarić con A. Bebić, S. Bakić, N. Sarić and D. Pavlović | solo duo con Nikola Sarić con A. Bebić, S. Bakić, N. Sarić and D. Pavlović | solo duo con Nikola Sarić con A. Bebić, S. Bakić, N. Sarić and D. Pavlović | solo duo con Nikola Sarić con A. Bebić, S. Bakić, N. Sarić and D. Pavlović | solo duo con Nikola Sarić con A. Bebić, S. Bakić, N. Sarić and D. Pavlović | solo duo con Nikola Sarić con A. Bebić, S. Bakić, N. Sarić and D. Pavlović | solo duo con Nikola Sarić con A. Bebić, S. Bakić, N. Sarić and D. Pavlović | solo duo con Nikola Sarić con A. Bebić, S. Bakić, N. Sarić and D. Pavlović | solo duo con Nikola Sarić con A. Bebić, S. Bakić, N. Sarić and D. Pavlović | solo duo con Nikola Sarić con A. Bebić, S. Bakić, N. Sarić and D. Pavlović | solo duo con Nikola Sarić con A. Bebić, S. Bakić, N. Sarić and D. Pavlović | solo duo con Nikola Sarić con A. Bebić, S. Bakić, N. Sarić and D. Pavlović | solo duo con Nikola Sarić con A. Bebić, S. Bakić, N. Sarić and D. Pavlović | solo duo con Nikola Sarić con A. Bebić, S. Bakić, N. Sarić and D. Pavlović | Nirvana Azra Queen                         | Nirvana Azra Queen                         | Nirvana Azra Queen                         | Nirvana Azra Queen                         | Nirvana Azra Queen                         | Nirvana Azra Queen                         | Nirvana Azra Queen                         | Nirvana Azra Queen                         | Nirvana Azra Queen                         | Nirvana Azra Queen                         | Nirvana Azra Queen                         | Nirvana Azra Queen                         | Nirvana Azra Queen                         | Nirvana Azra Queen                         | Nirvana Azra Queen                         | Nirvana Azra Queen                         | Nirvana Azra Queen                         | Nirvana Azra Queen                         | Nirvana Azra Queen                         | Nirvana Azra Queen                         | Nirvana Azra Queen                         | Nirvana Azra Queen                         | Nirvana Azra Queen                         | Nirvana Azra Queen                         | Nirvana Azra Queen                         | Nirvana Azra Queen                         | Nirvana Azra Queen                         | Nirvana Azra Queen                         | Nirvana Azra Queen                         | Nirvana Azra Queen                         | Nirvana Azra Queen                         | Nirvana Azra Queen                         | Nirvana Azra Queen                         | Nirvana Azra Queen                         | Nirvana Azra Queen                         | Nirvana Azra Queen                         | Nirvana Azra Queen                         | Nirvana Azra Queen                         | Nirvana Azra Queen                         | Nirvana Azra Queen                         | Nirvana Azra Queen                         | Nirvana Azra Queen                         | Nirvana Azra Queen                         | Nirvana Azra Queen                         | Nirvana Azra Queen                         | Nirvana Azra Queen                         | Nirvana Azra Queen                         | Nirvana Azra Queen                         | Nirvana Azra Queen                         | Nirvana Azra Queen                         | Nirvana Azra Queen                         | Nirvana Azra Queen                         | Nirvana Azra Queen                         | Nirvana Azra Queen                         | Nirvana Azra Queen                         | Nirvana Azra Queen                         | Nirvana Azra Queen                         | Nirvana Azra Queen                         | Nirvana Azra Queen                         | Nirvana Azra Queen                         | Nirvana Azra Queen                         | Nirvana Azra Queen                         | Nirvana Azra Queen                         | Nirvana Azra Queen                         | Nirvana Azra Queen                         | Nirvana Azra Queen                         | Nirvana Azra Queen                         | Nirvana Azra Queen                         | Nirvana Azra Queen                         | Nirvana Azra Queen                         | Nirvana Azra Queen                         | Nirvana Azra Queen                         | Nirvana Azra Queen                         | Nirvana Azra Queen                         | Nirvana Azra Queen                         | Nirvana Azra Queen                         | Nirvana Azra Queen                         | Nirvana Azra Queen                         | Nirvana Azra Queen                         | Nirvana Azra Queen                         | Nirvana Azra Queen                         | Nirvana Azra Queen                         | Nirvana Azra Queen                         | Nirvana Azra Queen                         | Nirvana Azra Queen                         | Nirvana Azra Queen                         | Nirvana Azra Queen                         | Nirvana Azra Queen                         | Nirvana Azra Queen                         | Nirvana Azra Queen                         | Nirvana Azra Queen                         | Nirvana Azra Queen                         | Nirvana Azra Queen                         | Nirvana Azra Queen                         | Nirvana Azra Queen                         | Nirvana Azra Queen                         | Nirvana Azra Queen                         | Nirvana Azra Queen                         | Nirvana Azra Queen                         | Nirvana Azra Queen                         | pasó/ Nominado (con Sonja Bakic)   | pasó/ Nominado (con Sonja Bakic)   | pasó/ Nominado (con Sonja Bakic)   | pasó/ Nominado (con Sonja Bakic)   | pasó/ Nominado (con Sonja Bakic)   | pasó/ Nominado (con Sonja Bakic)   | pasó/ Nominado (con Sonja Bakic)   | pasó/ Nominado (con Sonja Bakic)   | pasó/ Nominado (con Sonja Bakic)   | pasó/ Nominado (con Sonja Bakic)   | pasó/ Nominado (con Sonja Bakic)   | pasó/ Nominado (con Sonja Bakic)   | pasó/ Nominado (con Sonja Bakic)   | pasó/ Nominado (con Sonja Bakic)   | pasó/ Nominado (con Sonja Bakic)   | pasó/ Nominado (con Sonja Bakic)   | pasó/ Nominado (con Sonja Bakic)   | pasó/ Nominado (con Sonja Bakic)   | pasó/ Nominado (con Sonja Bakic)   | pasó/ Nominado (con Sonja Bakic)   | pasó/ Nominado (con Sonja Bakic)   | pasó/ Nominado (con Sonja Bakic)   | pasó/ Nominado (con Sonja Bakic)   | pasó/ Nominado (con Sonja Bakic)   | pasó/ Nominado (con Sonja Bakic)   | pasó/ Nominado (con Sonja Bakic)   | pasó/ Nominado (con Sonja Bakic)   | pasó/ Nominado (con Sonja Bakic)   | pasó/ Nominado (con Sonja Bakic)   | pasó/ Nominado (con Sonja Bakic)   | pasó/ Nominado (con Sonja Bakic)   | pasó/ Nominado (con Sonja Bakic)   | pasó/ Nominado (con Sonja Bakic)   | pasó/ Nominado (con Sonja Bakic)   | pasó/ Nominado (con Sonja Bakic)   | pasó/ Nominado (con Sonja Bakic)   | pasó/ Nominado (con Sonja Bakic)   | pasó/ Nominado (con Sonja Bakic)   | pasó/ Nominado (con Sonja Bakic)   | pasó/ Nominado (con Sonja Bakic)   | pasó/ Nominado (con Sonja Bakic)   | pasó/ Nominado (con Sonja Bakic)   | pasó/ Nominado (con Sonja Bakic)   | pasó/ Nominado (con Sonja Bakic)   | pasó/ Nominado (con Sonja Bakic)   | pasó/ Nominado (con Sonja Bakic)   | pasó/ Nominado (con Sonja Bakic)   | pasó/ Nominado (con Sonja Bakic)   | pasó/ Nominado (con Sonja Bakic)   | pasó/ Nominado (con Sonja Bakic)   | pasó/ Nominado (con Sonja Bakic)   | pasó/ Nominado (con Sonja Bakic)   | pasó/ Nominado (con Sonja Bakic)   | pasó/ Nominado (con Sonja Bakic)   | pasó/ Nominado (con Sonja Bakic)   | pasó/ Nominado (con Sonja Bakic)   | pasó/ Nominado (con Sonja Bakic)   | pasó/ Nominado (con Sonja Bakic)   | pasó/ Nominado (con Sonja Bakic)   | pasó/ Nominado (con Sonja Bakic)   | pasó/ Nominado (con Sonja Bakic)   | pasó/ Nominado (con Sonja Bakic)   | pasó/ Nominado (con Sonja Bakic)   | pasó/ Nominado (con Sonja Bakic)   | pasó/ Nominado (con Sonja Bakic)   | pasó/ Nominado (con Sonja Bakic)   | pasó/ Nominado (con Sonja Bakic)   | pasó/ Nominado (con Sonja Bakic)   | pasó/ Nominado (con Sonja Bakic)   | pasó/ Nominado (con Sonja Bakic)   | pasó/ Nominado (con Sonja Bakic)   | pasó/ Nominado (con Sonja Bakic)   | pasó/ Nominado (con Sonja Bakic)   | pasó/ Nominado (con Sonja Bakic)   | pasó/ Nominado (con Sonja Bakic)   | pasó/ Nominado (con Sonja Bakic)   | pasó/ Nominado (con Sonja Bakic)   | pasó/ Nominado (con Sonja Bakic)   | pasó/ Nominado (con Sonja Bakic)   | pasó/ Nominado (con Sonja Bakic)   | pasó/ Nominado (con Sonja Bakic)   | pasó/ Nominado (con Sonja Bakic)   | pasó/ Nominado (con Sonja Bakic)   | pasó/ Nominado (con Sonja Bakic)   | pasó/ Nominado (con Sonja Bakic)   | pasó/ Nominado (con Sonja Bakic)   | pasó/ Nominado (con Sonja Bakic)   | pasó/ Nominado (con Sonja Bakic)   | pasó/ Nominado (con Sonja Bakic)   | pasó/ Nominado (con Sonja Bakic)   | pasó/ Nominado (con Sonja Bakic)   | pasó/ Nominado (con Sonja Bakic)   | pasó/ Nominado (con Sonja Bakic)   | pasó/ Nominado (con Sonja Bakic)   | pasó/ Nominado (con Sonja Bakic)   | pasó/ Nominado (con Sonja Bakic)   | pasó/ Nominado (con Sonja Bakic)   | pasó/ Nominado (con Sonja Bakic)   | pasó/ Nominado (con Sonja Bakic)   | pasó/ Nominado (con Sonja Bakic)   |
| 12        | 12        | 12        | 12        | 12        | 12        | 12        | 12        | 12        | 12        | 12        | 12        | 12        | 12        | 12        | 12        | 12        | 12        | 12        | 12        | 12        | 12        | 12        | 12        | 12        | 12        | 12        | 12        | 12        | 12        | 12        | 12        | 12        | 12        | 12        | 12        | 12        | 12        | 12        | 12        | 12        | 12        | 12        | 12        | 12        | 12        | 12        | 12        | 12        | 12        | 12        | 12        | 12        | 12        | 12        | 12        | 12        | 12        | 12        | 12        | 12        | 12        | 12        | 12        | 12        | 12        | 12        | 12        | 12        | 12        | 12        | 12        | 12        | 12        | 12        | 12        | 12        | 12        | 12        | 12        | 12        | 12        | 12        | 12        | 12        | 12        | 12        | 12        | 12        | 12        | Nothing Else Matters Svet tuge Mi plešemo/ Maljčiki                  | Nothing Else Matters Svet tuge Mi plešemo/ Maljčiki                  | Nothing Else Matters Svet tuge Mi plešemo/ Maljčiki                  | Nothing Else Matters Svet tuge Mi plešemo/ Maljčiki                  | Nothing Else Matters Svet tuge Mi plešemo/ Maljčiki                  | Nothing Else Matters Svet tuge Mi plešemo/ Maljčiki                  | Nothing Else Matters Svet tuge Mi plešemo/ Maljčiki                  | Nothing Else Matters Svet tuge Mi plešemo/ Maljčiki                  | Nothing Else Matters Svet tuge Mi plešemo/ Maljčiki                  | Nothing Else Matters Svet tuge Mi plešemo/ Maljčiki                  | Nothing Else Matters Svet tuge Mi plešemo/ Maljčiki                  | Nothing Else Matters Svet tuge Mi plešemo/ Maljčiki                  | Nothing Else Matters Svet tuge Mi plešemo/ Maljčiki                  | Nothing Else Matters Svet tuge Mi plešemo/ Maljčiki                  | Nothing Else Matters Svet tuge Mi plešemo/ Maljčiki                  | Nothing Else Matters Svet tuge Mi plešemo/ Maljčiki                  | Nothing Else Matters Svet tuge Mi plešemo/ Maljčiki                  | Nothing Else Matters Svet tuge Mi plešemo/ Maljčiki                  | Nothing Else Matters Svet tuge Mi plešemo/ Maljčiki                  | Nothing Else Matters Svet tuge Mi plešemo/ Maljčiki                  | Nothing Else Matters Svet tuge Mi plešemo/ Maljčiki                  | Nothing Else Matters Svet tuge Mi plešemo/ Maljčiki                  | Nothing Else Matters Svet tuge Mi plešemo/ Maljčiki                  | Nothing Else Matters Svet tuge Mi plešemo/ Maljčiki                  | Nothing Else Matters Svet tuge Mi plešemo/ Maljčiki                  | Nothing Else Matters Svet tuge Mi plešemo/ Maljčiki                  | Nothing Else Matters Svet tuge Mi plešemo/ Maljčiki                  | Nothing Else Matters Svet tuge Mi plešemo/ Maljčiki                  | Nothing Else Matters Svet tuge Mi plešemo/ Maljčiki                  | Nothing Else Matters Svet tuge Mi plešemo/ Maljčiki                  | Nothing Else Matters Svet tuge Mi plešemo/ Maljčiki                  | Nothing Else Matters Svet tuge Mi plešemo/ Maljčiki                  | Nothing Else Matters Svet tuge Mi plešemo/ Maljčiki                  | Nothing Else Matters Svet tuge Mi plešemo/ Maljčiki                  | Nothing Else Matters Svet tuge Mi plešemo/ Maljčiki                  | Nothing Else Matters Svet tuge Mi plešemo/ Maljčiki                  | Nothing Else Matters Svet tuge Mi plešemo/ Maljčiki                  | Nothing Else Matters Svet tuge Mi plešemo/ Maljčiki                  | Nothing Else Matters Svet tuge Mi plešemo/ Maljčiki                  | Nothing Else Matters Svet tuge Mi plešemo/ Maljčiki                  | Nothing Else Matters Svet tuge Mi plešemo/ Maljčiki                  | Nothing Else Matters Svet tuge Mi plešemo/ Maljčiki                  | Nothing Else Matters Svet tuge Mi plešemo/ Maljčiki                  | Nothing Else Matters Svet tuge Mi plešemo/ Maljčiki                  | Nothing Else Matters Svet tuge Mi plešemo/ Maljčiki                  | Nothing Else Matters Svet tuge Mi plešemo/ Maljčiki                  | Nothing Else Matters Svet tuge Mi plešemo/ Maljčiki                  | Nothing Else Matters Svet tuge Mi plešemo/ Maljčiki                  | Nothing Else Matters Svet tuge Mi plešemo/ Maljčiki                  | Nothing Else Matters Svet tuge Mi plešemo/ Maljčiki                  | Nothing Else Matters Svet tuge Mi plešemo/ Maljčiki                  | Nothing Else Matters Svet tuge Mi plešemo/ Maljčiki                  | Nothing Else Matters Svet tuge Mi plešemo/ Maljčiki                  | Nothing Else Matters Svet tuge Mi plešemo/ Maljčiki                  | Nothing Else Matters Svet tuge Mi plešemo/ Maljčiki                  | Nothing Else Matters Svet tuge Mi plešemo/ Maljčiki                  | Nothing Else Matters Svet tuge Mi plešemo/ Maljčiki                  | Nothing Else Matters Svet tuge Mi plešemo/ Maljčiki                  | Nothing Else Matters Svet tuge Mi plešemo/ Maljčiki                  | Nothing Else Matters Svet tuge Mi plešemo/ Maljčiki                  | Nothing Else Matters Svet tuge Mi plešemo/ Maljčiki                  | Nothing Else Matters Svet tuge Mi plešemo/ Maljčiki                  | Nothing Else Matters Svet tuge Mi plešemo/ Maljčiki                  | Nothing Else Matters Svet tuge Mi plešemo/ Maljčiki                  | Nothing Else Matters Svet tuge Mi plešemo/ Maljčiki                  | Nothing Else Matters Svet tuge Mi plešemo/ Maljčiki                  | Nothing Else Matters Svet tuge Mi plešemo/ Maljčiki                  | Nothing Else Matters Svet tuge Mi plešemo/ Maljčiki                  | Nothing Else Matters Svet tuge Mi plešemo/ Maljčiki                  | Nothing Else Matters Svet tuge Mi plešemo/ Maljčiki                  | Nothing Else Matters Svet tuge Mi plešemo/ Maljčiki                  | Nothing Else Matters Svet tuge Mi plešemo/ Maljčiki                  | Nothing Else Matters Svet tuge Mi plešemo/ Maljčiki                  | Nothing Else Matters Svet tuge Mi plešemo/ Maljčiki                  | Nothing Else Matters Svet tuge Mi plešemo/ Maljčiki                  | Nothing Else Matters Svet tuge Mi plešemo/ Maljčiki                  | Nothing Else Matters Svet tuge Mi plešemo/ Maljčiki                  | Nothing Else Matters Svet tuge Mi plešemo/ Maljčiki                  | Nothing Else Matters Svet tuge Mi plešemo/ Maljčiki                  | Nothing Else Matters Svet tuge Mi plešemo/ Maljčiki                  | Nothing Else Matters Svet tuge Mi plešemo/ Maljčiki                  | Nothing Else Matters Svet tuge Mi plešemo/ Maljčiki                  | Nothing Else Matters Svet tuge Mi plešemo/ Maljčiki                  | Nothing Else Matters Svet tuge Mi plešemo/ Maljčiki                  | Nothing Else Matters Svet tuge Mi plešemo/ Maljčiki                  | Nothing Else Matters Svet tuge Mi plešemo/ Maljčiki                  | Nothing Else Matters Svet tuge Mi plešemo/ Maljčiki                  | Nothing Else Matters Svet tuge Mi plešemo/ Maljčiki                  | Nothing Else Matters Svet tuge Mi plešemo/ Maljčiki                  | Nothing Else Matters Svet tuge Mi plešemo/ Maljčiki                  | Nothing Else Matters Svet tuge Mi plešemo/ Maljčiki                  | Nothing Else Matters Svet tuge Mi plešemo/ Maljčiki                  | Nothing Else Matters Svet tuge Mi plešemo/ Maljčiki                  | Nothing Else Matters Svet tuge Mi plešemo/ Maljčiki                  | Nothing Else Matters Svet tuge Mi plešemo/ Maljčiki                  | Nothing Else Matters Svet tuge Mi plešemo/ Maljčiki                  | Nothing Else Matters Svet tuge Mi plešemo/ Maljčiki                  | Nothing Else Matters Svet tuge Mi plešemo/ Maljčiki                  | Nothing Else Matters Svet tuge Mi plešemo/ Maljčiki                  | Nothing Else Matters Svet tuge Mi plešemo/ Maljčiki                  | solo duo con Sonja Bakić con Igor Cukrov y Ana Bebić                       | solo duo con Sonja Bakić con Igor Cukrov y Ana Bebić                       | solo duo con Sonja Bakić con Igor Cukrov y Ana Bebić                       | solo duo con Sonja Bakić con Igor Cukrov y Ana Bebić                       | solo duo con Sonja Bakić con Igor Cukrov y Ana Bebić                       | solo duo con Sonja Bakić con Igor Cukrov y Ana Bebić                       | solo duo con Sonja Bakić con Igor Cukrov y Ana Bebić                       | solo duo con Sonja Bakić con Igor Cukrov y Ana Bebić                       | solo duo con Sonja Bakić con Igor Cukrov y Ana Bebić                       | solo duo con Sonja Bakić con Igor Cukrov y Ana Bebić                       | solo duo con Sonja Bakić con Igor Cukrov y Ana Bebić                       | solo duo con Sonja Bakić con Igor Cukrov y Ana Bebić                       | solo duo con Sonja Bakić con Igor Cukrov y Ana Bebić                       | solo duo con Sonja Bakić con Igor Cukrov y Ana Bebić                       | solo duo con Sonja Bakić con Igor Cukrov y Ana Bebić                       | solo duo con Sonja Bakić con Igor Cukrov y Ana Bebić                       | solo duo con Sonja Bakić con Igor Cukrov y Ana Bebić                       | solo duo con Sonja Bakić con Igor Cukrov y Ana Bebić                       | solo duo con Sonja Bakić con Igor Cukrov y Ana Bebić                       | solo duo con Sonja Bakić con Igor Cukrov y Ana Bebić                       | solo duo con Sonja Bakić con Igor Cukrov y Ana Bebić                       | solo duo con Sonja Bakić con Igor Cukrov y Ana Bebić                       | solo duo con Sonja Bakić con Igor Cukrov y Ana Bebić                       | solo duo con Sonja Bakić con Igor Cukrov y Ana Bebić                       | solo duo con Sonja Bakić con Igor Cukrov y Ana Bebić                       | solo duo con Sonja Bakić con Igor Cukrov y Ana Bebić                       | solo duo con Sonja Bakić con Igor Cukrov y Ana Bebić                       | solo duo con Sonja Bakić con Igor Cukrov y Ana Bebić                       | solo duo con Sonja Bakić con Igor Cukrov y Ana Bebić                       | solo duo con Sonja Bakić con Igor Cukrov y Ana Bebić                       | solo duo con Sonja Bakić con Igor Cukrov y Ana Bebić                       | solo duo con Sonja Bakić con Igor Cukrov y Ana Bebić                       | solo duo con Sonja Bakić con Igor Cukrov y Ana Bebić                       | solo duo con Sonja Bakić con Igor Cukrov y Ana Bebić                       | solo duo con Sonja Bakić con Igor Cukrov y Ana Bebić                       | solo duo con Sonja Bakić con Igor Cukrov y Ana Bebić                       | solo duo con Sonja Bakić con Igor Cukrov y Ana Bebić                       | solo duo con Sonja Bakić con Igor Cukrov y Ana Bebić                       | solo duo con Sonja Bakić con Igor Cukrov y Ana Bebić                       | solo duo con Sonja Bakić con Igor Cukrov y Ana Bebić                       | solo duo con Sonja Bakić con Igor Cukrov y Ana Bebić                       | solo duo con Sonja Bakić con Igor Cukrov y Ana Bebić                       | solo duo con Sonja Bakić con Igor Cukrov y Ana Bebić                       | solo duo con Sonja Bakić con Igor Cukrov y Ana Bebić                       | solo duo con Sonja Bakić con Igor Cukrov y Ana Bebić                       | solo duo con Sonja Bakić con Igor Cukrov y Ana Bebić                       | solo duo con Sonja Bakić con Igor Cukrov y Ana Bebić                       | solo duo con Sonja Bakić con Igor Cukrov y Ana Bebić                       | solo duo con Sonja Bakić con Igor Cukrov y Ana Bebić                       | solo duo con Sonja Bakić con Igor Cukrov y Ana Bebić                       | solo duo con Sonja Bakić con Igor Cukrov y Ana Bebić                       | solo duo con Sonja Bakić con Igor Cukrov y Ana Bebić                       | solo duo con Sonja Bakić con Igor Cukrov y Ana Bebić                       | solo duo con Sonja Bakić con Igor Cukrov y Ana Bebić                       | solo duo con Sonja Bakić con Igor Cukrov y Ana Bebić                       | solo duo con Sonja Bakić con Igor Cukrov y Ana Bebić                       | solo duo con Sonja Bakić con Igor Cukrov y Ana Bebić                       | solo duo con Sonja Bakić con Igor Cukrov y Ana Bebić                       | solo duo con Sonja Bakić con Igor Cukrov y Ana Bebić                       | solo duo con Sonja Bakić con Igor Cukrov y Ana Bebić                       | solo duo con Sonja Bakić con Igor Cukrov y Ana Bebić                       | solo duo con Sonja Bakić con Igor Cukrov y Ana Bebić                       | solo duo con Sonja Bakić con Igor Cukrov y Ana Bebić                       | solo duo con Sonja Bakić con Igor Cukrov y Ana Bebić                       | solo duo con Sonja Bakić con Igor Cukrov y Ana Bebić                       | solo duo con Sonja Bakić con Igor Cukrov y Ana Bebić                       | solo duo con Sonja Bakić con Igor Cukrov y Ana Bebić                       | solo duo con Sonja Bakić con Igor Cukrov y Ana Bebić                       | solo duo con Sonja Bakić con Igor Cukrov y Ana Bebić                       | solo duo con Sonja Bakić con Igor Cukrov y Ana Bebić                       | solo duo con Sonja Bakić con Igor Cukrov y Ana Bebić                       | solo duo con Sonja Bakić con Igor Cukrov y Ana Bebić                       | solo duo con Sonja Bakić con Igor Cukrov y Ana Bebić                       | solo duo con Sonja Bakić con Igor Cukrov y Ana Bebić                       | solo duo con Sonja Bakić con Igor Cukrov y Ana Bebić                       | solo duo con Sonja Bakić con Igor Cukrov y Ana Bebić                       | solo duo con Sonja Bakić con Igor Cukrov y Ana Bebić                       | solo duo con Sonja Bakić con Igor Cukrov y Ana Bebić                       | solo duo con Sonja Bakić con Igor Cukrov y Ana Bebić                       | solo duo con Sonja Bakić con Igor Cukrov y Ana Bebić                       | solo duo con Sonja Bakić con Igor Cukrov y Ana Bebić                       | solo duo con Sonja Bakić con Igor Cukrov y Ana Bebić                       | solo duo con Sonja Bakić con Igor Cukrov y Ana Bebić                       | solo duo con Sonja Bakić con Igor Cukrov y Ana Bebić                       | solo duo con Sonja Bakić con Igor Cukrov y Ana Bebić                       | solo duo con Sonja Bakić con Igor Cukrov y Ana Bebić                       | solo duo con Sonja Bakić con Igor Cukrov y Ana Bebić                       | solo duo con Sonja Bakić con Igor Cukrov y Ana Bebić                       | solo duo con Sonja Bakić con Igor Cukrov y Ana Bebić                       | solo duo con Sonja Bakić con Igor Cukrov y Ana Bebić                       | solo duo con Sonja Bakić con Igor Cukrov y Ana Bebić                       | solo duo con Sonja Bakić con Igor Cukrov y Ana Bebić                       | solo duo con Sonja Bakić con Igor Cukrov y Ana Bebić                       | solo duo con Sonja Bakić con Igor Cukrov y Ana Bebić                       | solo duo con Sonja Bakić con Igor Cukrov y Ana Bebić                       | solo duo con Sonja Bakić con Igor Cukrov y Ana Bebić                       | solo duo con Sonja Bakić con Igor Cukrov y Ana Bebić                       | solo duo con Sonja Bakić con Igor Cukrov y Ana Bebić                       | solo duo con Sonja Bakić con Igor Cukrov y Ana Bebić                       | solo duo con Sonja Bakić con Igor Cukrov y Ana Bebić                       | solo duo con Sonja Bakić con Igor Cukrov y Ana Bebić                       | solo duo con Sonja Bakić con Igor Cukrov y Ana Bebić                       | solo duo con Sonja Bakić con Igor Cukrov y Ana Bebić                       | solo duo con Sonja Bakić con Igor Cukrov y Ana Bebić                       | solo duo con Sonja Bakić con Igor Cukrov y Ana Bebić                       | solo duo con Sonja Bakić con Igor Cukrov y Ana Bebić                       | solo duo con Sonja Bakić con Igor Cukrov y Ana Bebić                       | solo duo con Sonja Bakić con Igor Cukrov y Ana Bebić                       | solo duo con Sonja Bakić con Igor Cukrov y Ana Bebić                       | solo duo con Sonja Bakić con Igor Cukrov y Ana Bebić                       | solo duo con Sonja Bakić con Igor Cukrov y Ana Bebić                       | solo duo con Sonja Bakić con Igor Cukrov y Ana Bebić                       | solo duo con Sonja Bakić con Igor Cukrov y Ana Bebić                       | solo duo con Sonja Bakić con Igor Cukrov y Ana Bebić                       | solo duo con Sonja Bakić con Igor Cukrov y Ana Bebić                       | solo duo con Sonja Bakić con Igor Cukrov y Ana Bebić                       | solo duo con Sonja Bakić con Igor Cukrov y Ana Bebić                       | solo duo con Sonja Bakić con Igor Cukrov y Ana Bebić                       | solo duo con Sonja Bakić con Igor Cukrov y Ana Bebić                       | solo duo con Sonja Bakić con Igor Cukrov y Ana Bebić                       | solo duo con Sonja Bakić con Igor Cukrov y Ana Bebić                       | solo duo con Sonja Bakić con Igor Cukrov y Ana Bebić                       | solo duo con Sonja Bakić con Igor Cukrov y Ana Bebić                       | solo duo con Sonja Bakić con Igor Cukrov y Ana Bebić                       | solo duo con Sonja Bakić con Igor Cukrov y Ana Bebić                       | solo duo con Sonja Bakić con Igor Cukrov y Ana Bebić                       | solo duo con Sonja Bakić con Igor Cukrov y Ana Bebić                       | solo duo con Sonja Bakić con Igor Cukrov y Ana Bebić                       | solo duo con Sonja Bakić con Igor Cukrov y Ana Bebić                       | solo duo con Sonja Bakić con Igor Cukrov y Ana Bebić                       | Metallica Negativ Prljavo Kazalište/ Idoli | Metallica Negativ Prljavo Kazalište/ Idoli | Metallica Negativ Prljavo Kazalište/ Idoli | Metallica Negativ Prljavo Kazalište/ Idoli | Metallica Negativ Prljavo Kazalište/ Idoli | Metallica Negativ Prljavo Kazalište/ Idoli | Metallica Negativ Prljavo Kazalište/ Idoli | Metallica Negativ Prljavo Kazalište/ Idoli | Metallica Negativ Prljavo Kazalište/ Idoli | Metallica Negativ Prljavo Kazalište/ Idoli | Metallica Negativ Prljavo Kazalište/ Idoli | Metallica Negativ Prljavo Kazalište/ Idoli | Metallica Negativ Prljavo Kazalište/ Idoli | Metallica Negativ Prljavo Kazalište/ Idoli | Metallica Negativ Prljavo Kazalište/ Idoli | Metallica Negativ Prljavo Kazalište/ Idoli | Metallica Negativ Prljavo Kazalište/ Idoli | Metallica Negativ Prljavo Kazalište/ Idoli | Metallica Negativ Prljavo Kazalište/ Idoli | Metallica Negativ Prljavo Kazalište/ Idoli | Metallica Negativ Prljavo Kazalište/ Idoli | Metallica Negativ Prljavo Kazalište/ Idoli | Metallica Negativ Prljavo Kazalište/ Idoli | Metallica Negativ Prljavo Kazalište/ Idoli | Metallica Negativ Prljavo Kazalište/ Idoli | Metallica Negativ Prljavo Kazalište/ Idoli | Metallica Negativ Prljavo Kazalište/ Idoli | Metallica Negativ Prljavo Kazalište/ Idoli | Metallica Negativ Prljavo Kazalište/ Idoli | Metallica Negativ Prljavo Kazalište/ Idoli | Metallica Negativ Prljavo Kazalište/ Idoli | Metallica Negativ Prljavo Kazalište/ Idoli | Metallica Negativ Prljavo Kazalište/ Idoli | Metallica Negativ Prljavo Kazalište/ Idoli | Metallica Negativ Prljavo Kazalište/ Idoli | Metallica Negativ Prljavo Kazalište/ Idoli | Metallica Negativ Prljavo Kazalište/ Idoli | Metallica Negativ Prljavo Kazalište/ Idoli | Metallica Negativ Prljavo Kazalište/ Idoli | Metallica Negativ Prljavo Kazalište/ Idoli | Metallica Negativ Prljavo Kazalište/ Idoli | Metallica Negativ Prljavo Kazalište/ Idoli | Metallica Negativ Prljavo Kazalište/ Idoli | Metallica Negativ Prljavo Kazalište/ Idoli | Metallica Negativ Prljavo Kazalište/ Idoli | Metallica Negativ Prljavo Kazalište/ Idoli | Metallica Negativ Prljavo Kazalište/ Idoli | Metallica Negativ Prljavo Kazalište/ Idoli | Metallica Negativ Prljavo Kazalište/ Idoli | Metallica Negativ Prljavo Kazalište/ Idoli | Metallica Negativ Prljavo Kazalište/ Idoli | Metallica Negativ Prljavo Kazalište/ Idoli | Metallica Negativ Prljavo Kazalište/ Idoli | Metallica Negativ Prljavo Kazalište/ Idoli | Metallica Negativ Prljavo Kazalište/ Idoli | Metallica Negativ Prljavo Kazalište/ Idoli | Metallica Negativ Prljavo Kazalište/ Idoli | Metallica Negativ Prljavo Kazalište/ Idoli | Metallica Negativ Prljavo Kazalište/ Idoli | Metallica Negativ Prljavo Kazalište/ Idoli | Metallica Negativ Prljavo Kazalište/ Idoli | Metallica Negativ Prljavo Kazalište/ Idoli | Metallica Negativ Prljavo Kazalište/ Idoli | Metallica Negativ Prljavo Kazalište/ Idoli | Metallica Negativ Prljavo Kazalište/ Idoli | Metallica Negativ Prljavo Kazalište/ Idoli | Metallica Negativ Prljavo Kazalište/ Idoli | Metallica Negativ Prljavo Kazalište/ Idoli | Metallica Negativ Prljavo Kazalište/ Idoli | Metallica Negativ Prljavo Kazalište/ Idoli | Metallica Negativ Prljavo Kazalište/ Idoli | Metallica Negativ Prljavo Kazalište/ Idoli | Metallica Negativ Prljavo Kazalište/ Idoli | Metallica Negativ Prljavo Kazalište/ Idoli | Metallica Negativ Prljavo Kazalište/ Idoli | Metallica Negativ Prljavo Kazalište/ Idoli | Metallica Negativ Prljavo Kazalište/ Idoli | Metallica Negativ Prljavo Kazalište/ Idoli | Metallica Negativ Prljavo Kazalište/ Idoli | Metallica Negativ Prljavo Kazalište/ Idoli | Metallica Negativ Prljavo Kazalište/ Idoli | Metallica Negativ Prljavo Kazalište/ Idoli | Metallica Negativ Prljavo Kazalište/ Idoli | Metallica Negativ Prljavo Kazalište/ Idoli | Metallica Negativ Prljavo Kazalište/ Idoli | Metallica Negativ Prljavo Kazalište/ Idoli | Metallica Negativ Prljavo Kazalište/ Idoli | Metallica Negativ Prljavo Kazalište/ Idoli | Metallica Negativ Prljavo Kazalište/ Idoli | Metallica Negativ Prljavo Kazalište/ Idoli | Metallica Negativ Prljavo Kazalište/ Idoli | Metallica Negativ Prljavo Kazalište/ Idoli | Metallica Negativ Prljavo Kazalište/ Idoli | Metallica Negativ Prljavo Kazalište/ Idoli | Metallica Negativ Prljavo Kazalište/ Idoli | Metallica Negativ Prljavo Kazalište/ Idoli | Metallica Negativ Prljavo Kazalište/ Idoli | Metallica Negativ Prljavo Kazalište/ Idoli | Metallica Negativ Prljavo Kazalište/ Idoli | Metallica Negativ Prljavo Kazalište/ Idoli | pasó/ Nominado (con Igor Cukrov)   | pasó/ Nominado (con Igor Cukrov)   | pasó/ Nominado (con Igor Cukrov)   | pasó/ Nominado (con Igor Cukrov)   | pasó/ Nominado (con Igor Cukrov)   | pasó/ Nominado (con Igor Cukrov)   | pasó/ Nominado (con Igor Cukrov)   | pasó/ Nominado (con Igor Cukrov)   | pasó/ Nominado (con Igor Cukrov)   | pasó/ Nominado (con Igor Cukrov)   | pasó/ Nominado (con Igor Cukrov)   | pasó/ Nominado (con Igor Cukrov)   | pasó/ Nominado (con Igor Cukrov)   | pasó/ Nominado (con Igor Cukrov)   | pasó/ Nominado (con Igor Cukrov)   | pasó/ Nominado (con Igor Cukrov)   | pasó/ Nominado (con Igor Cukrov)   | pasó/ Nominado (con Igor Cukrov)   | pasó/ Nominado (con Igor Cukrov)   | pasó/ Nominado (con Igor Cukrov)   | pasó/ Nominado (con Igor Cukrov)   | pasó/ Nominado (con Igor Cukrov)   | pasó/ Nominado (con Igor Cukrov)   | pasó/ Nominado (con Igor Cukrov)   | pasó/ Nominado (con Igor Cukrov)   | pasó/ Nominado (con Igor Cukrov)   | pasó/ Nominado (con Igor Cukrov)   | pasó/ Nominado (con Igor Cukrov)   | pasó/ Nominado (con Igor Cukrov)   | pasó/ Nominado (con Igor Cukrov)   | pasó/ Nominado (con Igor Cukrov)   | pasó/ Nominado (con Igor Cukrov)   | pasó/ Nominado (con Igor Cukrov)   | pasó/ Nominado (con Igor Cukrov)   | pasó/ Nominado (con Igor Cukrov)   | pasó/ Nominado (con Igor Cukrov)   | pasó/ Nominado (con Igor Cukrov)   | pasó/ Nominado (con Igor Cukrov)   | pasó/ Nominado (con Igor Cukrov)   | pasó/ Nominado (con Igor Cukrov)   | pasó/ Nominado (con Igor Cukrov)   | pasó/ Nominado (con Igor Cukrov)   | pasó/ Nominado (con Igor Cukrov)   | pasó/ Nominado (con Igor Cukrov)   | pasó/ Nominado (con Igor Cukrov)   | pasó/ Nominado (con Igor Cukrov)   | pasó/ Nominado (con Igor Cukrov)   | pasó/ Nominado (con Igor Cukrov)   | pasó/ Nominado (con Igor Cukrov)   | pasó/ Nominado (con Igor Cukrov)   | pasó/ Nominado (con Igor Cukrov)   | pasó/ Nominado (con Igor Cukrov)   | pasó/ Nominado (con Igor Cukrov)   | pasó/ Nominado (con Igor Cukrov)   | pasó/ Nominado (con Igor Cukrov)   | pasó/ Nominado (con Igor Cukrov)   | pasó/ Nominado (con Igor Cukrov)   | pasó/ Nominado (con Igor Cukrov)   | pasó/ Nominado (con Igor Cukrov)   | pasó/ Nominado (con Igor Cukrov)   | pasó/ Nominado (con Igor Cukrov)   | pasó/ Nominado (con Igor Cukrov)   | pasó/ Nominado (con Igor Cukrov)   | pasó/ Nominado (con Igor Cukrov)   | pasó/ Nominado (con Igor Cukrov)   | pasó/ Nominado (con Igor Cukrov)   | pasó/ Nominado (con Igor Cukrov)   | pasó/ Nominado (con Igor Cukrov)   | pasó/ Nominado (con Igor Cukrov)   | pasó/ Nominado (con Igor Cukrov)   | pasó/ Nominado (con Igor Cukrov)   | pasó/ Nominado (con Igor Cukrov)   | pasó/ Nominado (con Igor Cukrov)   | pasó/ Nominado (con Igor Cukrov)   | pasó/ Nominado (con Igor Cukrov)   | pasó/ Nominado (con Igor Cukrov)   | pasó/ Nominado (con Igor Cukrov)   | pasó/ Nominado (con Igor Cukrov)   | pasó/ Nominado (con Igor Cukrov)   | pasó/ Nominado (con Igor Cukrov)   | pasó/ Nominado (con Igor Cukrov)   | pasó/ Nominado (con Igor Cukrov)   | pasó/ Nominado (con Igor Cukrov)   | pasó/ Nominado (con Igor Cukrov)   | pasó/ Nominado (con Igor Cukrov)   | pasó/ Nominado (con Igor Cukrov)   | pasó/ Nominado (con Igor Cukrov)   | pasó/ Nominado (con Igor Cukrov)   | pasó/ Nominado (con Igor Cukrov)   | pasó/ Nominado (con Igor Cukrov)   | pasó/ Nominado (con Igor Cukrov)   | pasó/ Nominado (con Igor Cukrov)   | pasó/ Nominado (con Igor Cukrov)   | pasó/ Nominado (con Igor Cukrov)   | pasó/ Nominado (con Igor Cukrov)   | pasó/ Nominado (con Igor Cukrov)   | pasó/ Nominado (con Igor Cukrov)   | pasó/ Nominado (con Igor Cukrov)   | pasó/ Nominado (con Igor Cukrov)   | pasó/ Nominado (con Igor Cukrov)   |
| 13        | 13        | 13        | 13        | 13        | 13        | 13        | 13        | 13        | 13        | 13        | 13        | 13        | 13        | 13        | 13        | 13        | 13        | 13        | 13        | 13        | 13        | 13        | 13        | 13        | 13        | 13        | 13        | 13        | 13        | 13        | 13        | 13        | 13        | 13        | 13        | 13        | 13        | 13        | 13        | 13        | 13        | 13        | 13        | 13        | 13        | 13        | 13        | 13        | 13        | 13        | 13        | 13        | 13        | 13        | 13        | 13        | 13        | 13        | 13        | 13        | 13        | 13        | 13        | 13        | 13        | 13        | 13        | 13        | 13        | 13        | 13        | 13        | 13        | 13        | 13        | 13        | 13        | 13        | 13        | 13        | 13        | 13        | 13        | 13        | 13        | 13        | 13        | 13        | 13        | Godine prolaze With or without you                                   | Godine prolaze With or without you                                   | Godine prolaze With or without you                                   | Godine prolaze With or without you                                   | Godine prolaze With or without you                                   | Godine prolaze With or without you                                   | Godine prolaze With or without you                                   | Godine prolaze With or without you                                   | Godine prolaze With or without you                                   | Godine prolaze With or without you                                   | Godine prolaze With or without you                                   | Godine prolaze With or without you                                   | Godine prolaze With or without you                                   | Godine prolaze With or without you                                   | Godine prolaze With or without you                                   | Godine prolaze With or without you                                   | Godine prolaze With or without you                                   | Godine prolaze With or without you                                   | Godine prolaze With or without you                                   | Godine prolaze With or without you                                   | Godine prolaze With or without you                                   | Godine prolaze With or without you                                   | Godine prolaze With or without you                                   | Godine prolaze With or without you                                   | Godine prolaze With or without you                                   | Godine prolaze With or without you                                   | Godine prolaze With or without you                                   | Godine prolaze With or without you                                   | Godine prolaze With or without you                                   | Godine prolaze With or without you                                   | Godine prolaze With or without you                                   | Godine prolaze With or without you                                   | Godine prolaze With or without you                                   | Godine prolaze With or without you                                   | Godine prolaze With or without you                                   | Godine prolaze With or without you                                   | Godine prolaze With or without you                                   | Godine prolaze With or without you                                   | Godine prolaze With or without you                                   | Godine prolaze With or without you                                   | Godine prolaze With or without you                                   | Godine prolaze With or without you                                   | Godine prolaze With or without you                                   | Godine prolaze With or without you                                   | Godine prolaze With or without you                                   | Godine prolaze With or without you                                   | Godine prolaze With or without you                                   | Godine prolaze With or without you                                   | Godine prolaze With or without you                                   | Godine prolaze With or without you                                   | Godine prolaze With or without you                                   | Godine prolaze With or without you                                   | Godine prolaze With or without you                                   | Godine prolaze With or without you                                   | Godine prolaze With or without you                                   | Godine prolaze With or without you                                   | Godine prolaze With or without you                                   | Godine prolaze With or without you                                   | Godine prolaze With or without you                                   | Godine prolaze With or without you                                   | Godine prolaze With or without you                                   | Godine prolaze With or without you                                   | Godine prolaze With or without you                                   | Godine prolaze With or without you                                   | Godine prolaze With or without you                                   | Godine prolaze With or without you                                   | Godine prolaze With or without you                                   | Godine prolaze With or without you                                   | Godine prolaze With or without you                                   | Godine prolaze With or without you                                   | Godine prolaze With or without you                                   | Godine prolaze With or without you                                   | Godine prolaze With or without you                                   | Godine prolaze With or without you                                   | Godine prolaze With or without you                                   | Godine prolaze With or without you                                   | Godine prolaze With or without you                                   | Godine prolaze With or without you                                   | Godine prolaze With or without you                                   | Godine prolaze With or without you                                   | Godine prolaze With or without you                                   | Godine prolaze With or without you                                   | Godine prolaze With or without you                                   | Godine prolaze With or without you                                   | Godine prolaze With or without you                                   | Godine prolaze With or without you                                   | Godine prolaze With or without you                                   | Godine prolaze With or without you                                   | Godine prolaze With or without you                                   | Godine prolaze With or without you                                   | Godine prolaze With or without you                                   | Godine prolaze With or without you                                   | Godine prolaze With or without you                                   | Godine prolaze With or without you                                   | Godine prolaze With or without you                                   | Godine prolaze With or without you                                   | Godine prolaze With or without you                                   | Godine prolaze With or without you                                   | Godine prolaze With or without you                                   | Godine prolaze With or without you                                   | Solo duo con Igor Cukrov                                                   | Solo duo con Igor Cukrov                                                   | Solo duo con Igor Cukrov                                                   | Solo duo con Igor Cukrov                                                   | Solo duo con Igor Cukrov                                                   | Solo duo con Igor Cukrov                                                   | Solo duo con Igor Cukrov                                                   | Solo duo con Igor Cukrov                                                   | Solo duo con Igor Cukrov                                                   | Solo duo con Igor Cukrov                                                   | Solo duo con Igor Cukrov                                                   | Solo duo con Igor Cukrov                                                   | Solo duo con Igor Cukrov                                                   | Solo duo con Igor Cukrov                                                   | Solo duo con Igor Cukrov                                                   | Solo duo con Igor Cukrov                                                   | Solo duo con Igor Cukrov                                                   | Solo duo con Igor Cukrov                                                   | Solo duo con Igor Cukrov                                                   | Solo duo con Igor Cukrov                                                   | Solo duo con Igor Cukrov                                                   | Solo duo con Igor Cukrov                                                   | Solo duo con Igor Cukrov                                                   | Solo duo con Igor Cukrov                                                   | Solo duo con Igor Cukrov                                                   | Solo duo con Igor Cukrov                                                   | Solo duo con Igor Cukrov                                                   | Solo duo con Igor Cukrov                                                   | Solo duo con Igor Cukrov                                                   | Solo duo con Igor Cukrov                                                   | Solo duo con Igor Cukrov                                                   | Solo duo con Igor Cukrov                                                   | Solo duo con Igor Cukrov                                                   | Solo duo con Igor Cukrov                                                   | Solo duo con Igor Cukrov                                                   | Solo duo con Igor Cukrov                                                   | Solo duo con Igor Cukrov                                                   | Solo duo con Igor Cukrov                                                   | Solo duo con Igor Cukrov                                                   | Solo duo con Igor Cukrov                                                   | Solo duo con Igor Cukrov                                                   | Solo duo con Igor Cukrov                                                   | Solo duo con Igor Cukrov                                                   | Solo duo con Igor Cukrov                                                   | Solo duo con Igor Cukrov                                                   | Solo duo con Igor Cukrov                                                   | Solo duo con Igor Cukrov                                                   | Solo duo con Igor Cukrov                                                   | Solo duo con Igor Cukrov                                                   | Solo duo con Igor Cukrov                                                   | Solo duo con Igor Cukrov                                                   | Solo duo con Igor Cukrov                                                   | Solo duo con Igor Cukrov                                                   | Solo duo con Igor Cukrov                                                   | Solo duo con Igor Cukrov                                                   | Solo duo con Igor Cukrov                                                   | Solo duo con Igor Cukrov                                                   | Solo duo con Igor Cukrov                                                   | Solo duo con Igor Cukrov                                                   | Solo duo con Igor Cukrov                                                   | Solo duo con Igor Cukrov                                                   | Solo duo con Igor Cukrov                                                   | Solo duo con Igor Cukrov                                                   | Solo duo con Igor Cukrov                                                   | Solo duo con Igor Cukrov                                                   | Solo duo con Igor Cukrov                                                   | Solo duo con Igor Cukrov                                                   | Solo duo con Igor Cukrov                                                   | Solo duo con Igor Cukrov                                                   | Solo duo con Igor Cukrov                                                   | Solo duo con Igor Cukrov                                                   | Solo duo con Igor Cukrov                                                   | Solo duo con Igor Cukrov                                                   | Solo duo con Igor Cukrov                                                   | Solo duo con Igor Cukrov                                                   | Solo duo con Igor Cukrov                                                   | Solo duo con Igor Cukrov                                                   | Solo duo con Igor Cukrov                                                   | Solo duo con Igor Cukrov                                                   | Solo duo con Igor Cukrov                                                   | Solo duo con Igor Cukrov                                                   | Solo duo con Igor Cukrov                                                   | Solo duo con Igor Cukrov                                                   | Solo duo con Igor Cukrov                                                   | Solo duo con Igor Cukrov                                                   | Solo duo con Igor Cukrov                                                   | Solo duo con Igor Cukrov                                                   | Solo duo con Igor Cukrov                                                   | Solo duo con Igor Cukrov                                                   | Solo duo con Igor Cukrov                                                   | Solo duo con Igor Cukrov                                                   | Solo duo con Igor Cukrov                                                   | Solo duo con Igor Cukrov                                                   | Solo duo con Igor Cukrov                                                   | Solo duo con Igor Cukrov                                                   | Solo duo con Igor Cukrov                                                   | Solo duo con Igor Cukrov                                                   | Solo duo con Igor Cukrov                                                   | Solo duo con Igor Cukrov                                                   | Solo duo con Igor Cukrov                                                   | Solo duo con Igor Cukrov                                                   | Solo duo con Igor Cukrov                                                   | Solo duo con Igor Cukrov                                                   | Solo duo con Igor Cukrov                                                   | Solo duo con Igor Cukrov                                                   | Solo duo con Igor Cukrov                                                   | Solo duo con Igor Cukrov                                                   | Solo duo con Igor Cukrov                                                   | Solo duo con Igor Cukrov                                                   | Solo duo con Igor Cukrov                                                   | Solo duo con Igor Cukrov                                                   | Solo duo con Igor Cukrov                                                   | Solo duo con Igor Cukrov                                                   | Solo duo con Igor Cukrov                                                   | Solo duo con Igor Cukrov                                                   | Solo duo con Igor Cukrov                                                   | Solo duo con Igor Cukrov                                                   | Solo duo con Igor Cukrov                                                   | Solo duo con Igor Cukrov                                                   | Solo duo con Igor Cukrov                                                   | Solo duo con Igor Cukrov                                                   | Solo duo con Igor Cukrov                                                   | Solo duo con Igor Cukrov                                                   | Solo duo con Igor Cukrov                                                   | Solo duo con Igor Cukrov                                                   | Solo duo con Igor Cukrov                                                   | Solo duo con Igor Cukrov                                                   | Solo duo con Igor Cukrov                                                   | Solo duo con Igor Cukrov                                                   | Solo duo con Igor Cukrov                                                   | Parni Valjak U2                            | Parni Valjak U2                            | Parni Valjak U2                            | Parni Valjak U2                            | Parni Valjak U2                            | Parni Valjak U2                            | Parni Valjak U2                            | Parni Valjak U2                            | Parni Valjak U2                            | Parni Valjak U2                            | Parni Valjak U2                            | Parni Valjak U2                            | Parni Valjak U2                            | Parni Valjak U2                            | Parni Valjak U2                            | Parni Valjak U2                            | Parni Valjak U2                            | Parni Valjak U2                            | Parni Valjak U2                            | Parni Valjak U2                            | Parni Valjak U2                            | Parni Valjak U2                            | Parni Valjak U2                            | Parni Valjak U2                            | Parni Valjak U2                            | Parni Valjak U2                            | Parni Valjak U2                            | Parni Valjak U2                            | Parni Valjak U2                            | Parni Valjak U2                            | Parni Valjak U2                            | Parni Valjak U2                            | Parni Valjak U2                            | Parni Valjak U2                            | Parni Valjak U2                            | Parni Valjak U2                            | Parni Valjak U2                            | Parni Valjak U2                            | Parni Valjak U2                            | Parni Valjak U2                            | Parni Valjak U2                            | Parni Valjak U2                            | Parni Valjak U2                            | Parni Valjak U2                            | Parni Valjak U2                            | Parni Valjak U2                            | Parni Valjak U2                            | Parni Valjak U2                            | Parni Valjak U2                            | Parni Valjak U2                            | Parni Valjak U2                            | Parni Valjak U2                            | Parni Valjak U2                            | Parni Valjak U2                            | Parni Valjak U2                            | Parni Valjak U2                            | Parni Valjak U2                            | Parni Valjak U2                            | Parni Valjak U2                            | Parni Valjak U2                            | Parni Valjak U2                            | Parni Valjak U2                            | Parni Valjak U2                            | Parni Valjak U2                            | Parni Valjak U2                            | Parni Valjak U2                            | Parni Valjak U2                            | Parni Valjak U2                            | Parni Valjak U2                            | Parni Valjak U2                            | Parni Valjak U2                            | Parni Valjak U2                            | Parni Valjak U2                            | Parni Valjak U2                            | Parni Valjak U2                            | Parni Valjak U2                            | Parni Valjak U2                            | Parni Valjak U2                            | Parni Valjak U2                            | Parni Valjak U2                            | Parni Valjak U2                            | Parni Valjak U2                            | Parni Valjak U2                            | Parni Valjak U2                            | Parni Valjak U2                            | Parni Valjak U2                            | Parni Valjak U2                            | Parni Valjak U2                            | Parni Valjak U2                            | Parni Valjak U2                            | Parni Valjak U2                            | Parni Valjak U2                            | Parni Valjak U2                            | Parni Valjak U2                            | Parni Valjak U2                            | Parni Valjak U2                            | Parni Valjak U2                            | Parni Valjak U2                            | Parni Valjak U2                            | Parni Valjak U2                            | pasó                               | pasó                               | pasó                               | pasó                               | pasó                               | pasó                               | pasó                               | pasó                               | pasó                               | pasó                               | pasó                               | pasó                               | pasó                               | pasó                               | pasó                               | pasó                               | pasó                               | pasó                               | pasó                               | pasó                               | pasó                               | pasó                               | pasó                               | pasó                               | pasó                               | pasó                               | pasó                               | pasó                               | pasó                               | pasó                               | pasó                               | pasó                               | pasó                               | pasó                               | pasó                               | pasó                               | pasó                               | pasó                               | pasó                               | pasó                               | pasó                               | pasó                               | pasó                               | pasó                               | pasó                               | pasó                               | pasó                               | pasó                               | pasó                               | pasó                               | pasó                               | pasó                               | pasó                               | pasó                               | pasó                               | pasó                               | pasó                               | pasó                               | pasó                               | pasó                               | pasó                               | pasó                               | pasó                               | pasó                               | pasó                               | pasó                               | pasó                               | pasó                               | pasó                               | pasó                               | pasó                               | pasó                               | pasó                               | pasó                               | pasó                               | pasó                               | pasó                               | pasó                               | pasó                               | pasó                               | pasó                               | pasó                               | pasó                               | pasó                               | pasó                               | pasó                               | pasó                               | pasó                               | pasó                               | pasó                               | pasó                               | pasó                               | pasó                               | pasó                               | pasó                               | pasó                               | pasó                               | pasó                               | pasó                               | pasó                               |
| Semifinal | Semifinal | Semifinal | Semifinal | Semifinal | Semifinal | Semifinal | Semifinal | Semifinal | Semifinal | Semifinal | Semifinal | Semifinal | Semifinal | Semifinal | Semifinal | Semifinal | Semifinal | Semifinal | Semifinal | Semifinal | Semifinal | Semifinal | Semifinal | Semifinal | Semifinal | Semifinal | Semifinal | Semifinal | Semifinal | Semifinal | Semifinal | Semifinal | Semifinal | Semifinal | Semifinal | Semifinal | Semifinal | Semifinal | Semifinal | Semifinal | Semifinal | Semifinal | Semifinal | Semifinal | Semifinal | Semifinal | Semifinal | Semifinal | Semifinal | Semifinal | Semifinal | Semifinal | Semifinal | Semifinal | Semifinal | Semifinal | Semifinal | Semifinal | Semifinal | Semifinal | Semifinal | Semifinal | Semifinal | Semifinal | Semifinal | Semifinal | Semifinal | Semifinal | Semifinal | Semifinal | Semifinal | Semifinal | Semifinal | Semifinal | Semifinal | Semifinal | Semifinal | Semifinal | Semifinal | Semifinal | Semifinal | Semifinal | Semifinal | Semifinal | Semifinal | Semifinal | Semifinal | Semifinal | Semifinal | Ugasi me Angels                                                      | Ugasi me Angels                                                      | Ugasi me Angels                                                      | Ugasi me Angels                                                      | Ugasi me Angels                                                      | Ugasi me Angels                                                      | Ugasi me Angels                                                      | Ugasi me Angels                                                      | Ugasi me Angels                                                      | Ugasi me Angels                                                      | Ugasi me Angels                                                      | Ugasi me Angels                                                      | Ugasi me Angels                                                      | Ugasi me Angels                                                      | Ugasi me Angels                                                      | Ugasi me Angels                                                      | Ugasi me Angels                                                      | Ugasi me Angels                                                      | Ugasi me Angels                                                      | Ugasi me Angels                                                      | Ugasi me Angels                                                      | Ugasi me Angels                                                      | Ugasi me Angels                                                      | Ugasi me Angels                                                      | Ugasi me Angels                                                      | Ugasi me Angels                                                      | Ugasi me Angels                                                      | Ugasi me Angels                                                      | Ugasi me Angels                                                      | Ugasi me Angels                                                      | Ugasi me Angels                                                      | Ugasi me Angels                                                      | Ugasi me Angels                                                      | Ugasi me Angels                                                      | Ugasi me Angels                                                      | Ugasi me Angels                                                      | Ugasi me Angels                                                      | Ugasi me Angels                                                      | Ugasi me Angels                                                      | Ugasi me Angels                                                      | Ugasi me Angels                                                      | Ugasi me Angels                                                      | Ugasi me Angels                                                      | Ugasi me Angels                                                      | Ugasi me Angels                                                      | Ugasi me Angels                                                      | Ugasi me Angels                                                      | Ugasi me Angels                                                      | Ugasi me Angels                                                      | Ugasi me Angels                                                      | Ugasi me Angels                                                      | Ugasi me Angels                                                      | Ugasi me Angels                                                      | Ugasi me Angels                                                      | Ugasi me Angels                                                      | Ugasi me Angels                                                      | Ugasi me Angels                                                      | Ugasi me Angels                                                      | Ugasi me Angels                                                      | Ugasi me Angels                                                      | Ugasi me Angels                                                      | Ugasi me Angels                                                      | Ugasi me Angels                                                      | Ugasi me Angels                                                      | Ugasi me Angels                                                      | Ugasi me Angels                                                      | Ugasi me Angels                                                      | Ugasi me Angels                                                      | Ugasi me Angels                                                      | Ugasi me Angels                                                      | Ugasi me Angels                                                      | Ugasi me Angels                                                      | Ugasi me Angels                                                      | Ugasi me Angels                                                      | Ugasi me Angels                                                      | Ugasi me Angels                                                      | Ugasi me Angels                                                      | Ugasi me Angels                                                      | Ugasi me Angels                                                      | Ugasi me Angels                                                      | Ugasi me Angels                                                      | Ugasi me Angels                                                      | Ugasi me Angels                                                      | Ugasi me Angels                                                      | Ugasi me Angels                                                      | Ugasi me Angels                                                      | Ugasi me Angels                                                      | Ugasi me Angels                                                      | Ugasi me Angels                                                      | Ugasi me Angels                                                      | Ugasi me Angels                                                      | Ugasi me Angels                                                      | Ugasi me Angels                                                      | Ugasi me Angels                                                      | Ugasi me Angels                                                      | Ugasi me Angels                                                      | Ugasi me Angels                                                      | Ugasi me Angels                                                      | Ugasi me Angels                                                      | Ugasi me Angels                                                      | duo con Aki Rahimovski solo                                                | duo con Aki Rahimovski solo                                                | duo con Aki Rahimovski solo                                                | duo con Aki Rahimovski solo                                                | duo con Aki Rahimovski solo                                                | duo con Aki Rahimovski solo                                                | duo con Aki Rahimovski solo                                                | duo con Aki Rahimovski solo                                                | duo con Aki Rahimovski solo                                                | duo con Aki Rahimovski solo                                                | duo con Aki Rahimovski solo                                                | duo con Aki Rahimovski solo                                                | duo con Aki Rahimovski solo                                                | duo con Aki Rahimovski solo                                                | duo con Aki Rahimovski solo                                                | duo con Aki Rahimovski solo                                                | duo con Aki Rahimovski solo                                                | duo con Aki Rahimovski solo                                                | duo con Aki Rahimovski solo                                                | duo con Aki Rahimovski solo                                                | duo con Aki Rahimovski solo                                                | duo con Aki Rahimovski solo                                                | duo con Aki Rahimovski solo                                                | duo con Aki Rahimovski solo                                                | duo con Aki Rahimovski solo                                                | duo con Aki Rahimovski solo                                                | duo con Aki Rahimovski solo                                                | duo con Aki Rahimovski solo                                                | duo con Aki Rahimovski solo                                                | duo con Aki Rahimovski solo                                                | duo con Aki Rahimovski solo                                                | duo con Aki Rahimovski solo                                                | duo con Aki Rahimovski solo                                                | duo con Aki Rahimovski solo                                                | duo con Aki Rahimovski solo                                                | duo con Aki Rahimovski solo                                                | duo con Aki Rahimovski solo                                                | duo con Aki Rahimovski solo                                                | duo con Aki Rahimovski solo                                                | duo con Aki Rahimovski solo                                                | duo con Aki Rahimovski solo                                                | duo con Aki Rahimovski solo                                                | duo con Aki Rahimovski solo                                                | duo con Aki Rahimovski solo                                                | duo con Aki Rahimovski solo                                                | duo con Aki Rahimovski solo                                                | duo con Aki Rahimovski solo                                                | duo con Aki Rahimovski solo                                                | duo con Aki Rahimovski solo                                                | duo con Aki Rahimovski solo                                                | duo con Aki Rahimovski solo                                                | duo con Aki Rahimovski solo                                                | duo con Aki Rahimovski solo                                                | duo con Aki Rahimovski solo                                                | duo con Aki Rahimovski solo                                                | duo con Aki Rahimovski solo                                                | duo con Aki Rahimovski solo                                                | duo con Aki Rahimovski solo                                                | duo con Aki Rahimovski solo                                                | duo con Aki Rahimovski solo                                                | duo con Aki Rahimovski solo                                                | duo con Aki Rahimovski solo                                                | duo con Aki Rahimovski solo                                                | duo con Aki Rahimovski solo                                                | duo con Aki Rahimovski solo                                                | duo con Aki Rahimovski solo                                                | duo con Aki Rahimovski solo                                                | duo con Aki Rahimovski solo                                                | duo con Aki Rahimovski solo                                                | duo con Aki Rahimovski solo                                                | duo con Aki Rahimovski solo                                                | duo con Aki Rahimovski solo                                                | duo con Aki Rahimovski solo                                                | duo con Aki Rahimovski solo                                                | duo con Aki Rahimovski solo                                                | duo con Aki Rahimovski solo                                                | duo con Aki Rahimovski solo                                                | duo con Aki Rahimovski solo                                                | duo con Aki Rahimovski solo                                                | duo con Aki Rahimovski solo                                                | duo con Aki Rahimovski solo                                                | duo con Aki Rahimovski solo                                                | duo con Aki Rahimovski solo                                                | duo con Aki Rahimovski solo                                                | duo con Aki Rahimovski solo                                                | duo con Aki Rahimovski solo                                                | duo con Aki Rahimovski solo                                                | duo con Aki Rahimovski solo                                                | duo con Aki Rahimovski solo                                                | duo con Aki Rahimovski solo                                                | duo con Aki Rahimovski solo                                                | duo con Aki Rahimovski solo                                                | duo con Aki Rahimovski solo                                                | duo con Aki Rahimovski solo                                                | duo con Aki Rahimovski solo                                                | duo con Aki Rahimovski solo                                                | duo con Aki Rahimovski solo                                                | duo con Aki Rahimovski solo                                                | duo con Aki Rahimovski solo                                                | duo con Aki Rahimovski solo                                                | duo con Aki Rahimovski solo                                                | duo con Aki Rahimovski solo                                                | duo con Aki Rahimovski solo                                                | duo con Aki Rahimovski solo                                                | duo con Aki Rahimovski solo                                                | duo con Aki Rahimovski solo                                                | duo con Aki Rahimovski solo                                                | duo con Aki Rahimovski solo                                                | duo con Aki Rahimovski solo                                                | duo con Aki Rahimovski solo                                                | duo con Aki Rahimovski solo                                                | duo con Aki Rahimovski solo                                                | duo con Aki Rahimovski solo                                                | duo con Aki Rahimovski solo                                                | duo con Aki Rahimovski solo                                                | duo con Aki Rahimovski solo                                                | duo con Aki Rahimovski solo                                                | duo con Aki Rahimovski solo                                                | duo con Aki Rahimovski solo                                                | duo con Aki Rahimovski solo                                                | duo con Aki Rahimovski solo                                                | duo con Aki Rahimovski solo                                                | duo con Aki Rahimovski solo                                                | duo con Aki Rahimovski solo                                                | duo con Aki Rahimovski solo                                                | duo con Aki Rahimovski solo                                                | duo con Aki Rahimovski solo                                                | duo con Aki Rahimovski solo                                                | duo con Aki Rahimovski solo                                                | duo con Aki Rahimovski solo                                                | Parni Valjak Robbie Williams               | Parni Valjak Robbie Williams               | Parni Valjak Robbie Williams               | Parni Valjak Robbie Williams               | Parni Valjak Robbie Williams               | Parni Valjak Robbie Williams               | Parni Valjak Robbie Williams               | Parni Valjak Robbie Williams               | Parni Valjak Robbie Williams               | Parni Valjak Robbie Williams               | Parni Valjak Robbie Williams               | Parni Valjak Robbie Williams               | Parni Valjak Robbie Williams               | Parni Valjak Robbie Williams               | Parni Valjak Robbie Williams               | Parni Valjak Robbie Williams               | Parni Valjak Robbie Williams               | Parni Valjak Robbie Williams               | Parni Valjak Robbie Williams               | Parni Valjak Robbie Williams               | Parni Valjak Robbie Williams               | Parni Valjak Robbie Williams               | Parni Valjak Robbie Williams               | Parni Valjak Robbie Williams               | Parni Valjak Robbie Williams               | Parni Valjak Robbie Williams               | Parni Valjak Robbie Williams               | Parni Valjak Robbie Williams               | Parni Valjak Robbie Williams               | Parni Valjak Robbie Williams               | Parni Valjak Robbie Williams               | Parni Valjak Robbie Williams               | Parni Valjak Robbie Williams               | Parni Valjak Robbie Williams               | Parni Valjak Robbie Williams               | Parni Valjak Robbie Williams               | Parni Valjak Robbie Williams               | Parni Valjak Robbie Williams               | Parni Valjak Robbie Williams               | Parni Valjak Robbie Williams               | Parni Valjak Robbie Williams               | Parni Valjak Robbie Williams               | Parni Valjak Robbie Williams               | Parni Valjak Robbie Williams               | Parni Valjak Robbie Williams               | Parni Valjak Robbie Williams               | Parni Valjak Robbie Williams               | Parni Valjak Robbie Williams               | Parni Valjak Robbie Williams               | Parni Valjak Robbie Williams               | Parni Valjak Robbie Williams               | Parni Valjak Robbie Williams               | Parni Valjak Robbie Williams               | Parni Valjak Robbie Williams               | Parni Valjak Robbie Williams               | Parni Valjak Robbie Williams               | Parni Valjak Robbie Williams               | Parni Valjak Robbie Williams               | Parni Valjak Robbie Williams               | Parni Valjak Robbie Williams               | Parni Valjak Robbie Williams               | Parni Valjak Robbie Williams               | Parni Valjak Robbie Williams               | Parni Valjak Robbie Williams               | Parni Valjak Robbie Williams               | Parni Valjak Robbie Williams               | Parni Valjak Robbie Williams               | Parni Valjak Robbie Williams               | Parni Valjak Robbie Williams               | Parni Valjak Robbie Williams               | Parni Valjak Robbie Williams               | Parni Valjak Robbie Williams               | Parni Valjak Robbie Williams               | Parni Valjak Robbie Williams               | Parni Valjak Robbie Williams               | Parni Valjak Robbie Williams               | Parni Valjak Robbie Williams               | Parni Valjak Robbie Williams               | Parni Valjak Robbie Williams               | Parni Valjak Robbie Williams               | Parni Valjak Robbie Williams               | Parni Valjak Robbie Williams               | Parni Valjak Robbie Williams               | Parni Valjak Robbie Williams               | Parni Valjak Robbie Williams               | Parni Valjak Robbie Williams               | Parni Valjak Robbie Williams               | Parni Valjak Robbie Williams               | Parni Valjak Robbie Williams               | Parni Valjak Robbie Williams               | Parni Valjak Robbie Williams               | Parni Valjak Robbie Williams               | Parni Valjak Robbie Williams               | Parni Valjak Robbie Williams               | Parni Valjak Robbie Williams               | Parni Valjak Robbie Williams               | Parni Valjak Robbie Williams               | Parni Valjak Robbie Williams               | Parni Valjak Robbie Williams               | Parni Valjak Robbie Williams               | Acabó en 2º puesto                 | Acabó en 2º puesto                 | Acabó en 2º puesto                 | Acabó en 2º puesto                 | Acabó en 2º puesto                 | Acabó en 2º puesto                 | Acabó en 2º puesto                 | Acabó en 2º puesto                 | Acabó en 2º puesto                 | Acabó en 2º puesto                 | Acabó en 2º puesto                 | Acabó en 2º puesto                 | Acabó en 2º puesto                 | Acabó en 2º puesto                 | Acabó en 2º puesto                 | Acabó en 2º puesto                 | Acabó en 2º puesto                 | Acabó en 2º puesto                 | Acabó en 2º puesto                 | Acabó en 2º puesto                 | Acabó en 2º puesto                 | Acabó en 2º puesto                 | Acabó en 2º puesto                 | Acabó en 2º puesto                 | Acabó en 2º puesto                 | Acabó en 2º puesto                 | Acabó en 2º puesto                 | Acabó en 2º puesto                 | Acabó en 2º puesto                 | Acabó en 2º puesto                 | Acabó en 2º puesto                 | Acabó en 2º puesto                 | Acabó en 2º puesto                 | Acabó en 2º puesto                 | Acabó en 2º puesto                 | Acabó en 2º puesto                 | Acabó en 2º puesto                 | Acabó en 2º puesto                 | Acabó en 2º puesto                 | Acabó en 2º puesto                 | Acabó en 2º puesto                 | Acabó en 2º puesto                 | Acabó en 2º puesto                 | Acabó en 2º puesto                 | Acabó en 2º puesto                 | Acabó en 2º puesto                 | Acabó en 2º puesto                 | Acabó en 2º puesto                 | Acabó en 2º puesto                 | Acabó en 2º puesto                 | Acabó en 2º puesto                 | Acabó en 2º puesto                 | Acabó en 2º puesto                 | Acabó en 2º puesto                 | Acabó en 2º puesto                 | Acabó en 2º puesto                 | Acabó en 2º puesto                 | Acabó en 2º puesto                 | Acabó en 2º puesto                 | Acabó en 2º puesto                 | Acabó en 2º puesto                 | Acabó en 2º puesto                 | Acabó en 2º puesto                 | Acabó en 2º puesto                 | Acabó en 2º puesto                 | Acabó en 2º puesto                 | Acabó en 2º puesto                 | Acabó en 2º puesto                 | Acabó en 2º puesto                 | Acabó en 2º puesto                 | Acabó en 2º puesto                 | Acabó en 2º puesto                 | Acabó en 2º puesto                 | Acabó en 2º puesto                 | Acabó en 2º puesto                 | Acabó en 2º puesto                 | Acabó en 2º puesto                 | Acabó en 2º puesto                 | Acabó en 2º puesto                 | Acabó en 2º puesto                 | Acabó en 2º puesto                 | Acabó en 2º puesto                 | Acabó en 2º puesto                 | Acabó en 2º puesto                 | Acabó en 2º puesto                 | Acabó en 2º puesto                 | Acabó en 2º puesto                 | Acabó en 2º puesto                 | Acabó en 2º puesto                 | Acabó en 2º puesto                 | Acabó en 2º puesto                 | Acabó en 2º puesto                 | Acabó en 2º puesto                 | Acabó en 2º puesto                 | Acabó en 2º puesto                 | Acabó en 2º puesto                 | Acabó en 2º puesto                 | Acabó en 2º puesto                 | Acabó en 2º puesto                 | Acabó en 2º puesto                 |
| Final     | Final     | Final     | Final     | Final     | Final     | Final     | Final     | Final     | Final     | Final     | Final     | Final     | Final     | Final     | Final     | Final     | Final     | Final     | Final     | Final     | Final     | Final     | Final     | Final     | Final     | Final     | Final     | Final     | Final     | Final     | Final     | Final     | Final     | Final     | Final     | Final     | Final     | Final     | Final     | Final     | Final     | Final     | Final     | Final     | Final     | Final     | Final     | Final     | Final     | Final     | Final     | Final     | Final     | Final     | Final     | Final     | Final     | Final     | Final     | Final     | Final     | Final     | Final     | Final     | Final     | Final     | Final     | Final     | Final     | Final     | Final     | Final     | Final     | Final     | Final     | Final     | Final     | Final     | Final     | Final     | Final     | Final     | Final     | Final     | Final     | Final     | Final     | Final     | Final     | Live And Let Die Easy More Than Words Highway To Hell                | Live And Let Die Easy More Than Words Highway To Hell                | Live And Let Die Easy More Than Words Highway To Hell                | Live And Let Die Easy More Than Words Highway To Hell                | Live And Let Die Easy More Than Words Highway To Hell                | Live And Let Die Easy More Than Words Highway To Hell                | Live And Let Die Easy More Than Words Highway To Hell                | Live And Let Die Easy More Than Words Highway To Hell                | Live And Let Die Easy More Than Words Highway To Hell                | Live And Let Die Easy More Than Words Highway To Hell                | Live And Let Die Easy More Than Words Highway To Hell                | Live And Let Die Easy More Than Words Highway To Hell                | Live And Let Die Easy More Than Words Highway To Hell                | Live And Let Die Easy More Than Words Highway To Hell                | Live And Let Die Easy More Than Words Highway To Hell                | Live And Let Die Easy More Than Words Highway To Hell                | Live And Let Die Easy More Than Words Highway To Hell                | Live And Let Die Easy More Than Words Highway To Hell                | Live And Let Die Easy More Than Words Highway To Hell                | Live And Let Die Easy More Than Words Highway To Hell                | Live And Let Die Easy More Than Words Highway To Hell                | Live And Let Die Easy More Than Words Highway To Hell                | Live And Let Die Easy More Than Words Highway To Hell                | Live And Let Die Easy More Than Words Highway To Hell                | Live And Let Die Easy More Than Words Highway To Hell                | Live And Let Die Easy More Than Words Highway To Hell                | Live And Let Die Easy More Than Words Highway To Hell                | Live And Let Die Easy More Than Words Highway To Hell                | Live And Let Die Easy More Than Words Highway To Hell                | Live And Let Die Easy More Than Words Highway To Hell                | Live And Let Die Easy More Than Words Highway To Hell                | Live And Let Die Easy More Than Words Highway To Hell                | Live And Let Die Easy More Than Words Highway To Hell                | Live And Let Die Easy More Than Words Highway To Hell                | Live And Let Die Easy More Than Words Highway To Hell                | Live And Let Die Easy More Than Words Highway To Hell                | Live And Let Die Easy More Than Words Highway To Hell                | Live And Let Die Easy More Than Words Highway To Hell                | Live And Let Die Easy More Than Words Highway To Hell                | Live And Let Die Easy More Than Words Highway To Hell                | Live And Let Die Easy More Than Words Highway To Hell                | Live And Let Die Easy More Than Words Highway To Hell                | Live And Let Die Easy More Than Words Highway To Hell                | Live And Let Die Easy More Than Words Highway To Hell                | Live And Let Die Easy More Than Words Highway To Hell                | Live And Let Die Easy More Than Words Highway To Hell                | Live And Let Die Easy More Than Words Highway To Hell                | Live And Let Die Easy More Than Words Highway To Hell                | Live And Let Die Easy More Than Words Highway To Hell                | Live And Let Die Easy More Than Words Highway To Hell                | Live And Let Die Easy More Than Words Highway To Hell                | Live And Let Die Easy More Than Words Highway To Hell                | Live And Let Die Easy More Than Words Highway To Hell                | Live And Let Die Easy More Than Words Highway To Hell                | Live And Let Die Easy More Than Words Highway To Hell                | Live And Let Die Easy More Than Words Highway To Hell                | Live And Let Die Easy More Than Words Highway To Hell                | Live And Let Die Easy More Than Words Highway To Hell                | Live And Let Die Easy More Than Words Highway To Hell                | Live And Let Die Easy More Than Words Highway To Hell                | Live And Let Die Easy More Than Words Highway To Hell                | Live And Let Die Easy More Than Words Highway To Hell                | Live And Let Die Easy More Than Words Highway To Hell                | Live And Let Die Easy More Than Words Highway To Hell                | Live And Let Die Easy More Than Words Highway To Hell                | Live And Let Die Easy More Than Words Highway To Hell                | Live And Let Die Easy More Than Words Highway To Hell                | Live And Let Die Easy More Than Words Highway To Hell                | Live And Let Die Easy More Than Words Highway To Hell                | Live And Let Die Easy More Than Words Highway To Hell                | Live And Let Die Easy More Than Words Highway To Hell                | Live And Let Die Easy More Than Words Highway To Hell                | Live And Let Die Easy More Than Words Highway To Hell                | Live And Let Die Easy More Than Words Highway To Hell                | Live And Let Die Easy More Than Words Highway To Hell                | Live And Let Die Easy More Than Words Highway To Hell                | Live And Let Die Easy More Than Words Highway To Hell                | Live And Let Die Easy More Than Words Highway To Hell                | Live And Let Die Easy More Than Words Highway To Hell                | Live And Let Die Easy More Than Words Highway To Hell                | Live And Let Die Easy More Than Words Highway To Hell                | Live And Let Die Easy More Than Words Highway To Hell                | Live And Let Die Easy More Than Words Highway To Hell                | Live And Let Die Easy More Than Words Highway To Hell                | Live And Let Die Easy More Than Words Highway To Hell                | Live And Let Die Easy More Than Words Highway To Hell                | Live And Let Die Easy More Than Words Highway To Hell                | Live And Let Die Easy More Than Words Highway To Hell                | Live And Let Die Easy More Than Words Highway To Hell                | Live And Let Die Easy More Than Words Highway To Hell                | Live And Let Die Easy More Than Words Highway To Hell                | Live And Let Die Easy More Than Words Highway To Hell                | Live And Let Die Easy More Than Words Highway To Hell                | Live And Let Die Easy More Than Words Highway To Hell                | Live And Let Die Easy More Than Words Highway To Hell                | Live And Let Die Easy More Than Words Highway To Hell                | Live And Let Die Easy More Than Words Highway To Hell                | Live And Let Die Easy More Than Words Highway To Hell                | Live And Let Die Easy More Than Words Highway To Hell                | Live And Let Die Easy More Than Words Highway To Hell                | todos los finalistas solo                                                  | todos los finalistas solo                                                  | todos los finalistas solo                                                  | todos los finalistas solo                                                  | todos los finalistas solo                                                  | todos los finalistas solo                                                  | todos los finalistas solo                                                  | todos los finalistas solo                                                  | todos los finalistas solo                                                  | todos los finalistas solo                                                  | todos los finalistas solo                                                  | todos los finalistas solo                                                  | todos los finalistas solo                                                  | todos los finalistas solo                                                  | todos los finalistas solo                                                  | todos los finalistas solo                                                  | todos los finalistas solo                                                  | todos los finalistas solo                                                  | todos los finalistas solo                                                  | todos los finalistas solo                                                  | todos los finalistas solo                                                  | todos los finalistas solo                                                  | todos los finalistas solo                                                  | todos los finalistas solo                                                  | todos los finalistas solo                                                  | todos los finalistas solo                                                  | todos los finalistas solo                                                  | todos los finalistas solo                                                  | todos los finalistas solo                                                  | todos los finalistas solo                                                  | todos los finalistas solo                                                  | todos los finalistas solo                                                  | todos los finalistas solo                                                  | todos los finalistas solo                                                  | todos los finalistas solo                                                  | todos los finalistas solo                                                  | todos los finalistas solo                                                  | todos los finalistas solo                                                  | todos los finalistas solo                                                  | todos los finalistas solo                                                  | todos los finalistas solo                                                  | todos los finalistas solo                                                  | todos los finalistas solo                                                  | todos los finalistas solo                                                  | todos los finalistas solo                                                  | todos los finalistas solo                                                  | todos los finalistas solo                                                  | todos los finalistas solo                                                  | todos los finalistas solo                                                  | todos los finalistas solo                                                  | todos los finalistas solo                                                  | todos los finalistas solo                                                  | todos los finalistas solo                                                  | todos los finalistas solo                                                  | todos los finalistas solo                                                  | todos los finalistas solo                                                  | todos los finalistas solo                                                  | todos los finalistas solo                                                  | todos los finalistas solo                                                  | todos los finalistas solo                                                  | todos los finalistas solo                                                  | todos los finalistas solo                                                  | todos los finalistas solo                                                  | todos los finalistas solo                                                  | todos los finalistas solo                                                  | todos los finalistas solo                                                  | todos los finalistas solo                                                  | todos los finalistas solo                                                  | todos los finalistas solo                                                  | todos los finalistas solo                                                  | todos los finalistas solo                                                  | todos los finalistas solo                                                  | todos los finalistas solo                                                  | todos los finalistas solo                                                  | todos los finalistas solo                                                  | todos los finalistas solo                                                  | todos los finalistas solo                                                  | todos los finalistas solo                                                  | todos los finalistas solo                                                  | todos los finalistas solo                                                  | todos los finalistas solo                                                  | todos los finalistas solo                                                  | todos los finalistas solo                                                  | todos los finalistas solo                                                  | todos los finalistas solo                                                  | todos los finalistas solo                                                  | todos los finalistas solo                                                  | todos los finalistas solo                                                  | todos los finalistas solo                                                  | todos los finalistas solo                                                  | todos los finalistas solo                                                  | todos los finalistas solo                                                  | todos los finalistas solo                                                  | todos los finalistas solo                                                  | todos los finalistas solo                                                  | todos los finalistas solo                                                  | todos los finalistas solo                                                  | todos los finalistas solo                                                  | todos los finalistas solo                                                  | todos los finalistas solo                                                  | todos los finalistas solo                                                  | todos los finalistas solo                                                  | todos los finalistas solo                                                  | todos los finalistas solo                                                  | todos los finalistas solo                                                  | todos los finalistas solo                                                  | todos los finalistas solo                                                  | todos los finalistas solo                                                  | todos los finalistas solo                                                  | todos los finalistas solo                                                  | todos los finalistas solo                                                  | todos los finalistas solo                                                  | todos los finalistas solo                                                  | todos los finalistas solo                                                  | todos los finalistas solo                                                  | todos los finalistas solo                                                  | todos los finalistas solo                                                  | todos los finalistas solo                                                  | todos los finalistas solo                                                  | todos los finalistas solo                                                  | todos los finalistas solo                                                  | todos los finalistas solo                                                  | todos los finalistas solo                                                  | todos los finalistas solo                                                  | todos los finalistas solo                                                  | todos los finalistas solo                                                  | todos los finalistas solo                                                  | todos los finalistas solo                                                  | todos los finalistas solo                                                  | todos los finalistas solo                                                  | Guns N' Roses Commodores Extreme AC/DC     | Guns N' Roses Commodores Extreme AC/DC     | Guns N' Roses Commodores Extreme AC/DC     | Guns N' Roses Commodores Extreme AC/DC     | Guns N' Roses Commodores Extreme AC/DC     | Guns N' Roses Commodores Extreme AC/DC     | Guns N' Roses Commodores Extreme AC/DC     | Guns N' Roses Commodores Extreme AC/DC     | Guns N' Roses Commodores Extreme AC/DC     | Guns N' Roses Commodores Extreme AC/DC     | Guns N' Roses Commodores Extreme AC/DC     | Guns N' Roses Commodores Extreme AC/DC     | Guns N' Roses Commodores Extreme AC/DC     | Guns N' Roses Commodores Extreme AC/DC     | Guns N' Roses Commodores Extreme AC/DC     | Guns N' Roses Commodores Extreme AC/DC     | Guns N' Roses Commodores Extreme AC/DC     | Guns N' Roses Commodores Extreme AC/DC     | Guns N' Roses Commodores Extreme AC/DC     | Guns N' Roses Commodores Extreme AC/DC     | Guns N' Roses Commodores Extreme AC/DC     | Guns N' Roses Commodores Extreme AC/DC     | Guns N' Roses Commodores Extreme AC/DC     | Guns N' Roses Commodores Extreme AC/DC     | Guns N' Roses Commodores Extreme AC/DC     | Guns N' Roses Commodores Extreme AC/DC     | Guns N' Roses Commodores Extreme AC/DC     | Guns N' Roses Commodores Extreme AC/DC     | Guns N' Roses Commodores Extreme AC/DC     | Guns N' Roses Commodores Extreme AC/DC     | Guns N' Roses Commodores Extreme AC/DC     | Guns N' Roses Commodores Extreme AC/DC     | Guns N' Roses Commodores Extreme AC/DC     | Guns N' Roses Commodores Extreme AC/DC     | Guns N' Roses Commodores Extreme AC/DC     | Guns N' Roses Commodores Extreme AC/DC     | Guns N' Roses Commodores Extreme AC/DC     | Guns N' Roses Commodores Extreme AC/DC     | Guns N' Roses Commodores Extreme AC/DC     | Guns N' Roses Commodores Extreme AC/DC     | Guns N' Roses Commodores Extreme AC/DC     | Guns N' Roses Commodores Extreme AC/DC     | Guns N' Roses Commodores Extreme AC/DC     | Guns N' Roses Commodores Extreme AC/DC     | Guns N' Roses Commodores Extreme AC/DC     | Guns N' Roses Commodores Extreme AC/DC     | Guns N' Roses Commodores Extreme AC/DC     | Guns N' Roses Commodores Extreme AC/DC     | Guns N' Roses Commodores Extreme AC/DC     | Guns N' Roses Commodores Extreme AC/DC     | Guns N' Roses Commodores Extreme AC/DC     | Guns N' Roses Commodores Extreme AC/DC     | Guns N' Roses Commodores Extreme AC/DC     | Guns N' Roses Commodores Extreme AC/DC     | Guns N' Roses Commodores Extreme AC/DC     | Guns N' Roses Commodores Extreme AC/DC     | Guns N' Roses Commodores Extreme AC/DC     | Guns N' Roses Commodores Extreme AC/DC     | Guns N' Roses Commodores Extreme AC/DC     | Guns N' Roses Commodores Extreme AC/DC     | Guns N' Roses Commodores Extreme AC/DC     | Guns N' Roses Commodores Extreme AC/DC     | Guns N' Roses Commodores Extreme AC/DC     | Guns N' Roses Commodores Extreme AC/DC     | Guns N' Roses Commodores Extreme AC/DC     | Guns N' Roses Commodores Extreme AC/DC     | Guns N' Roses Commodores Extreme AC/DC     | Guns N' Roses Commodores Extreme AC/DC     | Guns N' Roses Commodores Extreme AC/DC     | Guns N' Roses Commodores Extreme AC/DC     | Guns N' Roses Commodores Extreme AC/DC     | Guns N' Roses Commodores Extreme AC/DC     | Guns N' Roses Commodores Extreme AC/DC     | Guns N' Roses Commodores Extreme AC/DC     | Guns N' Roses Commodores Extreme AC/DC     | Guns N' Roses Commodores Extreme AC/DC     | Guns N' Roses Commodores Extreme AC/DC     | Guns N' Roses Commodores Extreme AC/DC     | Guns N' Roses Commodores Extreme AC/DC     | Guns N' Roses Commodores Extreme AC/DC     | Guns N' Roses Commodores Extreme AC/DC     | Guns N' Roses Commodores Extreme AC/DC     | Guns N' Roses Commodores Extreme AC/DC     | Guns N' Roses Commodores Extreme AC/DC     | Guns N' Roses Commodores Extreme AC/DC     | Guns N' Roses Commodores Extreme AC/DC     | Guns N' Roses Commodores Extreme AC/DC     | Guns N' Roses Commodores Extreme AC/DC     | Guns N' Roses Commodores Extreme AC/DC     | Guns N' Roses Commodores Extreme AC/DC     | Guns N' Roses Commodores Extreme AC/DC     | Guns N' Roses Commodores Extreme AC/DC     | Guns N' Roses Commodores Extreme AC/DC     | Guns N' Roses Commodores Extreme AC/DC     | Guns N' Roses Commodores Extreme AC/DC     | Guns N' Roses Commodores Extreme AC/DC     | Guns N' Roses Commodores Extreme AC/DC     | Guns N' Roses Commodores Extreme AC/DC     | Guns N' Roses Commodores Extreme AC/DC     | Guns N' Roses Commodores Extreme AC/DC     | 2º lugar                           | 2º lugar                           | 2º lugar                           | 2º lugar                           | 2º lugar                           | 2º lugar                           | 2º lugar                           | 2º lugar                           | 2º lugar                           | 2º lugar                           | 2º lugar                           | 2º lugar                           | 2º lugar                           | 2º lugar                           | 2º lugar                           | 2º lugar                           | 2º lugar                           | 2º lugar                           | 2º lugar                           | 2º lugar                           | 2º lugar                           | 2º lugar                           | 2º lugar                           | 2º lugar                           | 2º lugar                           | 2º lugar                           | 2º lugar                           | 2º lugar                           | 2º lugar                           | 2º lugar                           | 2º lugar                           | 2º lugar                           | 2º lugar                           | 2º lugar                           | 2º lugar                           | 2º lugar                           | 2º lugar                           | 2º lugar                           | 2º lugar                           | 2º lugar                           | 2º lugar                           | 2º lugar                           | 2º lugar                           | 2º lugar                           | 2º lugar                           | 2º lugar                           | 2º lugar                           | 2º lugar                           | 2º lugar                           | 2º lugar                           | 2º lugar                           | 2º lugar                           | 2º lugar                           | 2º lugar                           | 2º lugar                           | 2º lugar                           | 2º lugar                           | 2º lugar                           | 2º lugar                           | 2º lugar                           | 2º lugar                           | 2º lugar                           | 2º lugar                           | 2º lugar                           | 2º lugar                           | 2º lugar                           | 2º lugar                           | 2º lugar                           | 2º lugar                           | 2º lugar                           | 2º lugar                           | 2º lugar                           | 2º lugar                           | 2º lugar                           | 2º lugar                           | 2º lugar                           | 2º lugar                           | 2º lugar                           | 2º lugar                           | 2º lugar                           | 2º lugar                           | 2º lugar                           | 2º lugar                           | 2º lugar                           | 2º lugar                           | 2º lugar                           | 2º lugar                           | 2º lugar                           | 2º lugar                           | 2º lugar                           | 2º lugar                           | 2º lugar                           | 2º lugar                           | 2º lugar                           | 2º lugar                           | 2º lugar                           | 2º lugar                           | 2º lugar                           | 2º lugar                           | 2º lugar                           |

## Carrera Post-OT

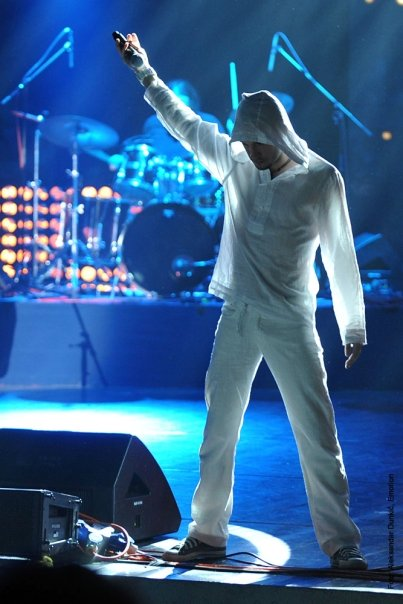
Vukašin Brajić en un concerto en Belgrado.

Después de OT (Operación triunfo), Vukasin se convirtió en miembro de los llamados "OT Bend", junto con otros tres participantes de Operación triunfo (Nikola Paunovic, Nikola Saric y Đorđe Gogov).
El 23 de febrero de 2009, Vukasin, entre los demás miembros de "OT Bend" y Sonja Bakić, realiza un acto de apertura de una famosa estrella de la música de James Blunt en su concierto de Belgrado.
"OT Bend" entra en el "Beovizija 2009", la preselección serbia para ir al Festival de la Canción de Eurovisión 2009 con la canción "Blagoslov za kraj", escrito por E. Owen, S. Vukomanovic y E. Botric.
El 7 de marzo, en las semifinales, ganó un máximo de 24 puntos y entró en la fase final como el primero. Al día siguiente, en la final, de nuevo ganó un máximo de 12 puntos de la audiencia, con 28.521 votos del total 53.550. Todavía no era suficiente para la victoria, porque esta vez, el jurado les dio solo 5 puntos, por lo que terminó el concurso como el 1ª finalista.
El 19 de abril y 20 de 2009, Vukasin, junto con los otros participantes Operación Triunfo, realizaron dos conciertos en Centar Sava en Belgrado ante 10 000 personas. Actuó "OT Bend" cantando sus canciones y varios éxitos nacionales e internacionales.
Durante el verano de 2009, en primer OT Bend se fue de gira Montenegro. El punto más alto de la gira de conciertos en Podgorica en frente del estadio lleno ( "Stadion malih sportova").
En el festival de música de verano "Saurios Sunčane 2009 "en Herceg Novi, En la primera noche llamada "Premios Príncipe" ( "nagrade Prinčeve"), OT Bend ganó el premio "Revelación del Año".
El 12 de julio de 2009, en Belgrado Arena, OT Bend actúa junto con Ana Bebic, que reunió a 8.200 participantes de 145 países en la ciudad capital de Serbia.
Los antiguos alumnos de Operación Triunfo también celebraron varios conciertos en ciudades de Serbia. Uno de los más notables fue la de OT y Ana Bend Bebic en la plaza principal de la ciudad de Uzice, Frente a alrededor de 10 000 personas.
"Concierto de despedida de Operación Triunfo" en Centar Sava en Belgrado, fue dejado para el final del año. De esta manera, los estudiantes dijeron adiós a las apariencias grupo bajo el nombre Operación Triunfo y marcó el comienzo de sus carreras por separado.
El 11 de enero de 2010, se hizo el anuncio de que Vukasin Brajić, con la canción "Thunder and lightning" de Edin-Dino Saran, Representaría a Bosnia y Herzegovina en el Festival de la Canción de Eurovisión 2010 en Oslo, Noruega.

## Singles

### Singles de OT Bend
- OT Bend - Blagoslov za kraj
- OT Bend - Strpi se još malo
- OT Bend feat. Karolina Goceva - Zaboravi

### Solo singles
- Vukašin Brajić - Thunder and lightning / Munja i grom
- Vukašin Brajić feat. Alogia - Od svega umoran